# Escultura budista coreana

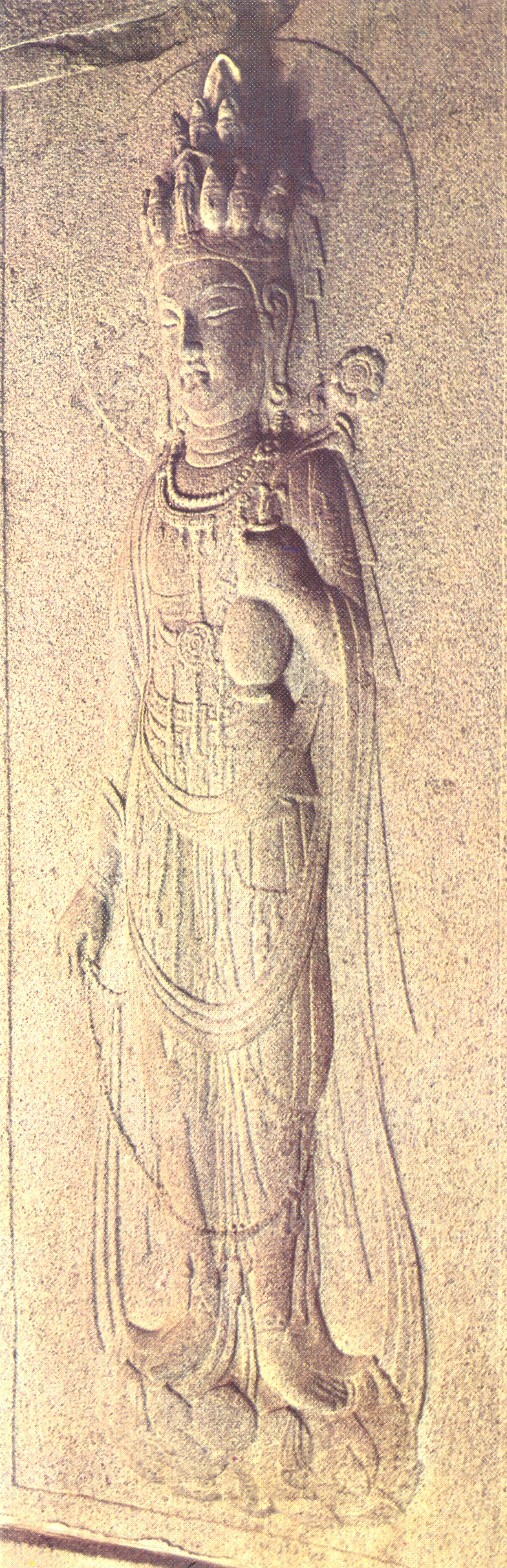
Avalokitesvara del. Está en la pared trasera bajo la cúpula del Seokguram en Gyeongju, Corea. Tiene una altura de 2,18 metros. La escultura lleva una corona, está vestida con túnicas y joyas y sostiene un jarrón que contiene una flor de loto.

La escultura budista coreana es una de las principales áreas del arte coreano. Algunas de las esculturas budistas más finas y técnicamente más logradas de Asia Oriental y del mundo fueron producidas en Corea.
El budismo, una religión originaria de lo que hoy es la India, se transmitió a Corea a través de China a finales del siglo IV. El budismo introdujo grandes cambios en la sociedad coreana. La complejidad de los sutras religiosos enviados a Corea requería que los aristócratas que adoptaron la religión se alfabetizaran y la formación y la importación de escribas alfabetizados. Hay poca evidencia de arte religioso en Corea antes de la introducción del budismo. Después de su introducción, la religión inspiró la producción de arte devocional, así como los comienzos de la sofisticada arquitectura del templo.
Las imágenes de Buda fueron probablemente importadas por primera vez por monjes enviados desde China y la escultura budista de Corea está en deuda con los prototipos desarrollados en India, Asia Central, y China. De estas influencias se formó un estilo coreano distintivo. Los Budas coreanos típicamente exhiben características faciales coreanas, fueron hechos con técnicas nativas de fundición y tallado, y únicamente se emplearon algunos de los motivos que se desarrollaron anteriormente en el arte budista. Además, los artesanos coreanos fusionaron varios estilos de diferentes regiones con sus propios gustos para formar una tradición de arte nativo. Con demasiada frecuencia, el arte coreano se describe incorrectamente en la literatura occidental como un mero puente pasivo que transmite el arte chino a Japón. Un área del arte coreano, en la que decididamente no es el caso, es la escultura budista coreana. Los desarrollos estilísticos y las formas coreanas fueron muy influyentes en los períodos Asuka, Hakuhō, y Tenpyō de la escultura budista japonesa cuando Corea transmitió el budismo al Japón en el siglo VI.

## Antecedentes

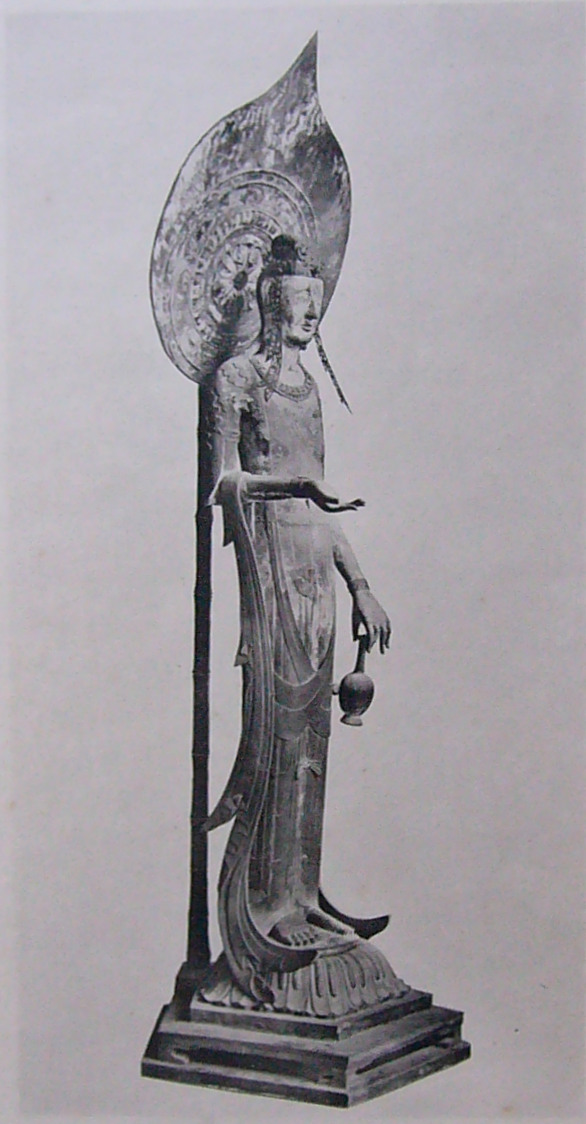
El Kudara Kanon (literalmente Baekje o Paekche Avalokitesvara) en el templo Hōryū-ji, Japón. Madera. Se cree que esta estatua se originó en Corea o fue tallada por artesanos inmigrantes coreanos.

La escultura budista coreana es relativamente rara. Muchas se perdieron o fueron destruidas en varias invasiones, combates internos, incendios en templos, o fueron pasadas en contrabando a Japón durante el período colonial. La relativa escasez de imágenes hace que sea especialmente difícil para los estudiosos comprender completamente el desarrollo del arte en Corea. Las imágenes disponibles para su estudio son producto, generalmente, de las excavaciones realizadas, las afortunadas sobrevivientes de un tumulto peninsular o las imágenes conservadas en Japón. Por lo tanto, los expertos pueden tener diferentes opiniones sobre la datación o el lugar de realización exactos para cualquier imagen específica, siempre basada en la información disponible.

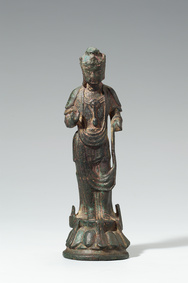
Bodhisattva de pie en bronce dorado. Período de los Tres reinos de Corea. Museo Nacional de Corea.

Cada escultura budista individual tiene varias características y atributos que los historiadores del arte usan como pistas para determinar cuándo y dónde se realizó. A veces, una estatua tiene una inscripción o contiene un documento que atestigua cuándo, dónde y quién la hizo. Los registros arqueológicos confiables que indican el lugar donde se excavó una estatua también son pistas valiosas para el historiador. Sin embargo, cuando ninguna de estas fuentes de información está disponible, los académicos todavía pueden obtener datos importantes sobre una escultura individual por su estilo, la iconografía particular empleada por el artista, características físicas como el material utilizado para hacer la obra, el porcentaje de metales utilizado en una aleación, las técnicas de fundición y tallado, y varias otras claves contextuales.
Las imágenes en Corea están hechas de una gran variedad de materiales: madera, laca, metal, arcilla y piedra. Las que sobreviven hoy en día son, por lo general, pequeñas imágenes votivas de bronce utilizadas para culto privado y esculturas talladas en granito, el material de escultura más abundante disponible en Corea. Imágenes monumentales hechas para monasterios patrocinados por el estado y objetos devocionales que las familias reales y aristocráticas, en su mayor parte, lamentablemente no han sobrevivido. Aunque se sabía que las imágenes de madera y de laca se habían hecho en Corea gracias a documentos históricos y podían asumirse en función de las imágenes sobrevivientes en China y Japón, la fragilidad de estos materiales significa que muy pocos han sobrevivido en Corea.

## Periodo de los Tres Reinos (tradicionalmente 57 a.C.--668), siglosIVyV

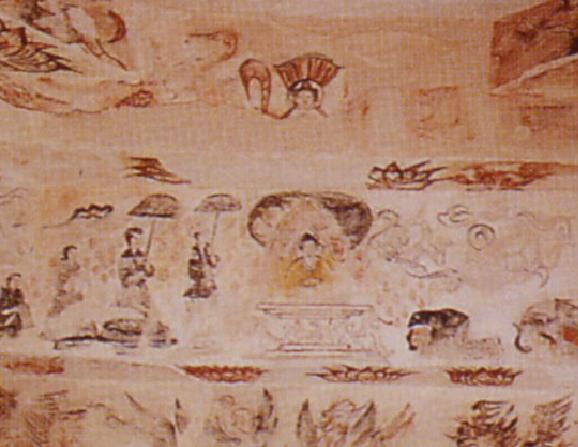
Detalle de Buda, Reino de Goguryeo, Corea, finales del. Pintura mural, techo oriental de la una cámara funeraria principal, en la provincia de Jilin en China.

Durante el período de los Tres Reinos de Corea, Corea se dividió en tres estados competidores, Goguryeo, Baekje, y Silla, cuyos límites iban desde Manchuria hasta la punta del sur de Corea. Un cuarto sistema de gobierno en el sur, la Gaya también floreció durante este período, pero ninguna imagen budista se ha atribuido definitivamente a este estado. De acuerdo con las dos historias más antiguas de Corea,Samguk sagi y Samguk Yusa, el budismo fue introducido oficialmente en Corea durante el siglo IV. Además, el Haedong goseungjeon afirma que los monjes de China ya estaban en Corea antes de su recepción oficial. Sundo, un monje de la antigua dinastía Qin, un estado del norte de China, fue recibido por el rey de Goguryeo en el 372 y un monje de Sinkiang, de la dinastía del sur de China Jin Oriental fue recibido por el rey de Baekje en el 384. Los descubrimientos arqueológicos han corroborado estas afirmaciones de la temprana introducción del budismo en Corea con el descubrimiento de murales de tumbas de Goguryeo con motivos budistas y la excavación de tejas en forma de loto que datan del siglo IV. Los gobernantes de ambos reinos coreanos dieron la bienvenida a los monjes extranjeros e inmediatamente ordenaron la construcción de monasterios para su uso y con ello siguió pronto la construcción de imágenes budistas.
La imagen del Buda Ttukseom (McCune-Reischauer: Ttuksôm), que debe su nombre a la zona de Seúl en la que fue descubierta, es la escultura de Buda más antigua en Corea, según los estudiosos, data de finales del siglo IV o principios del V, alrededor de 400. La estatuilla de bronce dorado de cinco centímetros de alto sigue ciertas convenciones estilísticas que se originaron en Gandhara (actual Pakistán) y que luego fueron adoptadas por China, entre las que se incluye la plataforma rectangular sobre la que se sienta el Buda, que representa a dos leones, un símbolo común de Buda. Además, muestra el dhyana mudra, un gesto de meditación, que se encuentra comúnmente en los budas de China y Corea sentados en las primeras filas, donde las manos están entrelazadas y descansan en el regazo. Un mural de Buda del siglo V encontrado en una tumba al norte de la frontera moderna de Corea del Norte comparte varias similitudes estilísticas con el Buda Ttukseom, incluida la representación del dhyana mudra, el hecho de que las túnicas cubren ambos hombros del cuerpo y la representación de dos leones alrededor de la base rectangular. 
Las similitudes estilísticas de este Buda con las de China hacen que la mayoría de los académicos concluyan que la imagen es importante. Existe la posibilidad de que sea una copia coreana de un prototipo chino. Una de las razones para argumentar a favor de una procedencia coreana es el hecho de que la base rectangular del Buda Ttukseom es sólida, mientras que los ejemplos chinos son huecos, lo que tal vez indica una tradición de fundición de esculturas todavía en desarrollo en la antigua Corea. El descubrimiento del Buda Ttukseom cerca del sitio propuesto para la primera capital y ciudadela principal de Baekje sugiere que la figura puede ser un ejemplo de la escultura de Baekje. Un Buda meditante muy similar, descubierto en la posterior capital de Baekje, Sabi (ahora conocida como Buyeo) apoya esta teoría, indicando que estas primeras imágenes fueron influyentes muchos años después de su introducción o se conservaron para ser transferidas a una nueva capital. Otros estudiosos sugieren que la figura de Ttukseom puede ser una pieza de Goguryeo debido a las similitudes estilísticas que la figura tiene con el arte dinástico del norte, una característica típica de la escultura de Goguryeo.
Dos ejemplos chinos que se muestran a continuación, uno en el Museo de Arte Asiático en San Francisco y el otro en el Museo Nacional del Palacio en Taipéi ilustran las similitudes entre las imágenes chinas y coreanas tempranas. Un ejemplo de Sinkiang del siglo V también muestra el dhyana mudra y un tratamiento similar de las túnicas, además de ser un ejemplo de la confluencia de culturas a lo largo de la Ruta de la Seda desde India hasta Ghandara y China hasta Corea.

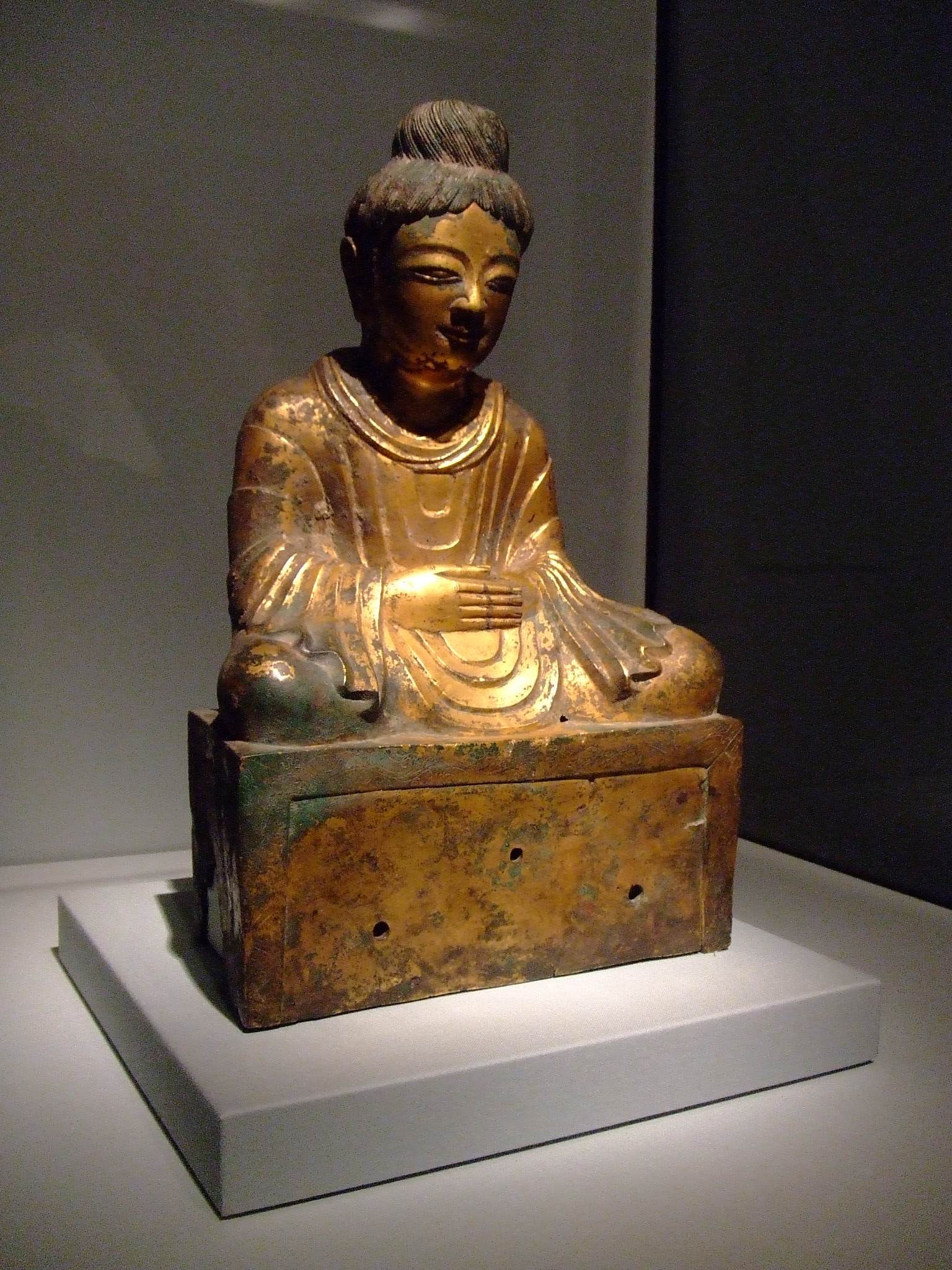
Prototipo chino del Buda Ttukseom en el Museo de Arte Asiático, en San Francisco, Estados Unidos.
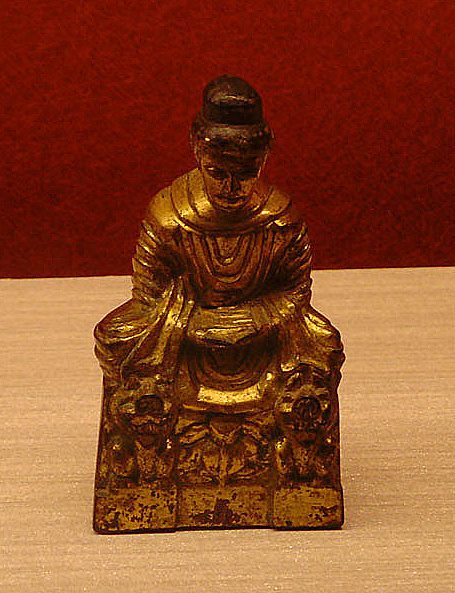
Prototipo chino del Buda Ttukseom en el Museo Nacional del Palacio en Taipéi, Taiwán.
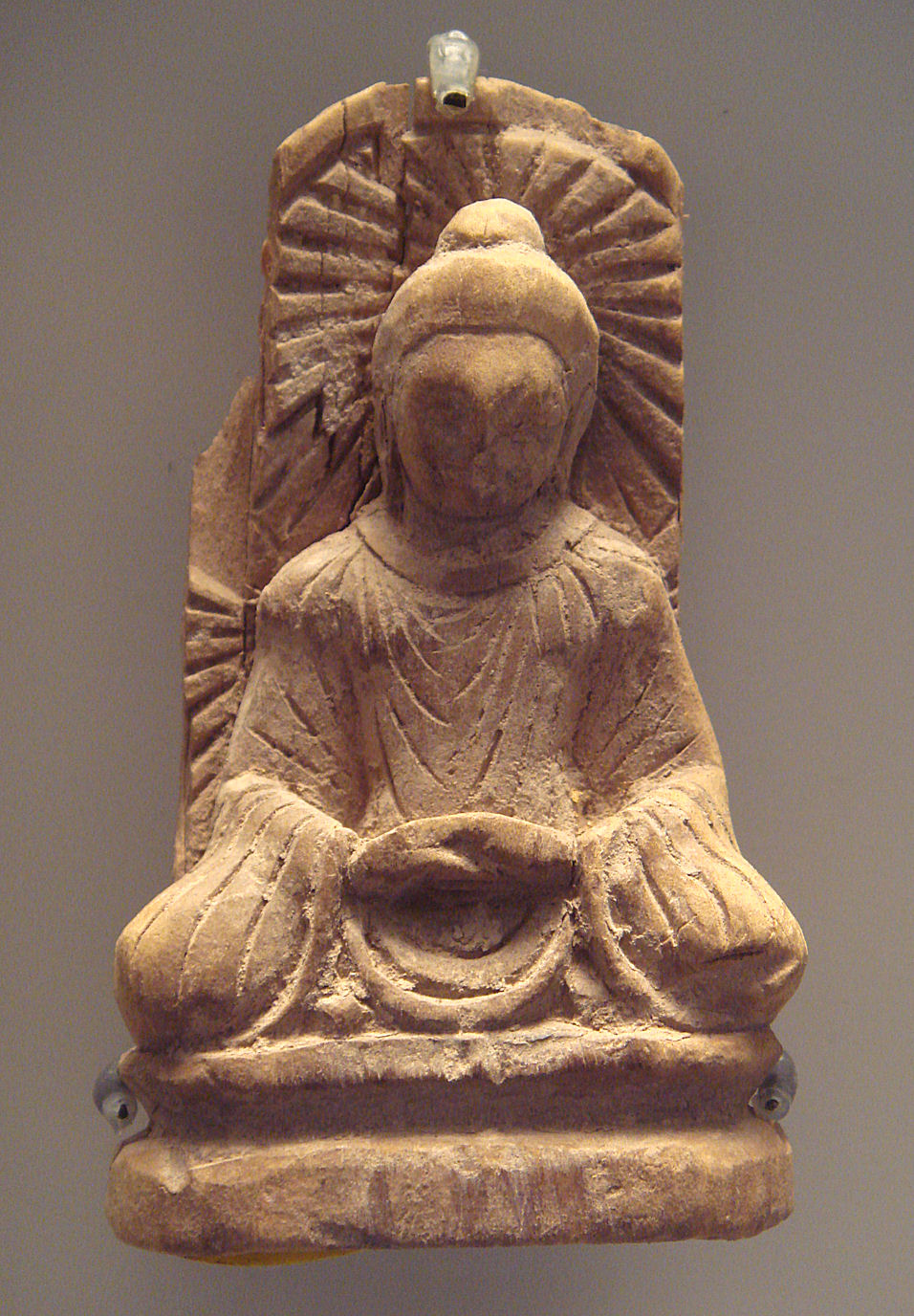
Ejemplo de Sinkiang en el Museo Guimet en París, Francia.

Los únicos otros ejemplos de esculturas budistas coreanas del siglo IV o V son algunos fragmentos de terracota de Goguryeo. Algunos estudiosos creen que la escasez de imágenes existentes desde el período más antiguo del budismo coreano se debe al hecho de que la religión fue practicada por un pequeño número de aristócratas y no se hizo popular entre la población general hasta el siglo VI. Otra razón de la falta de imágenes tempranas puede deberse a que el sitio del primer período de la historia de Baekje se encuentra dentro de la ciudad de Seúl, un área tan desarrollada que es difícil de hacer excavaciones, mientras que los sitios arqueológicos de Goguryeo están generalmente fuera del alcance de los académicos surcoreanos, porque se encuentran principalmente en Corea del Norte.

## Período de los Tres Reinos,sigloVI

### Imágenes de Buda
Imágenes de Buda sentado

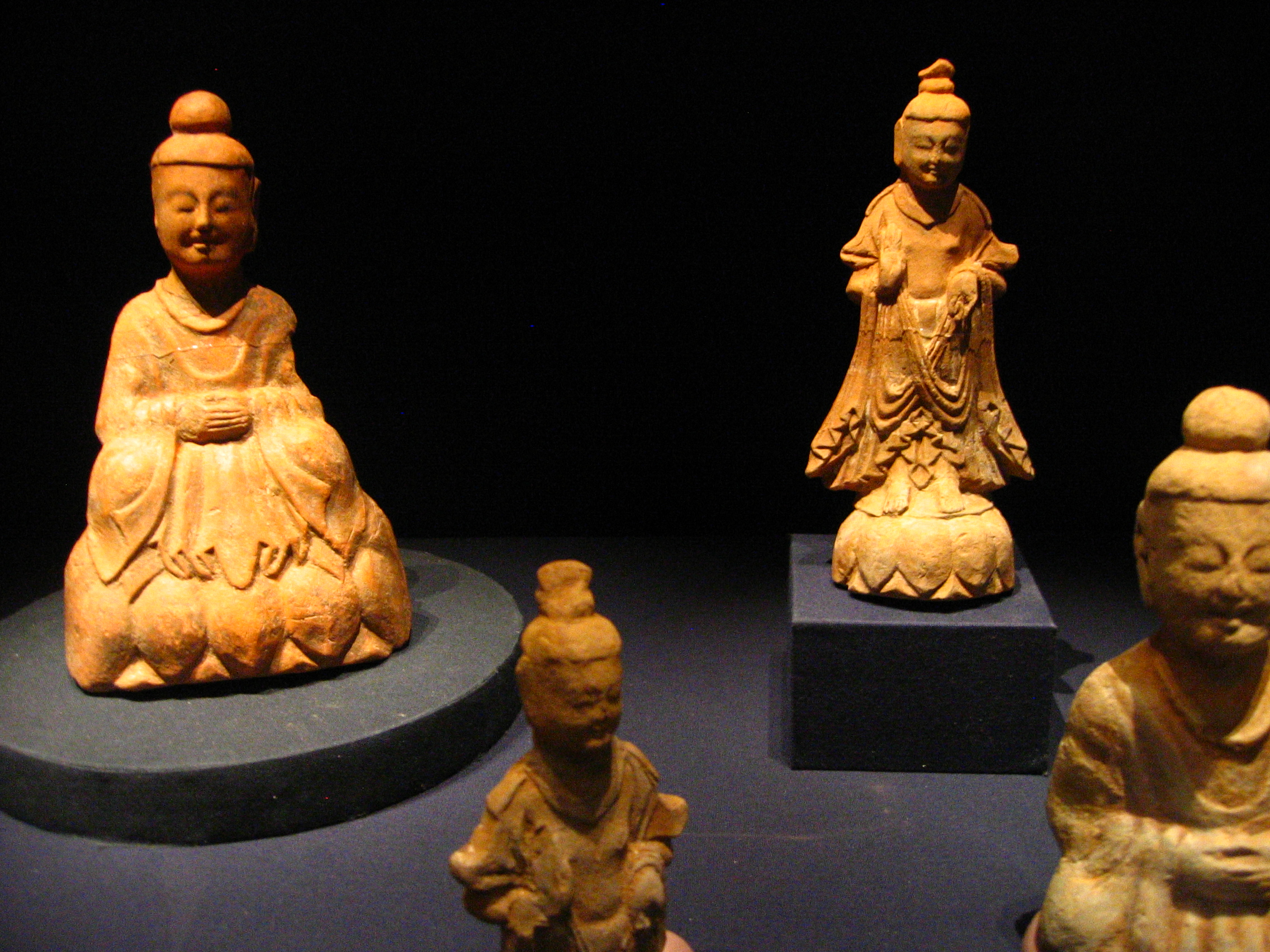
Budas y bodhisattvas sentados de Wono-ri, Goguryeo, primera mitad del. Cerámica, altura del bodhisattva 17 cm. Museo Nacional de Corea.

Las imágenes de Buda sentado permanecieron populares durante el siglo VI en Corea. Como se mencionó anteriormente, un Buda arcaico sentado, parecido al Buda Ttukseom, fue descubierto en la actual Buyeo, una ciudad en la que el rey de Baekje hizo su capital en el 538. Este estilo antiguo, pronto fue descartado por influencias más nuevas. En la segunda mitad del siglo VI, mientras que los escultores mantuvieron el dhyana mudra optaron por desplazar la iconografía del trono del león rectangular por complicados cortinajes que se representaron en cascada sobre el asiento del Buda. Un Buda sentado en el Museo Nacional de Corea, aunque claramente diferente de su contraparte cronológica, el Kunsu-ri, el Buda sentado de Baekje, muestra con estilo que ambos reinos estaban adoptando este nuevo enfoque para las figuras sentadas. El Buda sentado en Goguryeo muestra rasgos típicos de Goguryeo, como la ushnisha redondeada y la cabeza y las manos desproporcionadas de mayor tamaño en relación con el cuerpo. La representación de los pliegues de la túnica sobre un trono rectangular, ahora perdida la escultura del Buda, es exuberante sin la sensación de seguir un esquema establecido. Un Buda sentado en la esteatita de Baekje, descubierto en el templo de Kunsu-ri en Buyeo, muestra la suave redondez y la naturaleza estática del estilo Baekje temprano durante la segunda mitad del siglo VI.

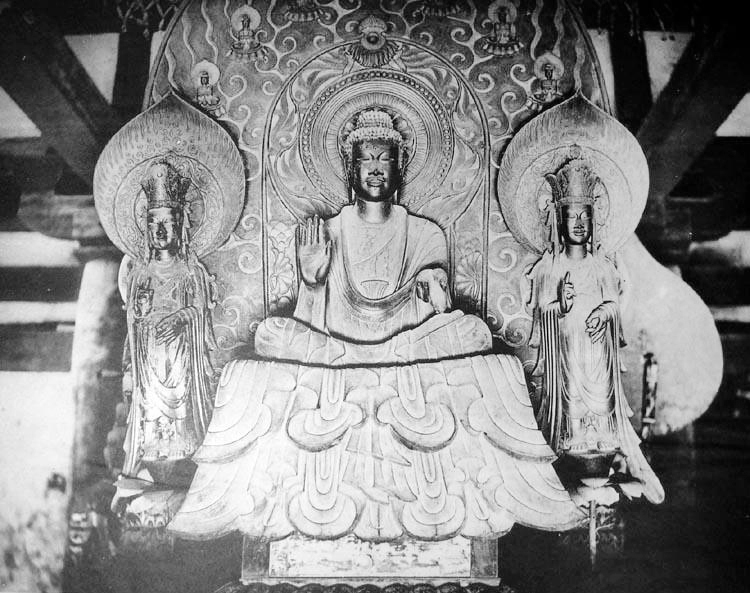
Tríada Shaka o Shakyamuni en Hōryū-ji.

A diferencia del Buda sentado de Ttukseom, el Buda Kunsu-ri presenta las túnicas de Buda sobre la plataforma rectangular y elimina los leones comunes en las imágenes anteriores. Los pliegues de cortinas simétricamente estilizados se siguen en imágenes japonesas posteriores, como la Tríada Shakyamuni en el templo Hōryū-ji. Al igual que el Buda Ttukseom, el Buda Kunsu-ri sigue las primeras convenciones chinas y coreanas que muestran el dhyana mudra. Este mudra en particular está notablemente ausente en la posterior escultura budista japonesa, lo que quizás indica que la iconografía estaba fuera de moda en Corea cuando la escultura budista comenzó a llegar a Japón a mediados del siglo VI. Los Budas sentados de finales del siglo VI comienzan a eliminar el gesto de meditación a favor del gesto de deseo y el gesto de protección. Un ejemplo de este tipo de Buda sentado es la tríada Paekche ahora en el Museo Nacional de Tokio que ha sido seguida por imágenes japonesas posteriores, como la mencionada Tríada Shakyamuni honrada en Hōryū-ji.

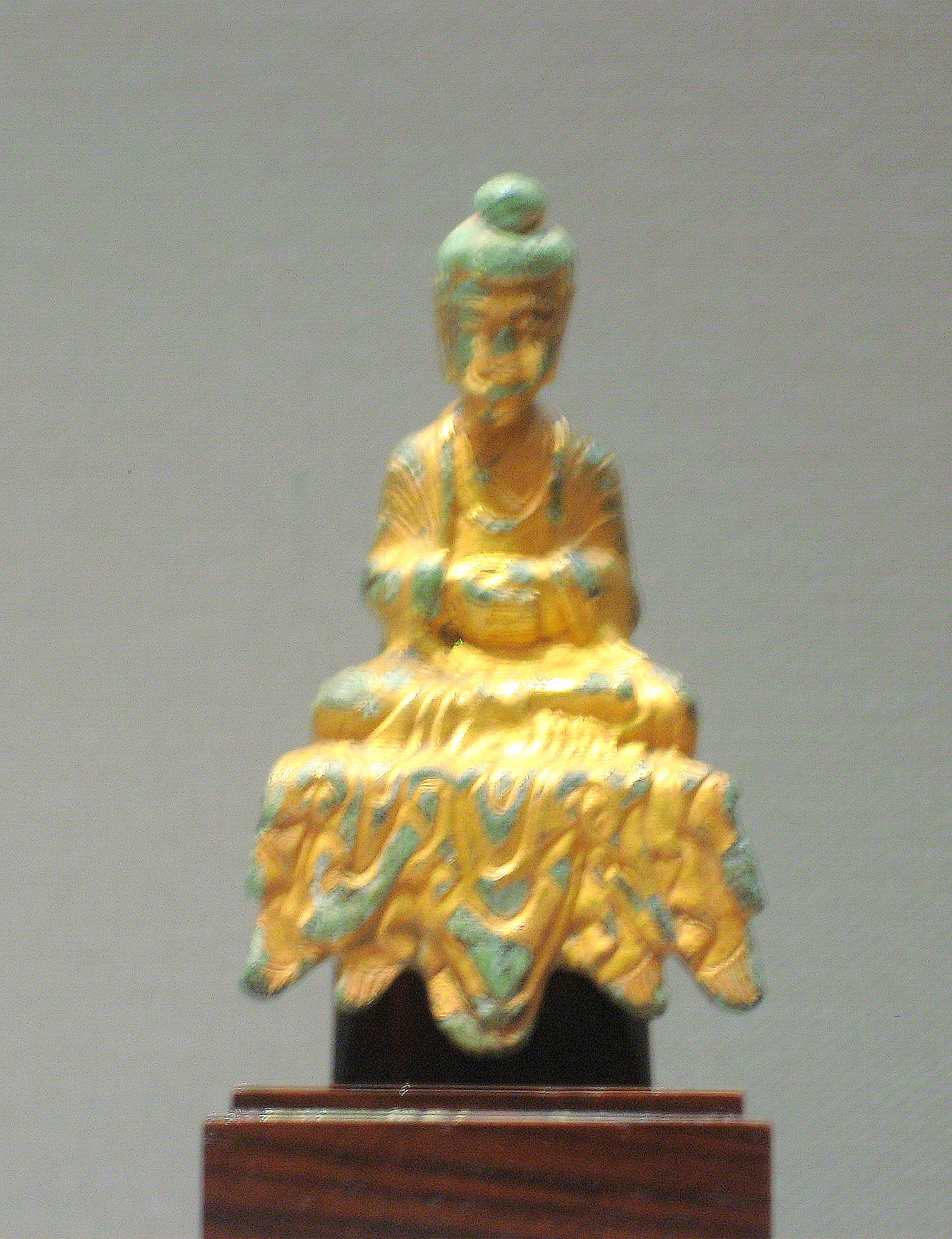
Buda sentado, Goguryeo, segunda mitad del siglo VI. Bronce dorado, altura 8,8 cm. Museo Nacional de Corea.
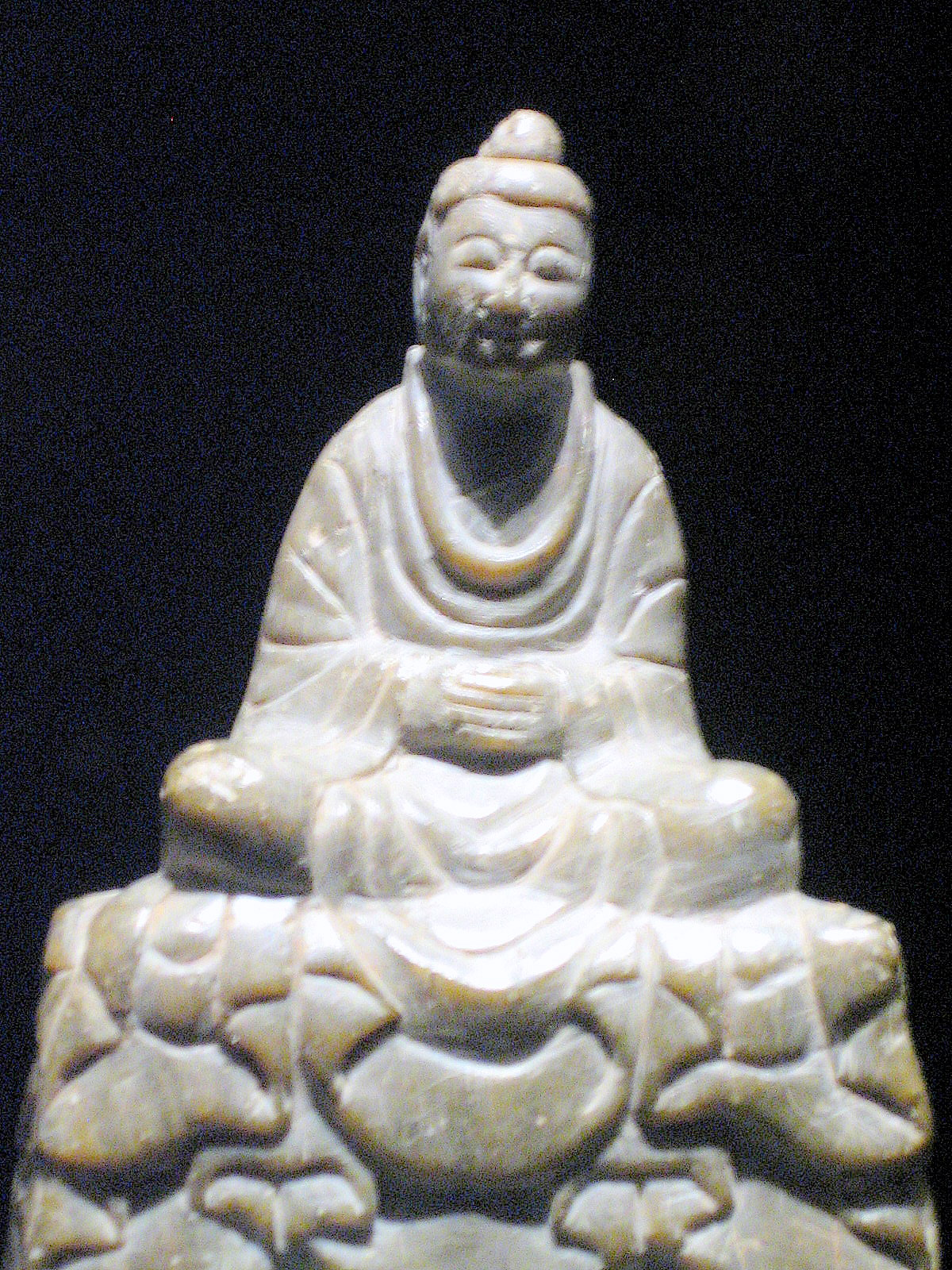
Buda sentado, Baekje, segunda mitad del siglo VI. Piedra de jabón, altura 13,5 cm. Museo Nacional de Buyeo. Tesoro n.º 329.
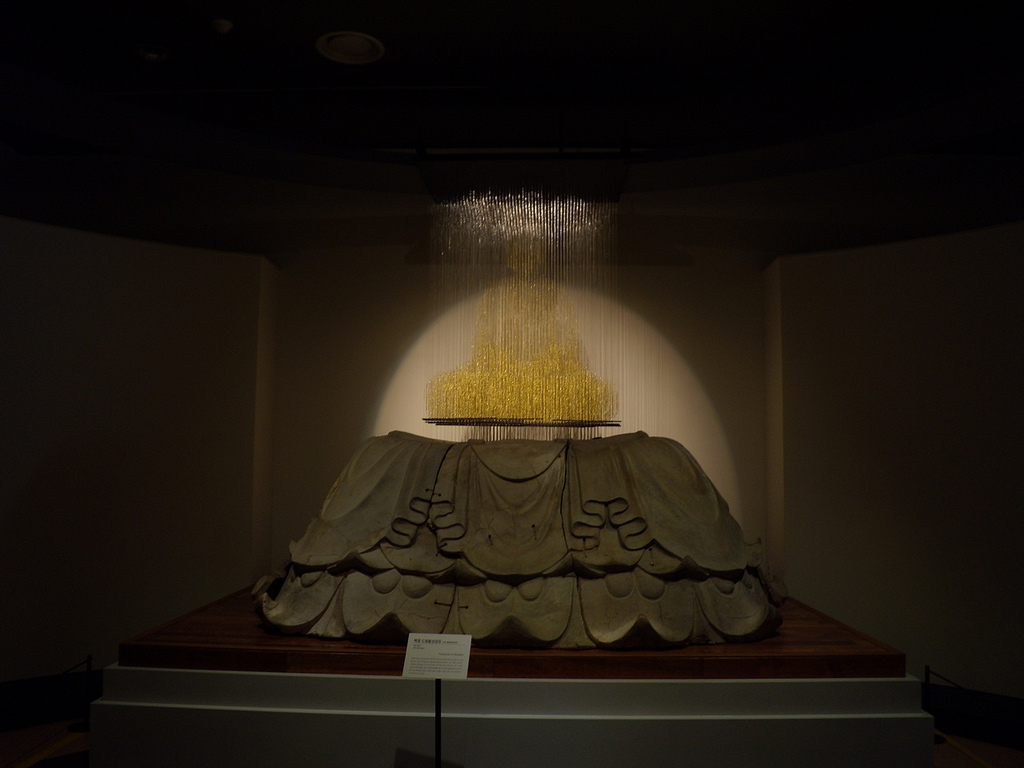
Pedestal de arcilla con la escultura perdida. Baekje, segunda mitad del siglo VI. Museo Nacional de Gongju.

Imágenes de pie de Buda

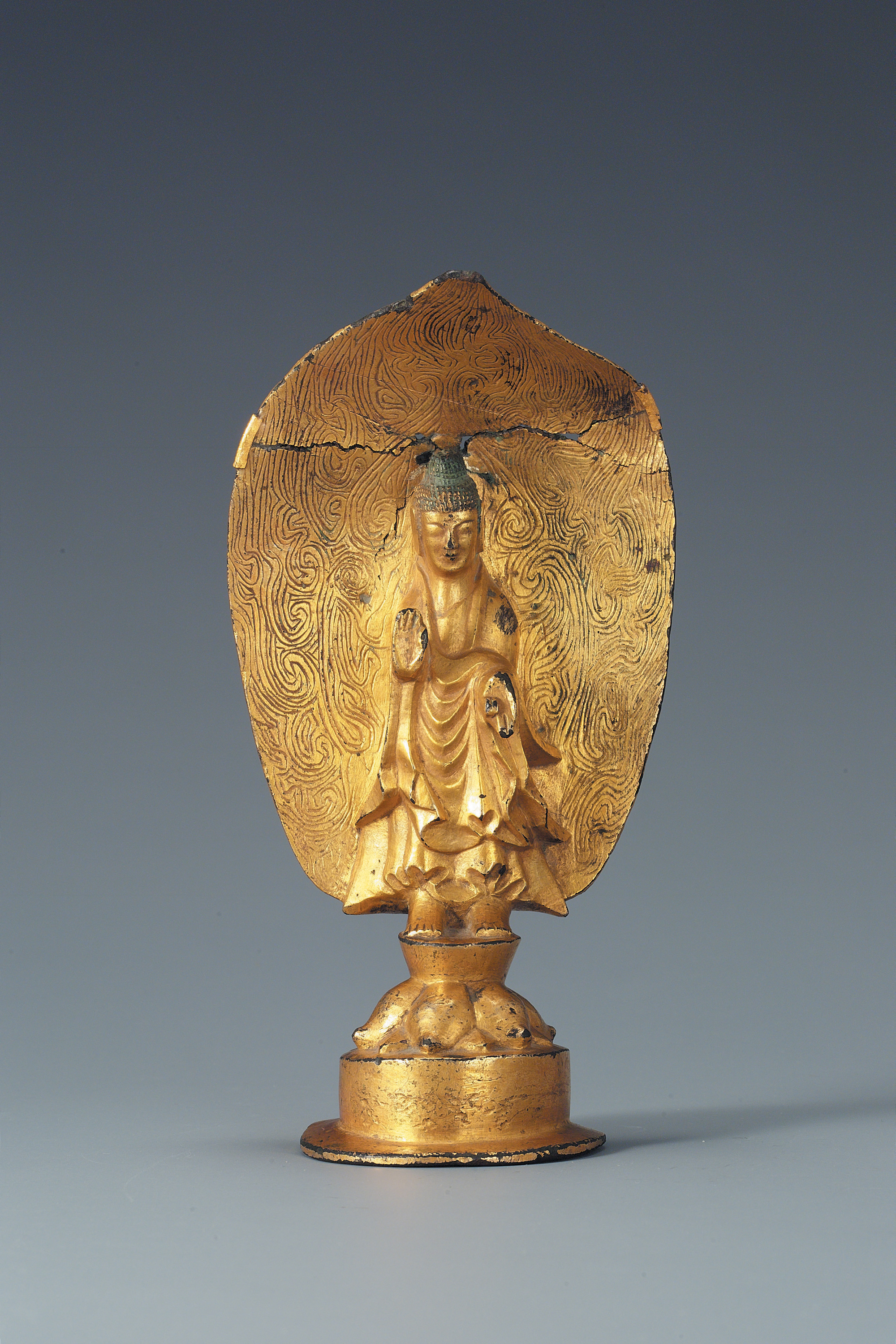
Buda Yŏn'ga, Goguryeo, año 539, bronce dorado, altura 16.3 cm Museo Nacional de Corea, Tesoro Nacional n.º 119.

Uno de los Budas coreanos más antiguos descubiertos hasta ahora es el Buda de Yŏn'ga (Yeon-ga), una imagen que ofrece a los eruditos una línea de base justa de cómo eran las imágenes de principios del siglo VI. El Buda, el único de los mil comisionados que han sobrevivido, toma su nombre de la inscripción en su dorso que menciona a un personaje goguryeo previamente desconocido. Mientras que fue excavada en Uiryong en  Gyeongsangnam-do, antiguo territorio de Silla lejos de los límites de Goguryeo, la inscripción indica claramente que la estatua fue realizada en Lelang en Goguryeo, (hoy en día Pyongan). La escultura es valiosa porque en su inscripción se indica un lugar y fecha de fabricación, generalmente acordada que corresponde al 539. Además, la imagen es una clara evidencia de que las estatuas podrían moverse más allá de las fronteras nacionales hacia los estados vecinos.
La talla más bien cruda en la mandorla del Buda exhibe el movimiento y el dinamismo típico del arte de Goguryeo].  La figura exhibe el abhaya (sin miedo) en su correcta mano derecha levantada, mientras que la mano izquierda exhibe el varada (que concede deseos) mudra. Ambos mudras son típicos de la escultura budista de pie de los primeros coreanos y el doblado de los dos últimos dedos de la mano izquierda a la palma de la mano se encuentra comúnmente en la escultura coreana también de los primeros tiempos. El Buda de Yon'ga además muestra otros atributos comunes a los primeros Budas de Goguryeo, incluyendo la cara magra rectangular, protuberancias prominentes en la cabeza, manos grandes desproporcionadas con respecto al cuerpo, un énfasis en la parte frontal de las figuras, ensanchamiento de la cola de pez de las túnicas en los costados e imágenes de llama en la mandorla.

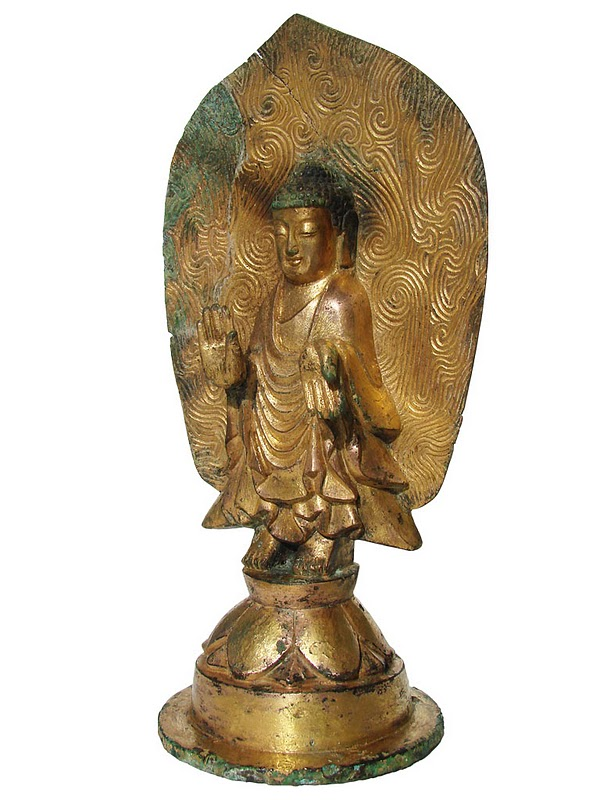
Buda de pie, probablemente del periodo Baekje, primera mitad del. Bronce dorado. Museo de Arte Asiático de Tokio. Esta estatua puede ser posiblemente más antigua que la del Buda Yŏn'ga.

El prototipo de este Buda deriva del pueblo tuoba no chino que estableció la dinastía Xianbei en el norte de la China geográfica. Un ejemplo de un prototipo de Las esculturas de Baekje del siglo VI reflejan la influencia de los regímenes autóctonos y extranjeros que gobernaron China durante el período de las dinastías del norte y del sur. Fechada en 524, se puede encontrar en el Metropolitan Museum of Art (imagen). Un Buda de la dinastía Wei del Norte, datado en el 536, está en el Museo de la Universidad de Pensilvania. Ambas imágenes muestran la fuerte influencia de los Wei del Norte y sus dinastías derivadas en el arte coreano. La mayoría de las imágenes inscritas con una fecha durante este período de la historia utilizaban el sistema del ciclo sexagesimal; las fechas pueden ser interpretadas de más de una manera, sumando o restando ciclos de sesenta años al año inscrito. Los becarios deben fechar las imágenes basándose en el contexto proporcionado por otras imágenes.  Por ejemplo, el Buda Yŏn'ga es generalmente aceptado hasta la fecha del 539 debido a las imágenes contemporáneas del Museo Metropolitano de Arte y del Museo de la Universidad de Pensilvania, discutidas anteriormente, que datan de alrededor de esa época, 524 y 536 respectivamente. Sesenta años antes de 539 sería una fecha demasiado temprana para el Buda Yon'ga, mientras que una fecha de 599 (añadiendo sesenta años) haría que la imagen fuera arcaica y anticuada.

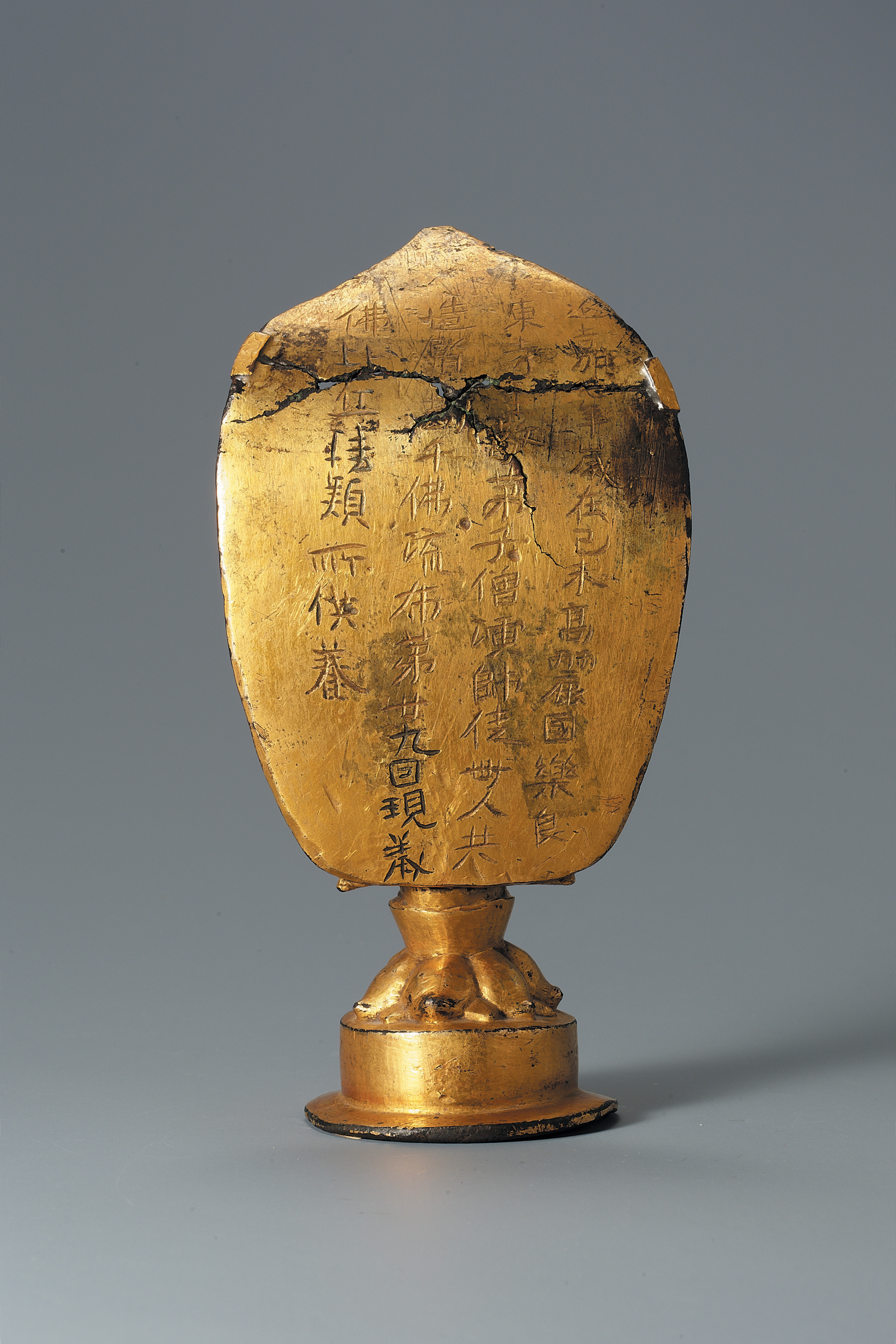
Vista posterior de la mandorla del Buda Yŏn'ga. Haga clic en la imagen para leer una traducción de la inscripción tallada.
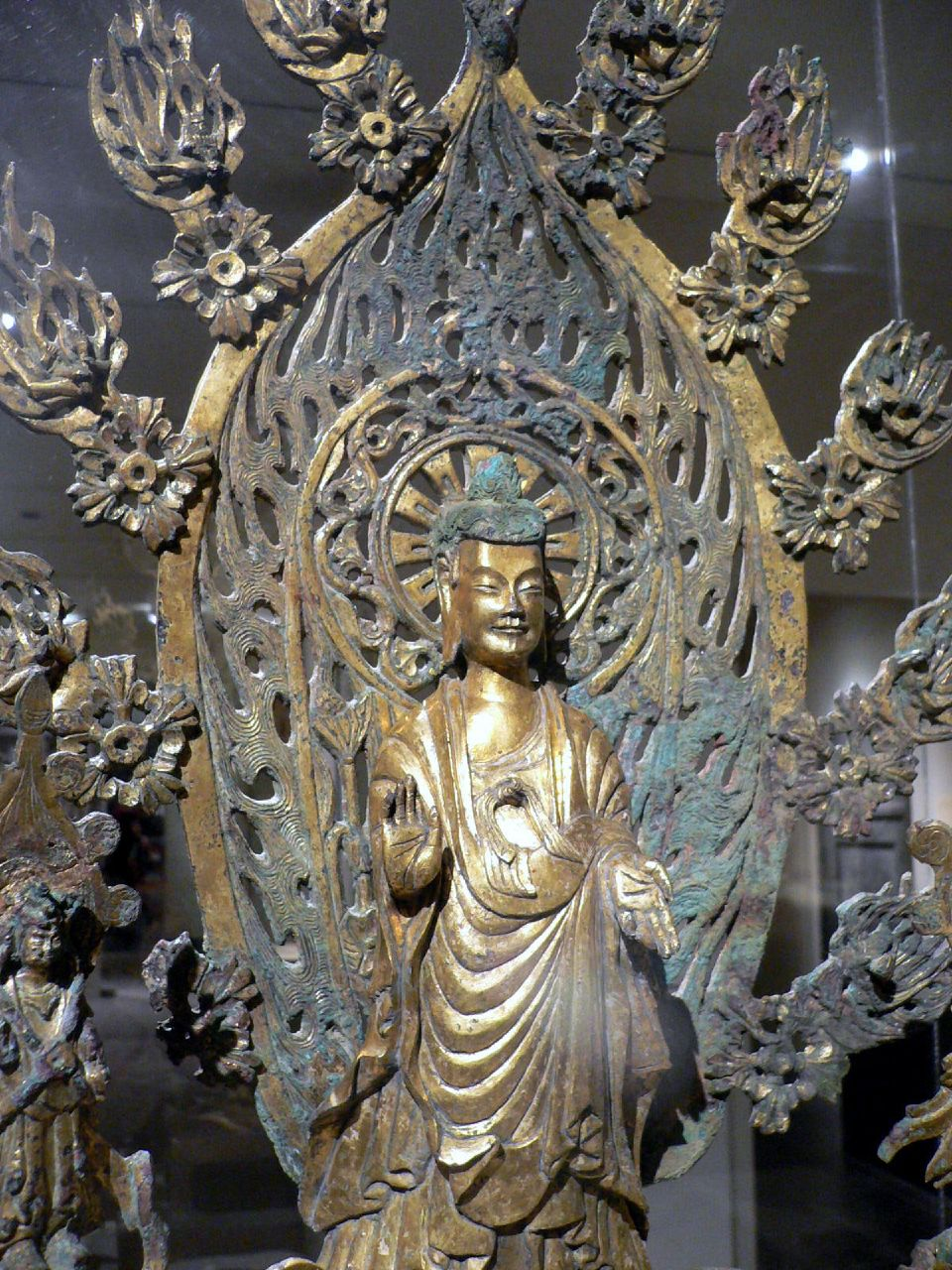
Retablo dedicado a Buda Maitreya, dinastía Wei del Norte (386-534), fechado en el 524. Bronce dorado. Museo Metropolitano de Arte.
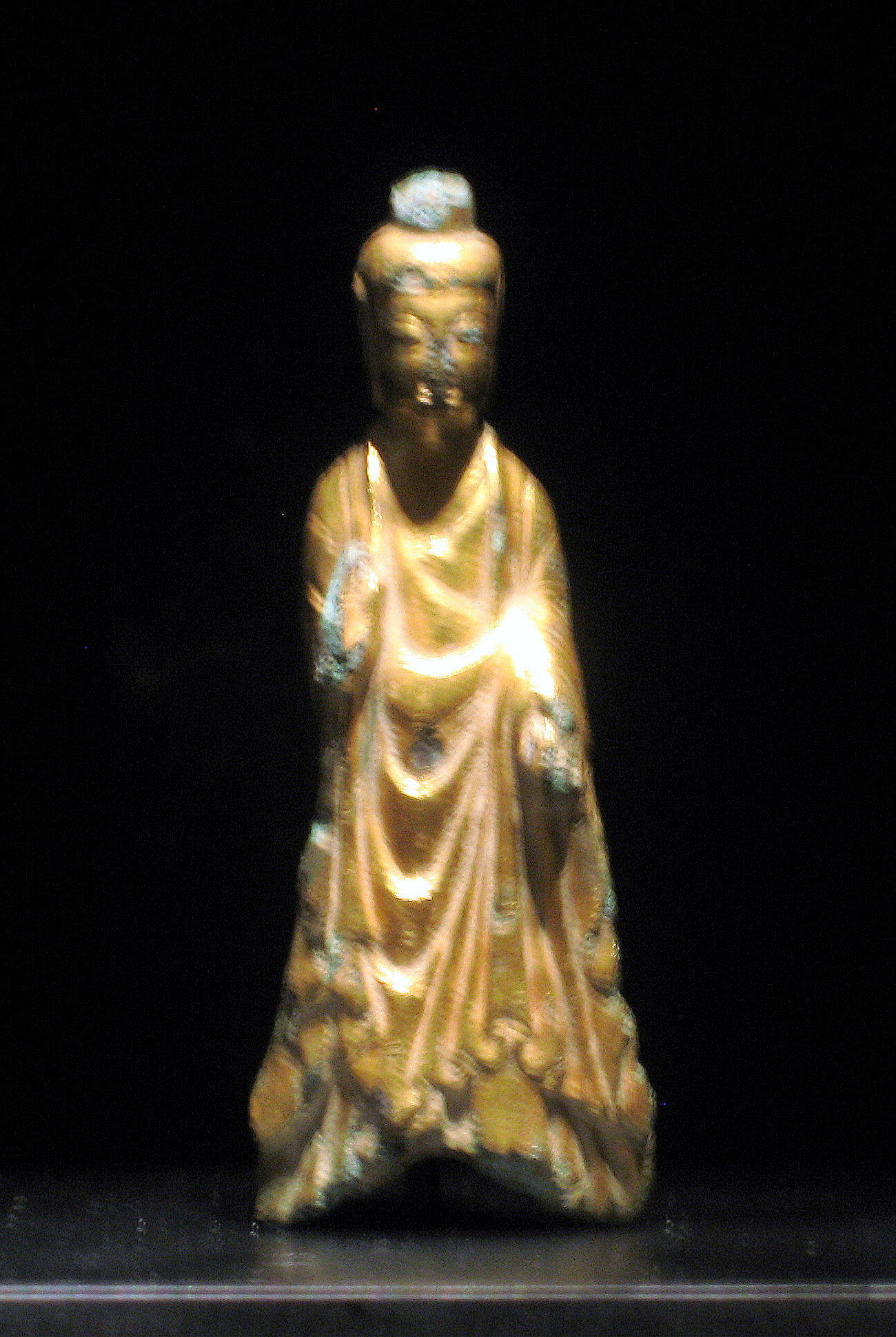
Buda de pie, Baekje, mediados del siglo VI. Bronce dorado, altura 9.4 cm Museo Nacional de Buyeo.

Las esculturas de Baekje del siglo VI reflejan la influencia de los regímenes autóctonos y extranjeros que gobernaron China durante el período de las Dinastías meridionales y septentrionales. Si bien los registros coreanos y chinos muestran contactos diplomáticos directos entre Baekje y la dinastía Wei del Norte que se produjeron durante este período de tiempo, éstos palidecen en comparación con las numerosas misiones diplomáticas entre Baekje y las dinastías del Sur de China. Para complicar todavía más la comprensión de la fuente de inspiración de la escultura budista de Baekje es el hecho de que las dinastías del Sur influyeron en el desarrollo de la escultura del norte y el hecho de que pocas imágenes de los regímenes del Sur hayan sobrevivido.
Otro ejemplo de escultura del siglo VI es una tríada que se encuentra en el Museo Nacional de Gyeongju. Al igual que los ejemplos contemporáneos de Goguryeo, la estatua exhibe rasgos típicos del estilo Wei del norte, especialmente en la representación de las túnicas. Algunas similitudes con los rasgos específicos de Goguryeo incluyen la representación bastante cruda de las llamas en la mandorla, siendo la simplificación un rasgo común en la escultura primitiva existente. La redondez del rostro, la sonrisa del Buda central, así como las proporciones armoniosas, la naturaleza estática de la imagen y la sensación de calidez y humanidad son rasgos típicamente asociados con las dinastías del Sur de China, y con frecuencia se dan también en los rasgos de la escultura de Baekje. El clima cálido y el entorno fértil en el que se encontraba el reino, junto con la sensibilidad de los nativos, se consideran razones para haber logrado el estilo Baekje.
Hay otras esculturas que los expertos creen que son de principios del siglo VI: Una ubicada en la colección del the Asian Art Museum, es muy similar a la del Buda Yŏn'ga en tamaño (18.6 cm vs. 16.3 cm de altura) y estilo. Las pequeñas diferencias entre las dos incluyen la redondez de la cara y la falta de gordura de los pétalos de loto de la base de la imagen del Museo de Arte Asiático, junto con los modelos o patrones de llamas y la forma de la mandorla más hábilmente tallados. No hay ninguna inscripción tallada en la parte posterior de la mandorla, pero el consenso de los expertos japoneses data la imagen de una época del siglo VI anterior a la del Buda Yŏn'ga. La falta de inscripción y las sutiles diferencias de estilo hacen que la estatua no haya sido atribuida a un estado específico en el periodo de los Tres Reinos de Corea.
Tríadas de mandorla única

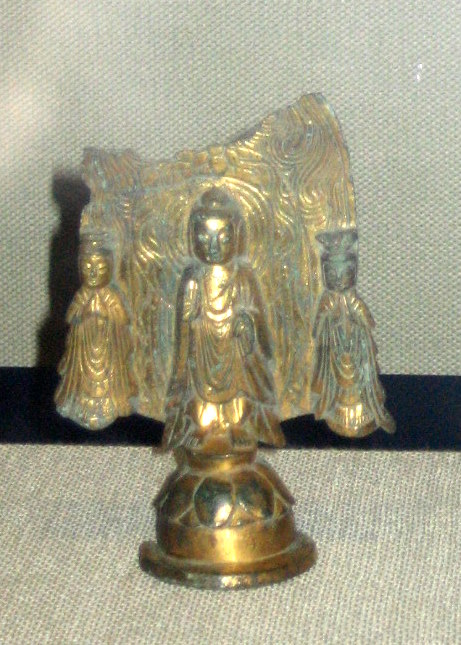
Tríada de pie de Buda, período de los Tres Reinos de Corea, probable de Baekje, principios del. Bronce dorado, altura 10 cm. Museo Nacional de Gyeongju.

La segunda imagen de principios del siglo VI es una tríada de mandorla única, una imagen de Buda flanqueada por dos bodhisattvas que se agrupan de pie frente a un único halo del Museo de Historia Central de Corea en Pionyang, Corea del Norte. Esta imagen tiene una inscripción en la parte posterior de la mandorla que los estudiosos han interpretado como 539. De las tres imágenes mencionadas desde principios del siglo VI, esta imagen norcoreana es la más sofisticada en su modelado del Buda y sus asistentes. Una famosa tríada del museo de Arte Gansong, casi idéntica a la tríada norcoreana, generalmente se atribuye al Reino de Goguryeo y se remonta típicamente al 563, lo que muestra que los estilos del 539 incluso fueron populares más de dos décadas después. Finalmente, algunos eruditos sugieren que una mandorla excavada en la provincia de Chungcheong del Norte debería estar fechada en el 536. 
La tríada de mandorla única era un tipo de imagen muy popular en el siglo VI, con varias tríadas enteras que sobreviven, así como figuras sin mandorla y mandorlas sin figuras. El modelo del museo de Arte Gansong fue particularmente popular con copias en Seúl, Pionyang, y un Buda central independiente que fue excavado en Buyeo, cuyo paradero actual se desconoce.
Uno de los tipos de imágenes más frecuentes que se hicieron a lo largo del siglo son las tríadas de mandorla única. Las similitudes entre las tríadas encontradas en los reinos de Baekje y Goguryeo sugieren que la introducción de tales imágenes provino tanto de Goguryeo como de China. Un ejemplo de la influencia del estilo Wei del Norte es la estatua ahora en el Museo Nacional de Corea. Esta imagen, probablemente una vez parte de una tríada de mandorla única, tiene túnicas envueltas en el mismo estilo que el Buda Yong'a. Sin embargo, las modificaciones específicas de Baekje, como la suavidad de la cara, los pliegues en la túnica inferior y la sensación de estabilidad que se muestra en la dilatación de las túnicas al acabar, distinguen claramente esta imagen de las de Goguryeo.
El budismo fue aceptado oficialmente por el tribunal de Silla en 527 o 528, aunque la religión era conocida por su gente antes, debido a los esfuerzos de los monjes de Goguryeo en el siglo V. La aceptación tardía de la religión a menudo se atribuye al aislamiento geográfico del reino, a la falta de fácil acceso a China y al conservadurismo de la corte. Sin embargo, una vez que el tribunal aceptó el budismo, recibió el patrocinio general del estado. Un ejemplo de apoyo estatal lujoso es Hwangnyongsa, un templo que albergaba a un Buda de aproximadamente cinco metros de altura. La estatua fue venerada como uno de los tres grandes tesoros del reino y fue destruida por los mongoles después de haber sobrevivido durante 600 años. Las excavaciones han revelado varias piezas pequeñas de Buda, y quedan enormes piedras de cimiento para testimoniar el gran tamaño de la estatua principal.

### Imágenes Bodhisattva
Bodhisattvas de pie

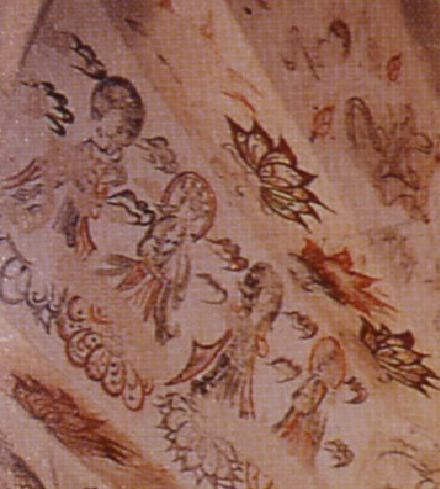
Detalle de Bodhisattvas, Goguryeo Corea, finales del. Pintura mural, techo oriental de la cámara funeraria principal, (Conjunto de tumbas de Koguryo) Jilin, China.

Los bodhisattvas son seres en el panteón budista que han alcanzado la iluminación pero han optado por permanecer en el mundo temporal para ayudar a aquellos que todavía no han alcanzado el nirvana. Una de las primeras representaciones de un bodhisattva en el arte coreano es la pintura mural en la tumba Jangcheon-ri n.º 1, que data de finales del siglo V. Si bien la mayoría de los detalles son difíciles de ver, está claro que las figuras se encuentran en la cima de las flores de loto y un detalle crucial que tienen muchas de las primeras imágenes del bodhisattva son las túnicas que sobresalen de los lados de la figura como la cola de pez. Las imágenes de bodhisattva del siglo VI rara vez son figuras independientes. La mayoría de las imágenes sobrevivientes son aquellas que una vez se realizaron como asistentes a un Buda en una tríada de mandorla única. Ocasionalmente, se hacían tríadas de mandorlas individuales con el bodhisattva como la figura principal y con dos monjes como asistentes.
La rigidez de la escultura temprana de Goguryeo se atribuye a veces al clima severo del reino que estaba situado en el norte de Corea y Manchuria. El reemplazo de la cara típicamente alargada y magra de la escultura de Goguryeo, ejemplificada por el Buda Yŏn'ga y el Bodhisattva de pie con el ornamento de triple cabeza, con imágenes con caras regordetas y túnicas suavemente ilustradas, ejemplificada por el Wono-ri Bodhisattva, puede reflejar la conquista del valle del río Han desde Baekje en 475, o la introducción de climas más suaves. Estos cambios probablemente reflejan, directa o indirectamente, la influencia del estilo Baekje, o de los contactos diplomáticos de Goguryeo con las dinastías del Sur de China.

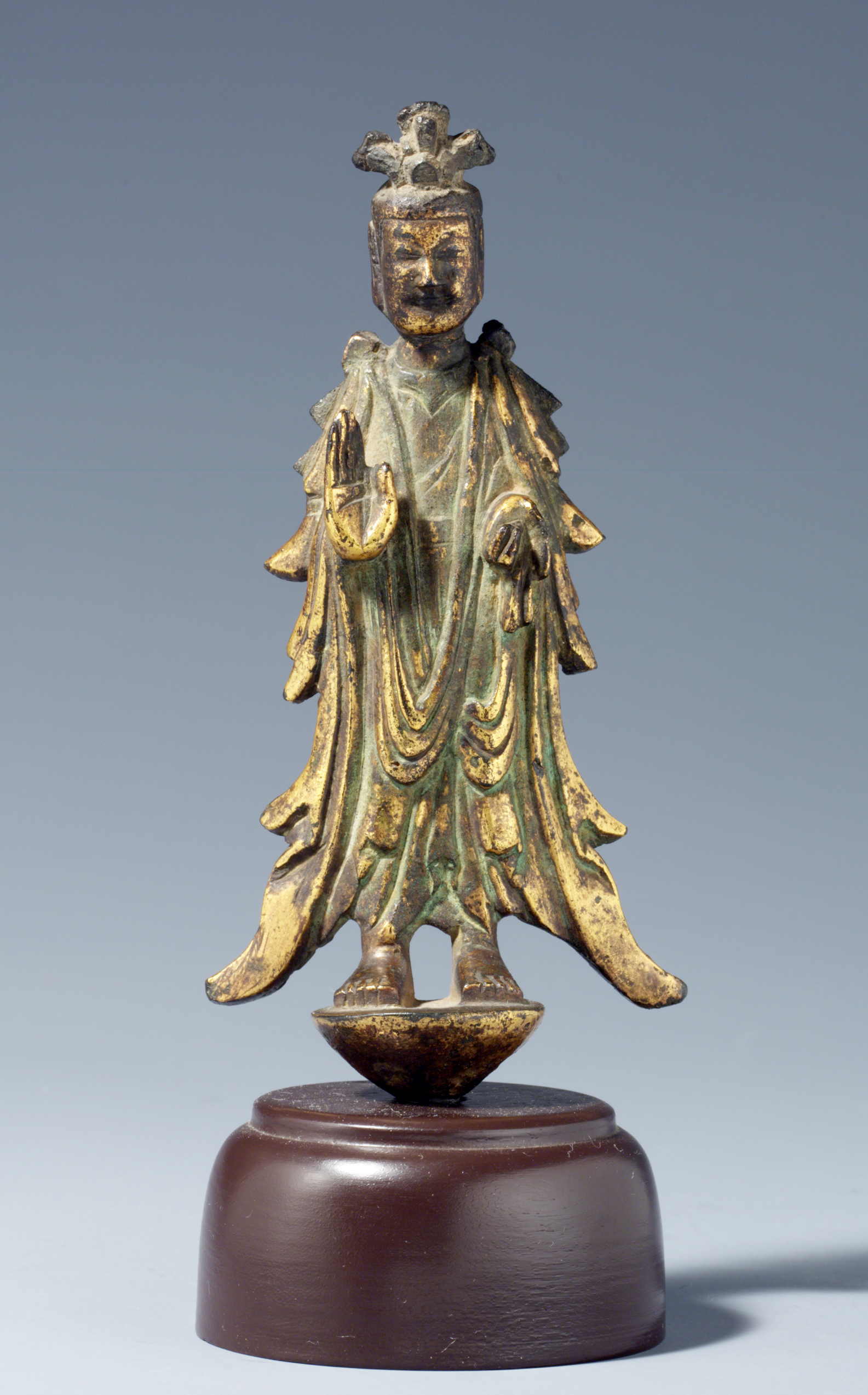
Bodhisattava de pie en bronce dorado, altura 15,1 cm. Segunda mitad. Tesoro de Corea n.º 333. Museo Nacional de Corea.

Se desconoce la procedencia del Bodhisattva de pie perteneciente al Museo Nacional de Corea, con adorno de triple en la cabeza. Basados en similitudes estilísticas comunes, como los pliegues de las vestiduras de cola de pez, las manos grandes y dos líneas incisas en el escote que indican una prenda interior (una convención del sur de China) con el Buda Yŏn'ga, la mayoría de los estudiosos creen que es originaria de Goguryeo. El Bodhisattva únicamente está modelado en la parte frontal, otra característica Wei del Norte, y la parte posterior sin terminar tiene varias clavijas. Estos vínculos han llevado a algunos eruditos a creer que este Bodhisattva fue una vez una figura central en una tríada de mandorla única.
Un Bodhisattva de pie ahora en el Museo Nacional de Buyeo fue encontrado en las excavaciones de Kunsu-ri junto con el Buda sentado. La influencia del arte de la dinastía Liang es particularmente obvia en esta imagen, especialmente porque una imagen análoga sobrevive en China. El permanente bodhisattava Kunsu-ri también exhibe atributos muy diferentes de sus prototipos Wei orientales contemporáneos, como el énfasis en el casco y la cara ancha y los diferentes estilos iconográficos empleados. La sonrisa de la imagen es un ejemplo típico de la «famosa sonrisa de Baekje» que se encuentra comúnmente en las imágenes de este reino, tanto en el siglo VI como en el séptimo.

### Bodhisattavas pensativos

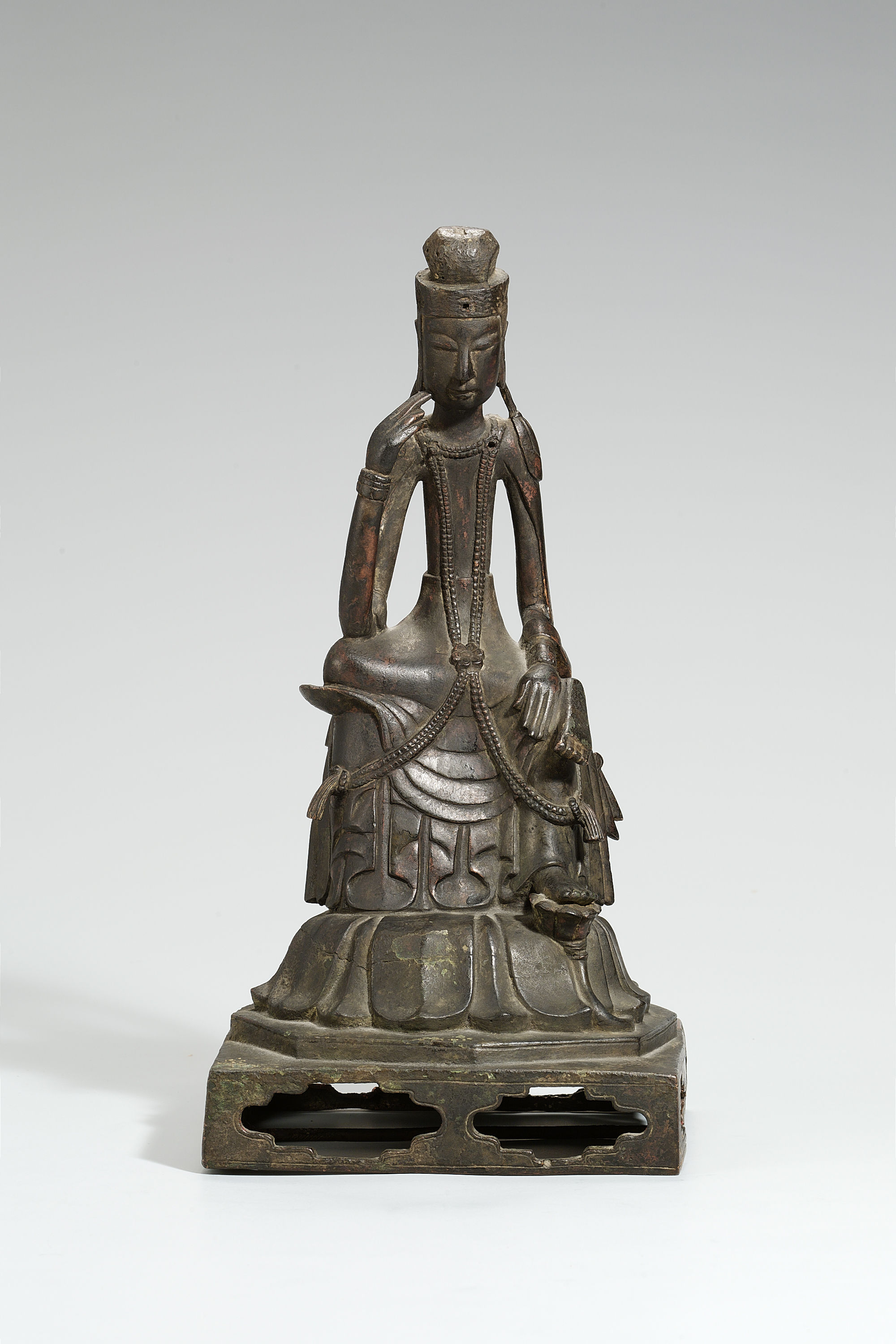
Bodhisattva Maitreya pensativo de bronce dorado. 28,2 cm.. Período de los tres reinos. Tesoro de la República de Corea n.º 331. Museo Nacional de Corea.

Mientras que en China la iconografía pensativa era típicamente una imagen subordinada en una tríada o era a menudo de tamaño pequeño, en Corea, particularmente representado por ejemplos de Silla, el pensativo Maitreya se convirtió en una figura central del culto y varias figuras de tamaño heroico sobrevivieron. Las imágenes pensativas eran populares en los otros dos reinos. En los primeros tiempos, las estatuas de este tipo de Baekje tenían un rasgo parabólico característico; en el Museo Nacional de Buyeo se conserva un fragmento de dicha estatua, y este estilo se puede encontrar en las imágenes de Baekje que se encuentran ahora en Japón y en las imágenes japonesas influenciadas por el estilo de Baekje. Una imagen pensativa fechada en el siglo VI que se dice que fue encontrada en excavaciones de Pionyang, ahora en el Museo de Arte Ho-am, es el único ejemplo que queda de Goguryeo y es la evidencia de que elementos estilísticos del norte fueron transmitidos a Silla. Hoy en día, la mayoría de las imágenes pensativas conservadas son de Silla.
La pose pensativa implica una figura que tiene una pierna cruzada sobre una pierna colgante, el tobillo de la pierna cruzada descansa sobre la rodilla de la pierna colgante. El codo del brazo levantado de la figura descansa sobre la rodilla de la pierna cruzada mientras que los dedos descansan o casi descansan sobre la mejilla de la cabeza doblada en introspección. Como se muestra arriba, príncipe Siddhārtha se representaba típicamente en una posición sentada en el dhyana mudra cuando se representaba como meditando en la escultura india primitiva. Se cree que una estatua que puede datarse en el siglo II o III en la pose pensativa de Mathura (India) es el ejemplo prototípico de la pose pensativa. En China, los bodhisattvas en postura pensativa se describen mayormente mediante una inscripción como el príncipe pensativo, es decir, el príncipe Siddhārtha meditando. Los bodhisattvas pensativos en la escultura china también pueden verse como asistentes de imágenes en posición sentada con el tobillo cruzado, una postura asociada con el Maitreya en China. Este hecho indica que la pose pensativa no era la iconografía asociada con el Bodhisattva Maitreya.
Los eruditos todavía atribuyen generalmente algunos bodhisattvas pensativos chinos a Maitreya basándose en la evidencia iconográfica, pero nunca se ha encontrado ninguna inscripción que corrobore esta hipótesis. El profesor Junghee Lee cree que se puede hacer un fuerte argumento para la primera asociación de Maitreya con la pose pensativa que se ha formado en Corea. Ningún bodhisattva pensativo de Corea tiene una inscripción que se identifique como Bodhisattva Maitreya. Sin embargo, el culto a Maitreya fue particularmente influyente en Corea durante los siglos VI y VII. El telón de fondo de la guerra continua durante el período de los Tres Reinos que creó condiciones sociales en las que el pueblo coreano estaba ansioso por buscar un salvador que pusiera fin a la guerra. Estas ideas generaron manifestaciones únicas de la adoración de Maitreya, como el único del Templo Mireuksa en Baekje y la creencia de que los miembros de la sociedad guerrera de élite de la clase noble del Reino de Silla eran encarnaciones de Maitreya. Notablemente, las imágenes pensativas se vuelven menos populares durante el período temprano de Silla Unificada y ya no se hicieron poco después. Otros bodhisattvas coreanos pueden generalmente identificarse por motivos iconográficos, por lo que las imágenes de la pose pensativa se identifican como Maitreya. La inscripción de una triple tríada con mandorla fechada en el año 571 también invoca la misericordia de Maitreya, lo que indica una fuerte influencia sobre el pensamiento coreano.

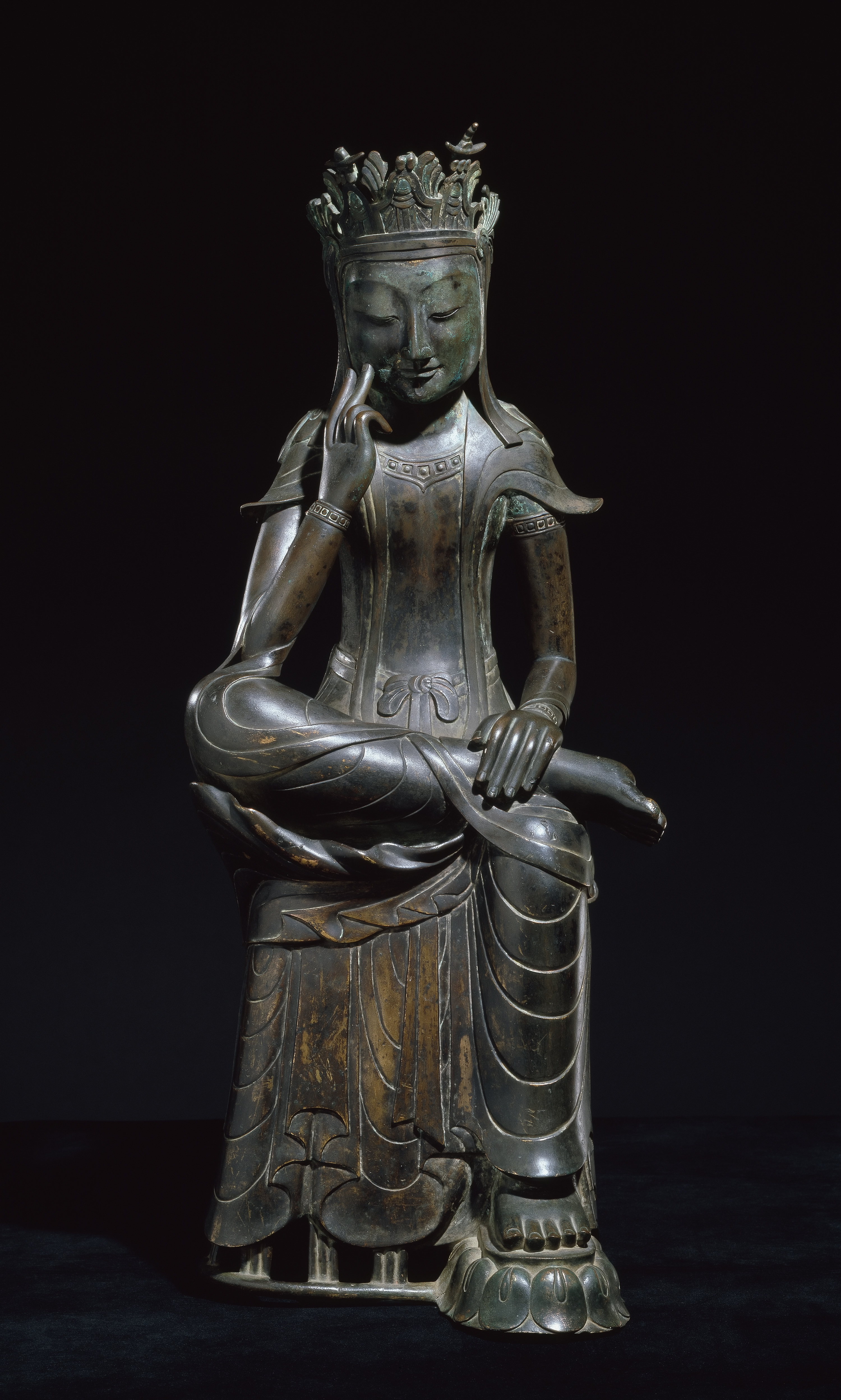
Bodhisattva Maitreya semi-sentado, segunda mitad del, período de los Tres Reinos de Corea. Bronce dorado, altura 83,2 cm. Tesoro Nacional n.º 78.Museo Nacional de Corea.

Hay varios ejemplos de la imagen pensativa hecha en Corea que sobreviven. Un ejemplo que ha sido objeto de debate en cuanto a sus orígenes (ya sea Goguryeo o Wei Norte) se cree que es uno de los dos asistentes de una figura central y que sigue de cerca el estilo Wei del Norte. Un fragmento de piedra del monte Puso en el antiguo territorio de Baekje es indicativo de la aceptación de la representación estrecha del cuerpo y es un ejemplo temprano de la representación de los pliegues frontales en círculos concéntricos. Este esquema de pliegues se puede ver también en imágenes pensativas posteriores. Otro ejemplo de un Maitreya pensativo del siglo VI es una obra que ahora se conserva en el Museo Nacional de Tokio y que generalmente se acepta que es de Corea del siglo VI.
Un gran monumento de escultura budista coreana, el Tesoro Nacional n.º 78, suele datarse a finales del siglo VI. La figura incorpora el estilo del Wei oriental. Aunque el estilo es arcaico, los estudios de rayos X de la estatua sugieren que es la más joven de las dos debido a la sofisticación de la fundición, ya que el bronce no es más grueso que un centímetro, la rareza de las burbujas de aire y el metal de alta calidad. Algunos estudiosos han utilizado la evidencia de las fotos de rayos X para sugerir una fecha posterior para el tesoro. En general, los estudiosos creen que la imagen se proyectó en Silla basándose en el hecho de que había varias historias anecdóticas que decían que el hombre japonés que redescubrió la imagen la había encontrado en las ruinas de un templo en lo que una vez fue Silla. El profesor Woo-bang Kang ha argumentado que la estatua fue hecha en Goguryeo, que él cree que era el único estado tecnológicamente capaz de realizar la imagen, y que en un momento dado fue llevada al sur. El Tesoro Nacional n.º 78 también podría ser una imagen de Baekje porque el reino de Baekje probablemente tenía suficiente experiencia en fundición a finales del siglo VI y varias imágenes de bodhisattvas asociadas con Baekje, en particular una de la colección del Museo Nacional de Tokio, tienen semejanzas estilísticas con la del tesoro.

### Influencia coreana en la escultura budista japonesa
El estilo del reino de Baekje fue particularmente influyente en las etapas iniciales de la escultura período Asuka. Fue en el año 552 cuando el rey Seong de Baekje envió una imagen de Sakha (Sakyumuni) en bronce dorado al Yamato japonés de acuerdo con el Nihonshoki. La mayoría de los estudiosos, basándose en otros registros japoneses, consideran que una fecha del 538 es más exacta.
Aunque es imposible saber cómo era este primer Buda en Japón, una imagen similar a la del Buda Yong'a, contemporánea ya que está fechada en el año 539, lleva a algunos estudiosos a especular que la imagen proselitista del rey Seong era similar a ella. Otra fuente japonesa, el Gangōji Garan Engi, sin embargo, identifica la imagen como el «príncipe». Esto sugiere que la imagen inicial era el príncipe Sidhartha en la pose pensativa al borde de la iluminación, una iconografía popular en China. Las imágenes en la pose pensativa casi siempre se asocian con Maitreya en Corea. Sin embargo, otra iconografía asociada con el príncipe Sidhartha es el «Buda del nacimiento». Dado que esta fuente también enumera artículos para una ceremonia de lustración, algunos estudiosos creen que la imagen era del «Buda infantil». Aunque el budismo se introdujo en el 
período Yamato japonés un período relativamente temprano, no fue hasta el siglo VII que el clan pro-budista Soga logró eliminar a sus rivales para permitir que el budismo disfrutara del apoyo de la política central.
Un pasaje del Nihonshoki afirma que en el año 577 el rey Wideok de Baekje envió a la política del Yamato otra imagen budista, un arquitecto de templos y un fabricante de imágenes. El pasaje indica claramente que los japoneses todavía necesitaban artesanos coreanos expertos en técnicas de fundición de metal y conocedores de la iconografía específica para construir imágenes. En el 584, una estatua de piedra de Maitreya y otra imagen simplemente identificada como Buda por el Nihonshoki fueron enviadas como parte de un intercambio diplomático y son las últimas imágenes oficiales de Baekje por encargo real realizadas para ser enviadas a Japón en el siglo VI. Estos intercambios, tanto oficiales como no oficiales, fueron fundamentales para el establecimiento de la primera escultura budista japonesa.
Muchas de las esculturas existentes de Baekje se encuentran hoy en día en Japón. El Tesoro Horyu-ji n.º 151, es aceptada por casi todas las autoridades japonesas como de origen coreano, y fue traída a Japón a mediados del siglo VI. Las cuatro cavidades rectangulares en la parte posterior de la estatua son un rasgo mucho más común en Corea que en la escultura japonesa. La imagen probablemente fue utilizada como un icono devocional privado traído por los colonos coreanos. El Tesoro Hōryū-ji n.º 158, es una otra imagen pensativa considerada generalmente por los eruditos japoneses como de Corea y está datada por motivos estilísticos a mediados del siglo VI. El Bodhisattva Funagatayamajinja, que probablemente formó parte de una tríada, tiene una corona con tres flores que era una escultura común de los primeros Tres Reinos, pero que no existía en la escultura de Asuka. Se cree que la imagen se originó, por lo tanto en Corea. El Tesoro Hōryū-ji n.º 196, es una mandorla para una tríada que fue hecha en Corea y que puede ser fechada a finales del siglo VI, hacia el año 594.

## Período de los Tres Reinos,sigloVII

### Imágenes de Buda
Imágenes de Buda de pie

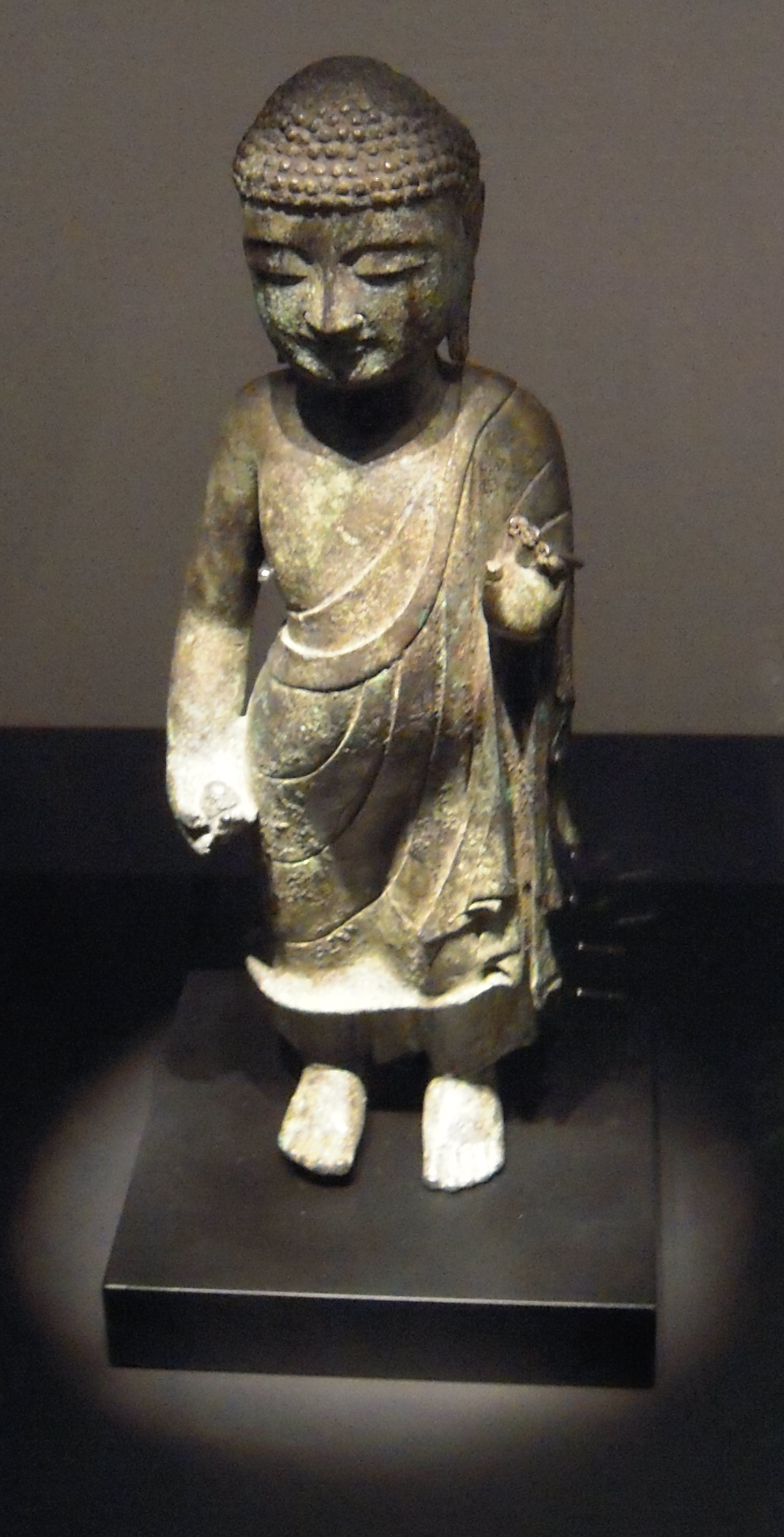
Piedra. Período de los Tres Reinos,. (Tesoro Nacional n.º 1327.) Museo Nacional de Corea.

Las imágenes de Buda del siglo VII en Corea fueron influenciadas por el arte de las políticas de las dinastías Qi del Norte, Sui, y Tang en China. Además, hay imágenes coreanas del siglo VII con atributos únicos que no se encuentran en otros lugares donde se sugieren innovaciones locales en la iconografía budista. Desafortunadamente, ninguna escultura de Goguryeo del siglo VII ha sobrevivido o ha sido descubierta; dos piezas que se han atribuido al arte coreano y al pueblo Mohe del reino de Balhae, formado también por gente de Goguryeo. Las imágenes enfocadas frontales dan paso a una mirada más tridimensional y redondeada.
Un tipo de imagen único en el Reino de Silla, que no se encuentra en Paekche, Goguryeo, China o Japón, es un Buda en pie conservado en el Museo Nacional de Corea. La cara es infantil y tranquila, la ushnisha es grande y prácticamente indistinguible de la cabeza. La túnica la lleva en un hombro, un estilo popular en la India, y la imagen sostiene una joya o flor de loto en una mano extendida. Otro tipo de imagen es la imagen de Buda al nacer. Estas imágenes muestran a Buda desnudo, excepto por un paño ceremonial alrededor de la cintura. Un tipo de iconografía que se encuentra en China o Japón es el bebé Buda que apunta un brazo en el aire y otro a la tierra, lo que ilustra que nada en el cielo o en la tierra era como el Buda. Se cree que esta iconografía se originó en Corea y fue muy influyente en Japón donde más tarde abundaron estas imágenes en la dinastía Qi del Norte en el siglo VII. Esto se puede ver en el Buda columnar alto y en un Buda infantil que tiene muchas similitudes con las esculturas de Buda recientemente descubiertas en el monasterio de Longxing, Shandong en China. El Buda infantil muestra rasgos esculturales sillanos típicos que se encuentran a menudo en el trabajo en piedra, como la cabeza grande y el aire joven e inocente del Buda. Además, los detalles iconográficos de la estatua, que no se encuentran en la escultura china, sugieren que Silla tuvo contacto directo con artistas del sur de la India y Sri Lanka. Los registros antiguos también apoyan esta sugerencia porque se dijo que varios monjes extranjeros habían residido en Hwangnyongsa traduciendo sutras y textos budistas. Las figuras pensativas también siguieron siendo populares.

### Imágenes Bodhisattava
Bodhisattvas de pie

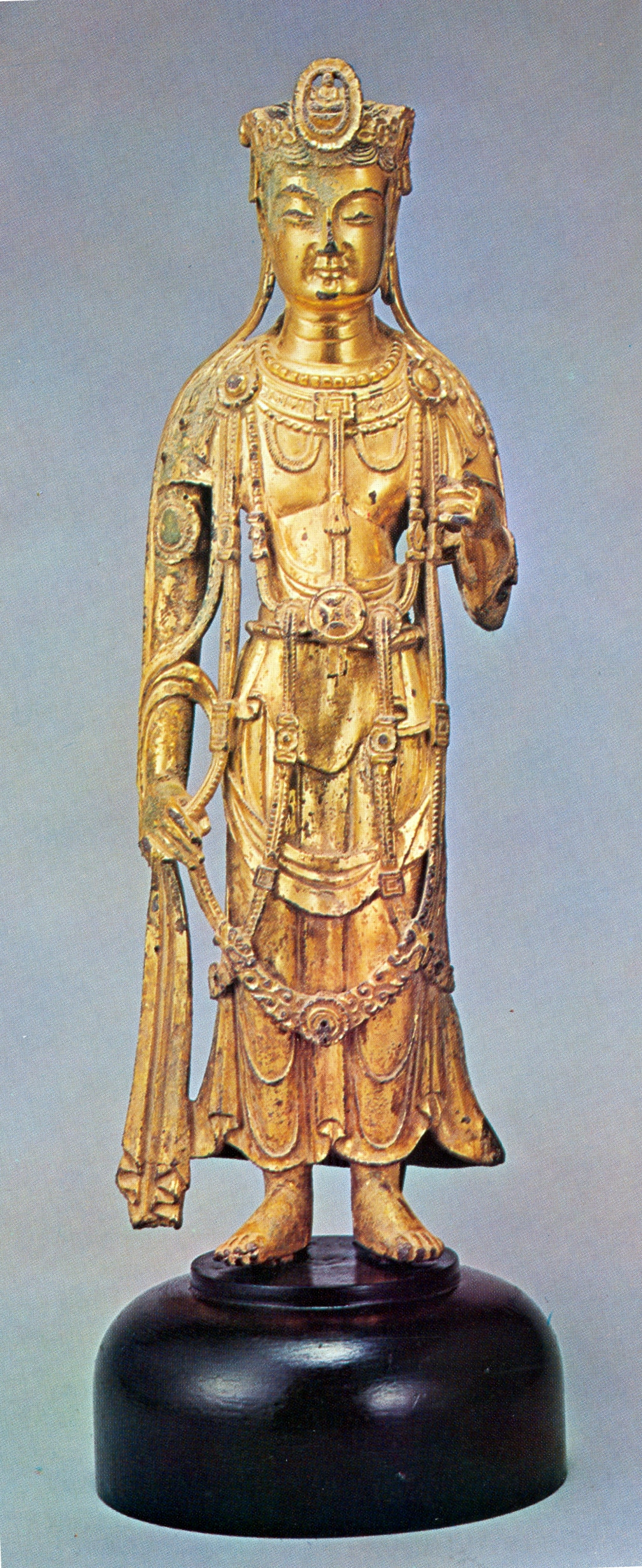
Bodhisattva de bronce de pie en Gumi, primera mitad del. Periodo de los Tres Reinos, Museo Nacional de Daegu.

Se puede decir que el siglo VII es una época de madurez para las esculturas budistas coreanas debido a las finas estatuillas que se han descubierto y conservado. Como se mencionó anteriormente, las imágenes de bodhisattva del siglo VI generalmente siguen las tradiciones estilísticas de la dinastía Wei del Norte y la del Este, como las vestiduras cruzadas y las curvas en espiral de las túnicas a los lados de las imágenes. Durante la segunda mitad del siglo VI, el norte de China fue gobernado por la dinastía Qi del Norte y luego por la de Zhou del Norte hasta que la dinastía Sui terminó con éxito el período de las dinastías meridionales y septentrionales en el año 581. Los estilos de estos tres regímenes se pueden ver en la escultura coreana contemporánea y también influyeron en la escultura coreana del siglo VII.
El estilo de los regímenes que sucedieron al régimen de Wei del Este acentuó más la forma humana. En lugar de centrarse únicamente en los aspectos frontales de una imagen, los escultores de Qi del Norte enfatizaron todo el cuerpo creando imágenes que tenían una forma cilíndrica. El realismo aumentado de la estatuaria también se puede ver en los detalles de las túnicas, las joyas y un nuevo énfasis en el movimiento con la postura tribanga o «tres veces doblada». 
Bodhisattvas postura pensativa

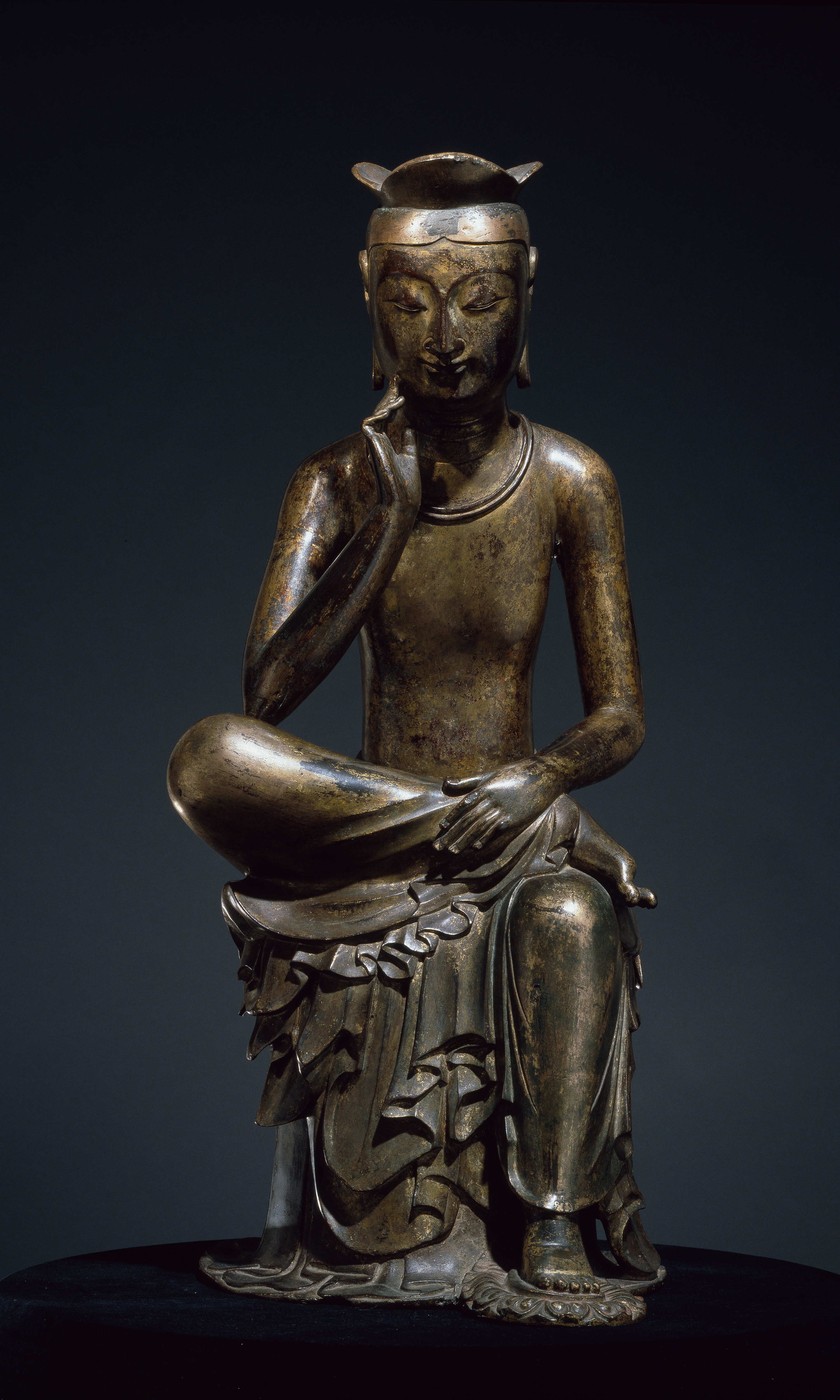
Bodhisattva Maitreya pensativo, Tesoro Nacional n.º 83. Museo Nacional de Corea.

En Corea, la postura pensativa técnicamente difícil fue adaptada por los tres reinos y transformada en un estilo particularmente coreano. El culto a Maitreya fue particularmente influyente en los siglos VI y VII del período de los Tres Reinos. Los reyes sillanos se diseñaron a sí mismos como gobernantes de una «tierra de Buda», el «Rey que simboliza a Buda». Esta adaptación religiosa también se ejemplifica en el cuerpo de Hwarang también conocidos como los «Guerreros de Élite», un grupo de jóvenes aristocráticos que fueron preparados para el liderazgo en las interminables guerras en la península. Se creía que el líder de los Hwarang era la encarnación de Maitreya, una adaptación únicamente coreana de la religión. Se creía que Maitreya ascendería a la tierra como el futuro Buda en 56 millones de años y esta creencia se incorporó al deseo de Silla de unir la península. Los registros japoneses también sugieren que las imágenes de Silla dadas al Clan Silla Hata son el actual Bosatsu Koryo-ji Miroku y el Naki Miroku. El Koryu-ji Miroku, fechado en 620-640, es estilísticamente una imagen coreana, está hecho de pino rojo que es autóctono de Corea, y la técnica de tallar hacia adentro a partir de un único bloque se cree que es una antigua técnica coreana de trabajo en madera. El culto coreano a Maitreya tuvo una gran influencia de las imágenes pensativas del estilo coreano en Japón para el arte budista japonés en el periodo Asuka durante los años 552-710

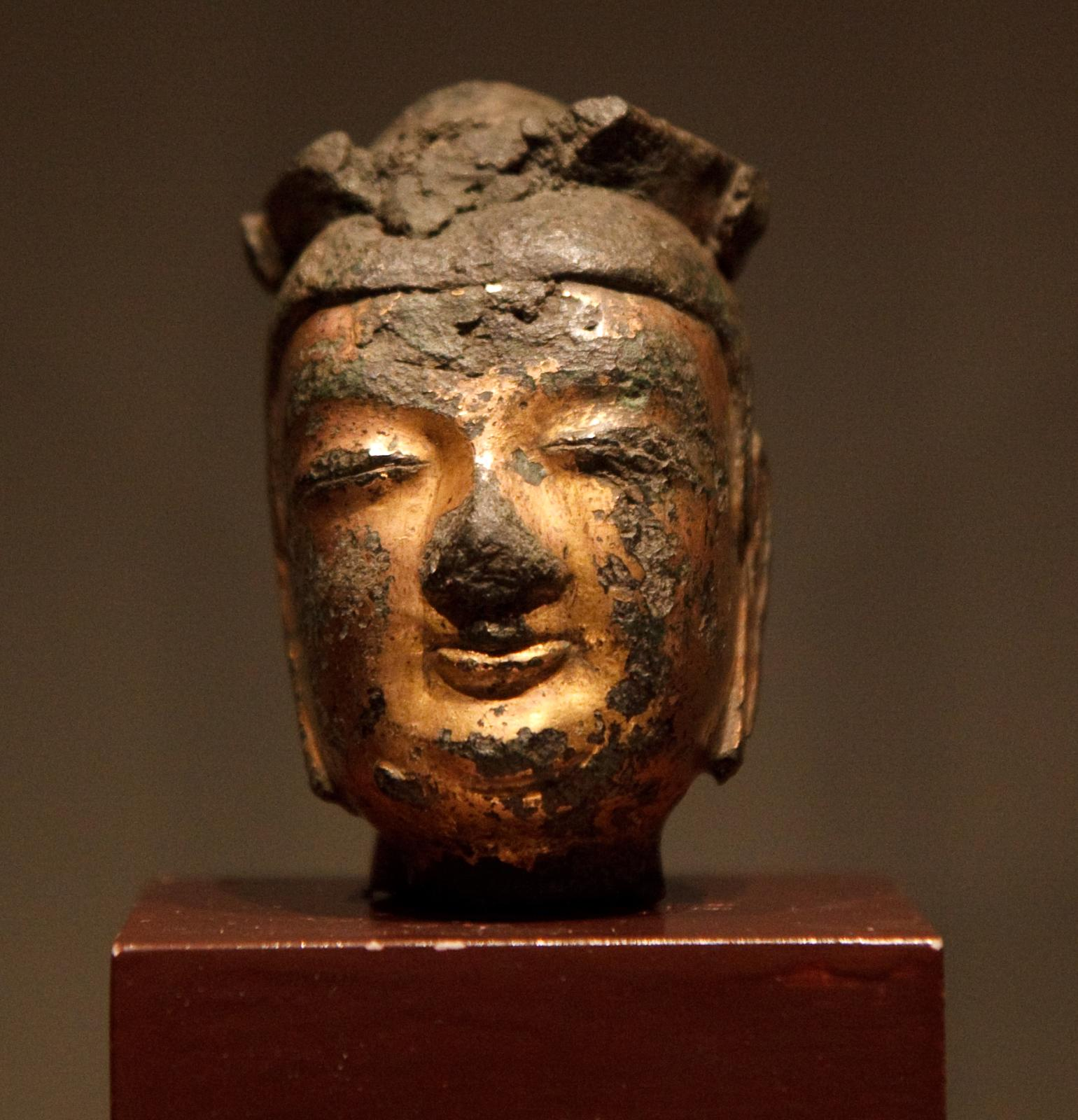
Fragmento de un bodhisattva procedente de una excavación en el templo Hwangnyongsa con marcadas similitudes con el Tesoro Nacional n.º 83.

El Tesoro Nacional n.º 83, es un ejemplo del estilo coreano de principios del siglo VII. Se dice que la figura fue encontrada en territorio de Silla y está datada a finales del siglo VI o principios del VII. Probablemente fue encargada por la familia real.
La obra se creía, durante un tiempo, que tenía la influencia estilística de período norte de Qi, y que era de Baekje. Sin embargo, investigaciones recientes sugieren, basadas en numerosas evidencias, que la estatua fue producida en Silla y el consenso académico parece estar de acuerdo en ese punto. Una estatua similar de piedra pensativa encontrada en territorio de Silla y una cabeza con una corona similar excavada en Hwangnyongsa indican un origen en Silla. El Tesoro Nacional n.º 83 también es importante porque ilustra la estrecha relación entre Corea y Japón durante este período. La casi idéntica Bosatsu Miroku  (Maitreya Bodhisattva) de Hōryū-ji, un Tesoro Nacional de Japón, se cree ahora que es de fabricación de Silla debido al uso del pino rojo, una madera utilizada para la escultura coreana, los antiguos registros japoneses y el uso de técnicas de tallado coreanas.

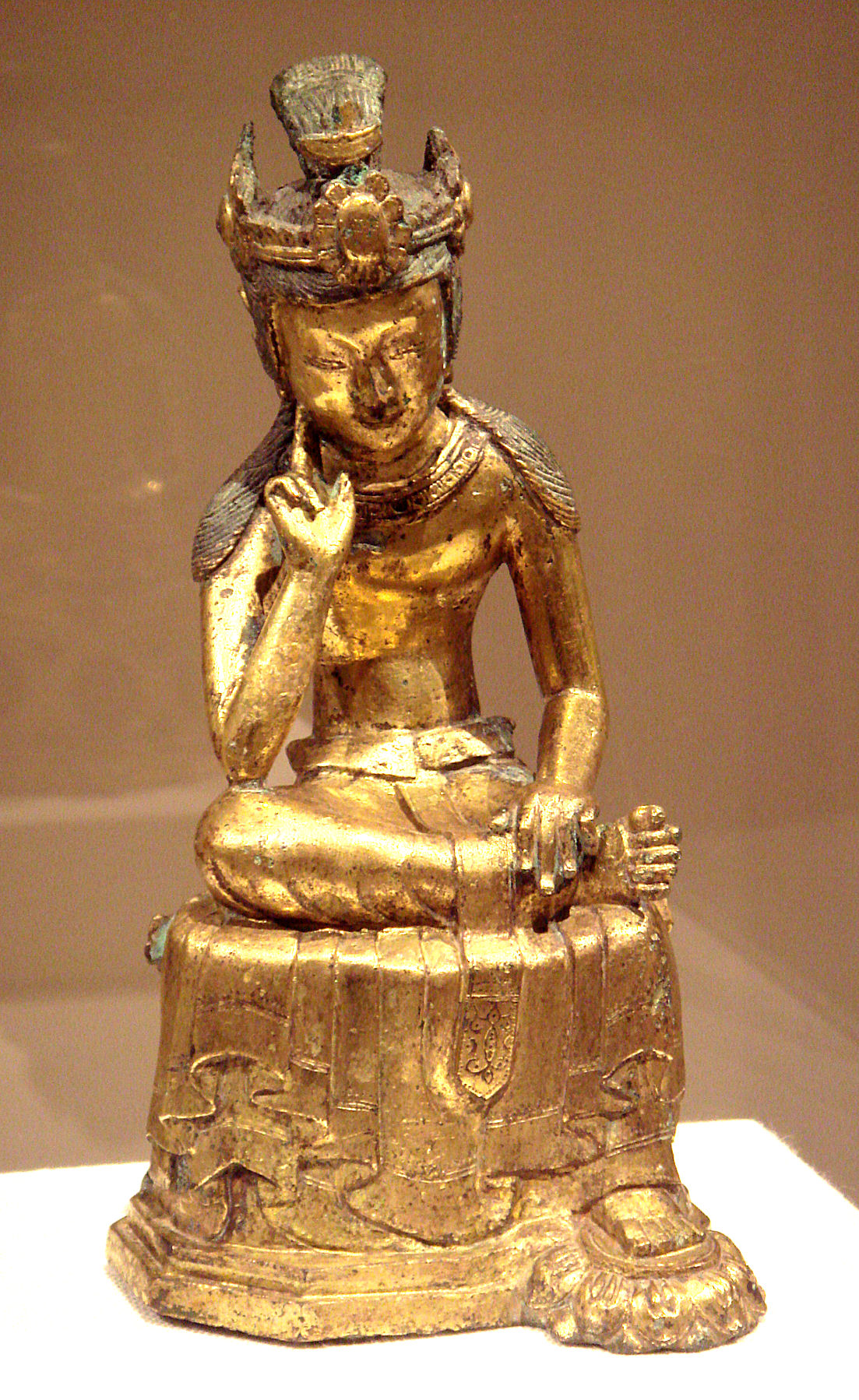
Imagen Bodhisattva del. Museo Metropolitano de Arte.

Una imagen pensativa posterior, ahora en el Museo Metropolitano de Arte, es un ejemplo particularmente bueno de la escultura Baekje del siglo VII. Una figura cronológicamente contemporánea del siglo VII en Japón muestra la influencia del estilo Baekje específicamente en el manejo del torso, la triple corona vertical y los mechones de cabello que caen sobre el hombro. El ejemplo en el Museo Metropolitano puede fecharse a mediados del siglo VII basándose en la forma del taburete en el que se sienta y en la eliminación de un pedazo de tela estilizado en el que las imágenes más pensativas descansan sobre su pata cruzada sobre la que se encuentra visto en imágenes anteriores.
Si bien las estatuas de bronce del período de los Tres Reinos son raras, los bodhisattvas pensativos son relativamente numerosos. La mayoría han sido excavados en la parte sureste de Corea, por lo que la mayoría de los estudiosos creen que fueron realizados en Silla. Los ejemplos del siglo VII suelen ser bien proporcionados y desarrollados, los artesanos dominaban las técnicas complicadas para crear imágenes pensativas. El primer ejemplo a continuación muestra una obra particularmente hermosa, mientras que el segundo muestra una imagen en la que la cabeza del bodhisattva bajó muy profundamente en sus pensamientos. Aunque estos ejemplos siguen al Tesoro Nacional n.º 83 o algún prototipo desconocido al transmitir una representación de Maitreya con el torso desnudo, no se ha demostrado que dos imágenes pensativas coreanas sean idénticas, lo que indica que diferentes maestros interpretaron creativamente su representación de imágenes religiosas.

### Imágenes coreanas en Japón

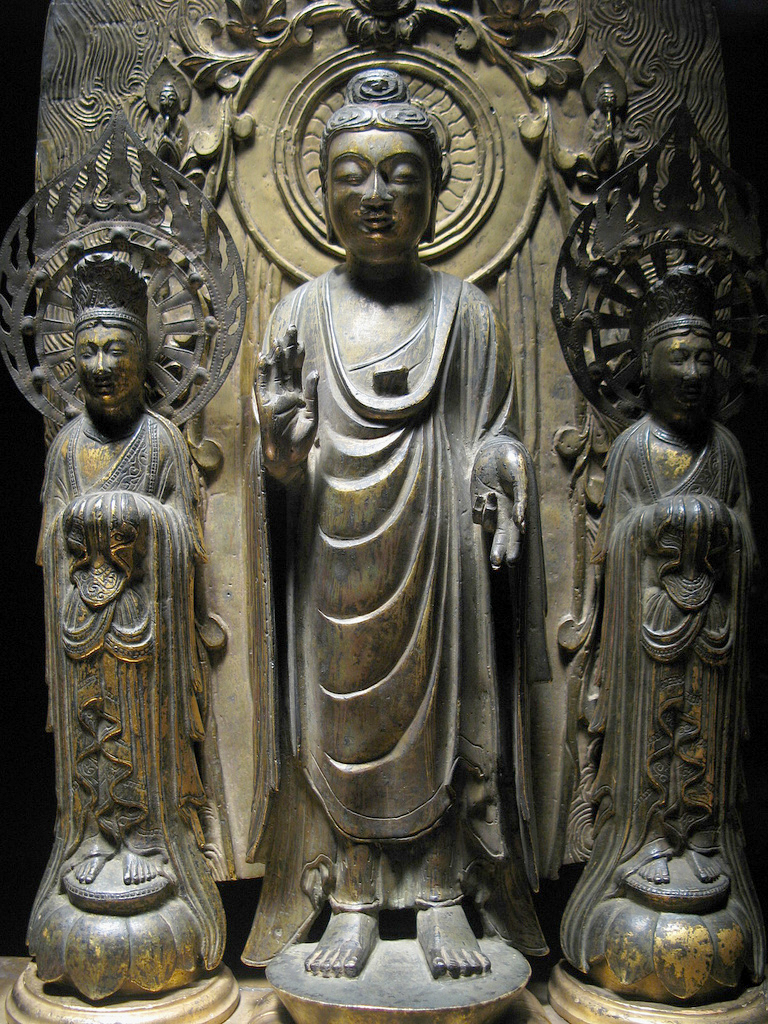
Buda de pie con asistentes, Baekje, del VI al VII siglo. Bronce Dorado. Museo Nacional de Tokio, Tesoro Nacional Horyu-ji n.º 143.

Los artistas y el estilo coreano todavía tenían una gran influencia en el movimiento budista naciente en Japón en el siglo VII. Si bien la introducción oficial del budismo en Japón ocurrió en el siglo VI, la religión enfrentó una aristocracia hostil y no fue hasta el siglo VII que el budismo se convirtió en una parte importante de la cultura japonesa. El Buda de Asukadera, fue la primera imagen japonesa fechada, fundida en el 606 por Tori Busshi, un inmigrante de Corea o China. El templo donde se aloja la imagen establece que Tori Busshi era de Corea. La imagen ha sido reparada en numerosas ocasiones, por lo que es difícil ver si se conserva alguno de sus estilos del siglo VII. Otra obra importante de Tori Busshi es la Tríada de Sakyamuni ubicada en Hōryū-ji, que data del 623. Ambas imágenes tienen algunas semejanzas estilísticas con las imágenes de las de Wei del Norte, populares aproximadamente cien años antes, lo que sugiere que tales estilos Wei del Norte fueron conservados en Corea para su reaparición en Japón. Aunque no hay muchos análogos del llamado estilo Tori que sobreviven en Corea, una mandorla de piedra conservada en Iksan es uno de esos ejemplos.
Hay muchos otros ejemplos de esculturas coreanas o imágenes influenciadas por el estilo coreano en Japón. El bodhisattva pensativo de Kanshoin, tiene tres rasgos que sugieren que fue una importación de Corea o realizada por un inmigrante coreano en Japón. La fuerte constricción de la parte superior del cuerpo, la línea incisada cincelada en la ceja y la borla en la parte frontal de la corona. Los estudiosos actualmente debaten si el Tesoro Nacional Hōryū-ji n.º 156 es de origen coreano o hecho en Japón, influenciado por los estilos coreanos. Una inscripción en su base puede atribuirse plausiblemente a una fecha del 606 o 666. Una fecha temprana sugeriría un origen coreano debido a la naturaleza todavía en desarrollo de la escultura japonesa en ese momento. En el 666, se puede encontrar una gran cantidad de escultura japonesa indígena. Algunos rasgos coreanos incluyen el cuerpo demacrado, la corona de tres niveles y el nudo de la cabeza, y la estilización extrema de las cortinas sobre la base. De cualquier manera, la imagen es un ejemplo importante de rasgos coreanos en el arte japonés temprano. La inscripción menciona a Gaya, un grupo de estados que fueron anexados por Paekche y Silla en el siglo VI, lo que puede sugerir que la imagen conserva el estilo que prevalece en el valle del río Nakdong.
Una tríada de una sola mandorla, Tesoro Nacional Hōryū-ji n.º 143, ahora en posesión del Museo Nacional de Tokio es un ejemplo particularmente bueno de la escultura Baekje en Japón desde el siglo VI o VII. Los orígenes coreanos de la estatua se basan en las caras redondas y cálidas típicas del estilo Baekje, la ausencia de un aire de solemnidad y austeridad típico del estilo Tori, la técnica de fundición que usaba clavos en lugar de espaciadores, y el efecto de intaglio en el bronce que el artesano usaba para hacer las cejas, una técnica típica coreana. El Buda de pie de Dainichibo, Sekiyamajinja Bodhisattva, Tesoro Hōryū-ji n.º 165, pueden ser todos de Corea también. Otros ejemplos posibles de la escultura Baekje en Japón son la imagen oculta en Zenkoji, el Kudara Kannon (literalmente Baekje Avalokiteshvara) en Hōryū-ji , y el Yumedono Kannon.

Imágenes hechas por coreanos o basadas en estilos coreanos.
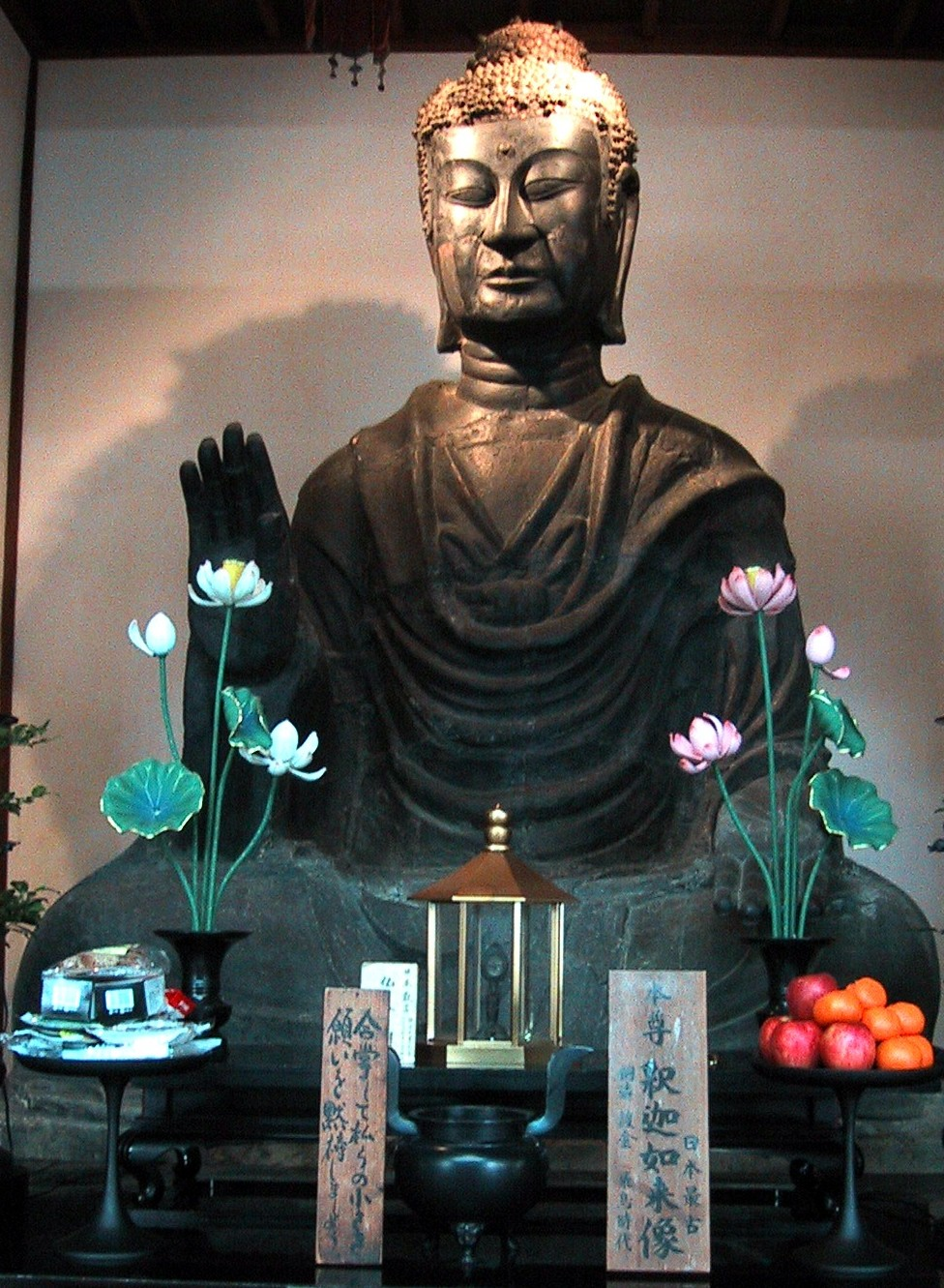
Gran Buda Asukadera, primera imagen japonesa fechada, fundida en el 606.
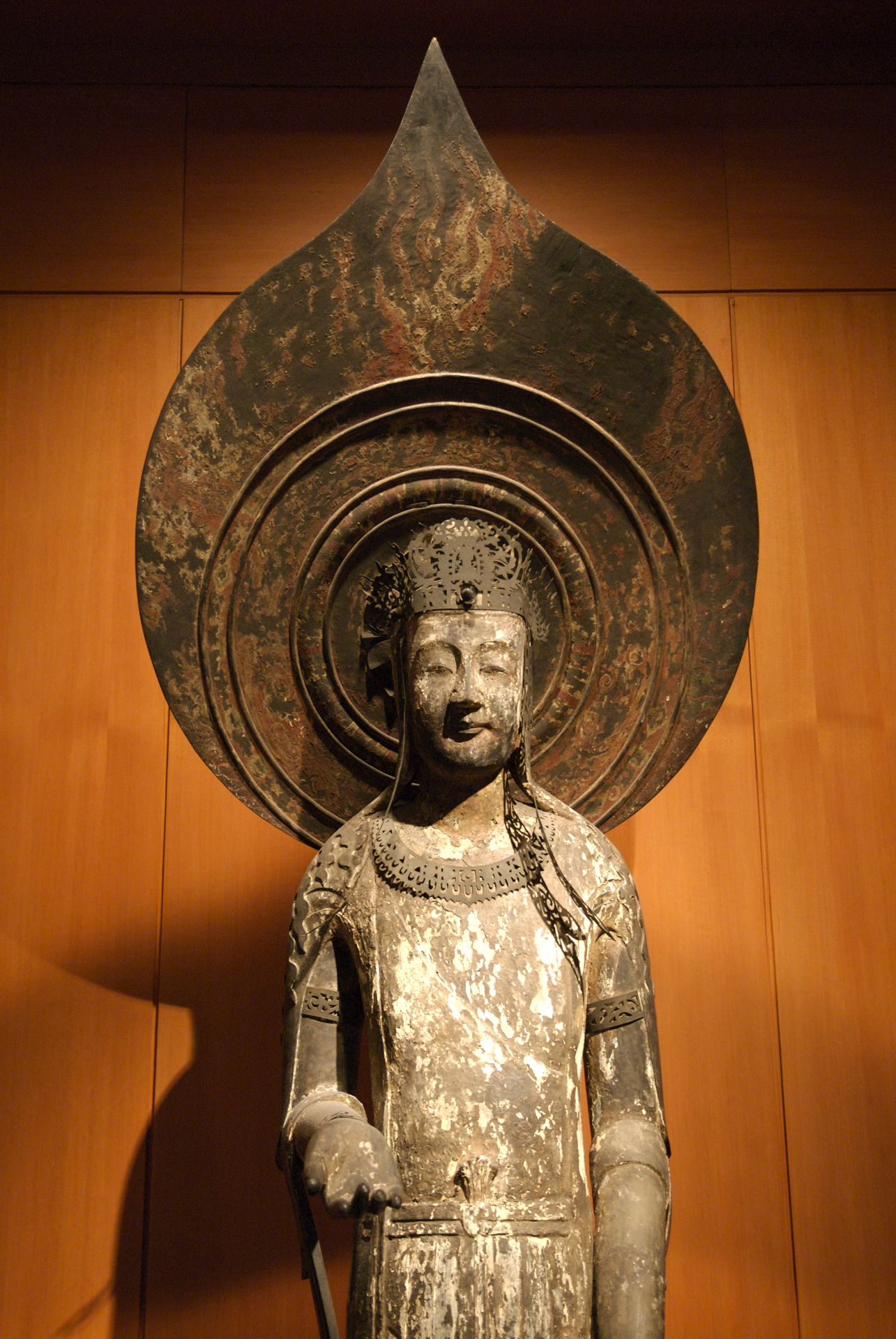
Kudara Kannon
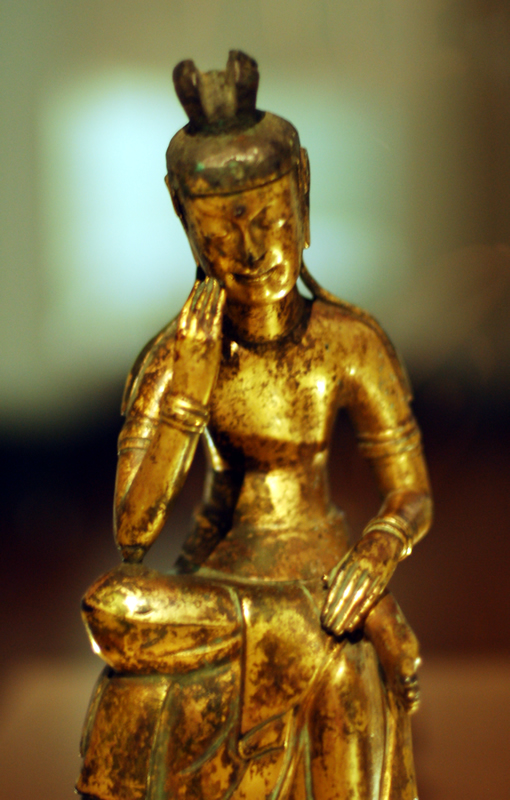
Pensativo Bodhisattva Maitreya. Tres Reinos de Corea, siglo VII. Bronce dorado, altura con pedestal 31 cm. Museo Nacional de Tokio.

## Unificación de Silla (668–935)
Después de siglos de guerra, el Reino de Silla, con sus aliados de la dinastía Tang, logró unificar gran parte de lo que hoy es Corea del Norte y Corea del Sur bajo el dominio de un único gobierno en un período que los historiadores suelen denominar Silla unificada. Si bien los aliados de Silla con Tang fueron útiles para ayudar a los gobernantes de Silla a destruir a sus rivales, los reinos de Baekje y Goguryeo, después de que sus enemigos mutuos fueran derrotados, los aliados se encontraron con propósitos cruzados. El emperador Tang, siguiendo las ambiciones de sus predecesores, quiso incorporar a Corea a su imperio, mientras que los gobernantes de Silla se comprometieron a mantener un reino independiente. Para el año 676, la gente de todos los Tres Reinos había expulsado a los chinos de Corea y el estado de Silla unificada disfrutó de un período de gran prosperidad y paz relativa que duraría varios siglos.

### Escultura por fecha de Silla unificada

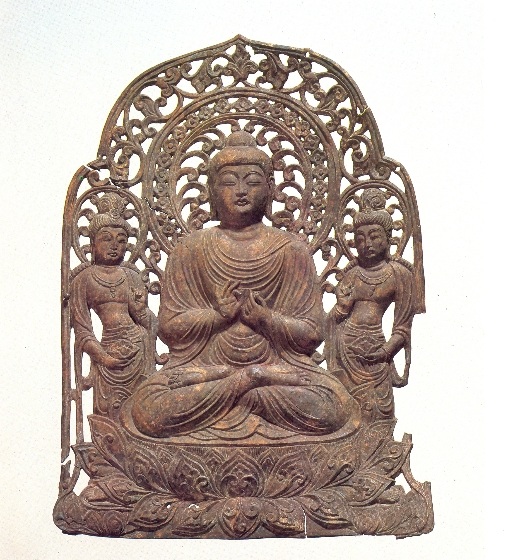
Uno del grupo de placas budistas de bronce dorado de Anapji, Tesoro de Corea del Sur n.º 1475

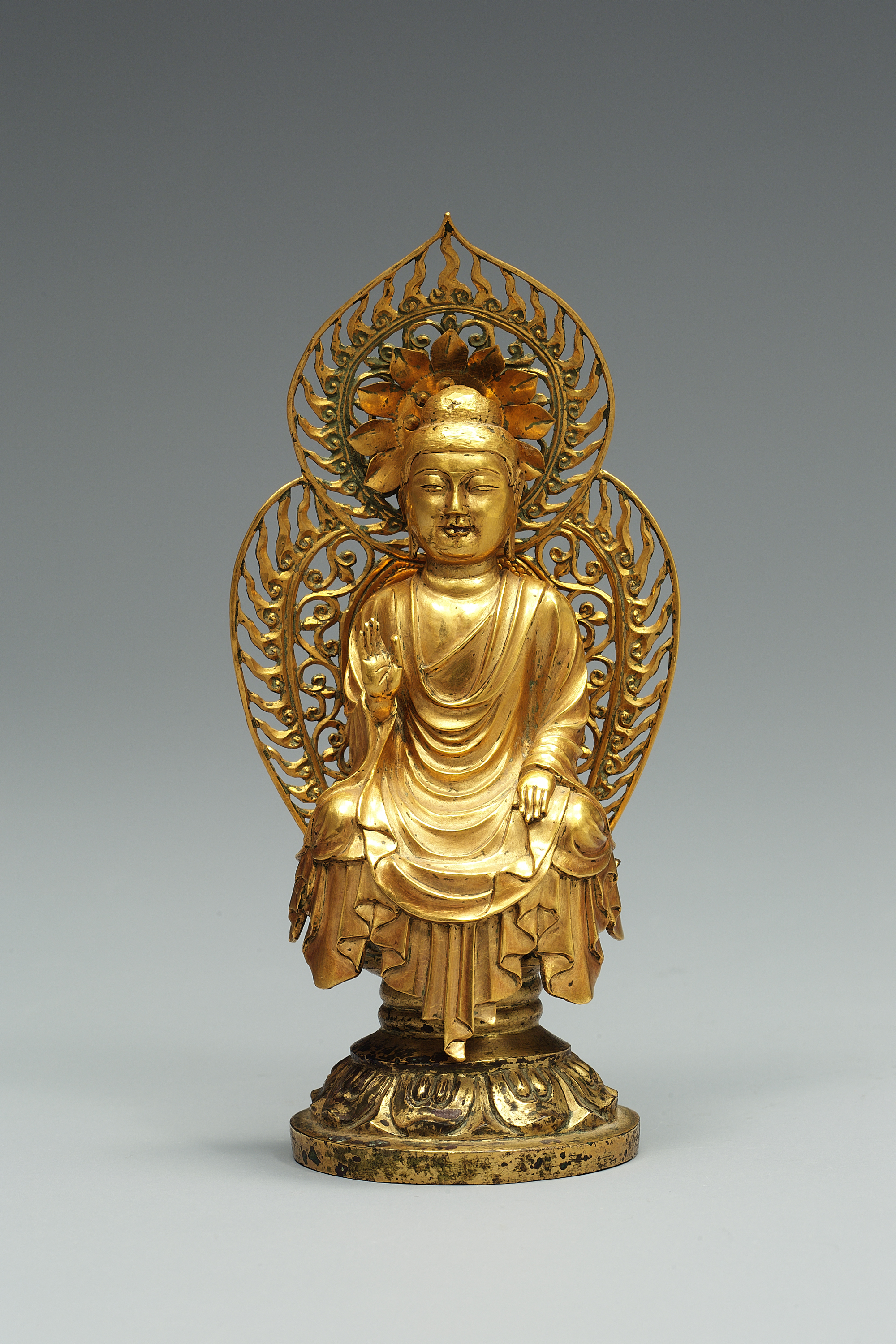
Buda sentado, año 706. Oro, altura 12 cm. Museo Nacional de Corea, Tesoro Nacional n.º. 79.

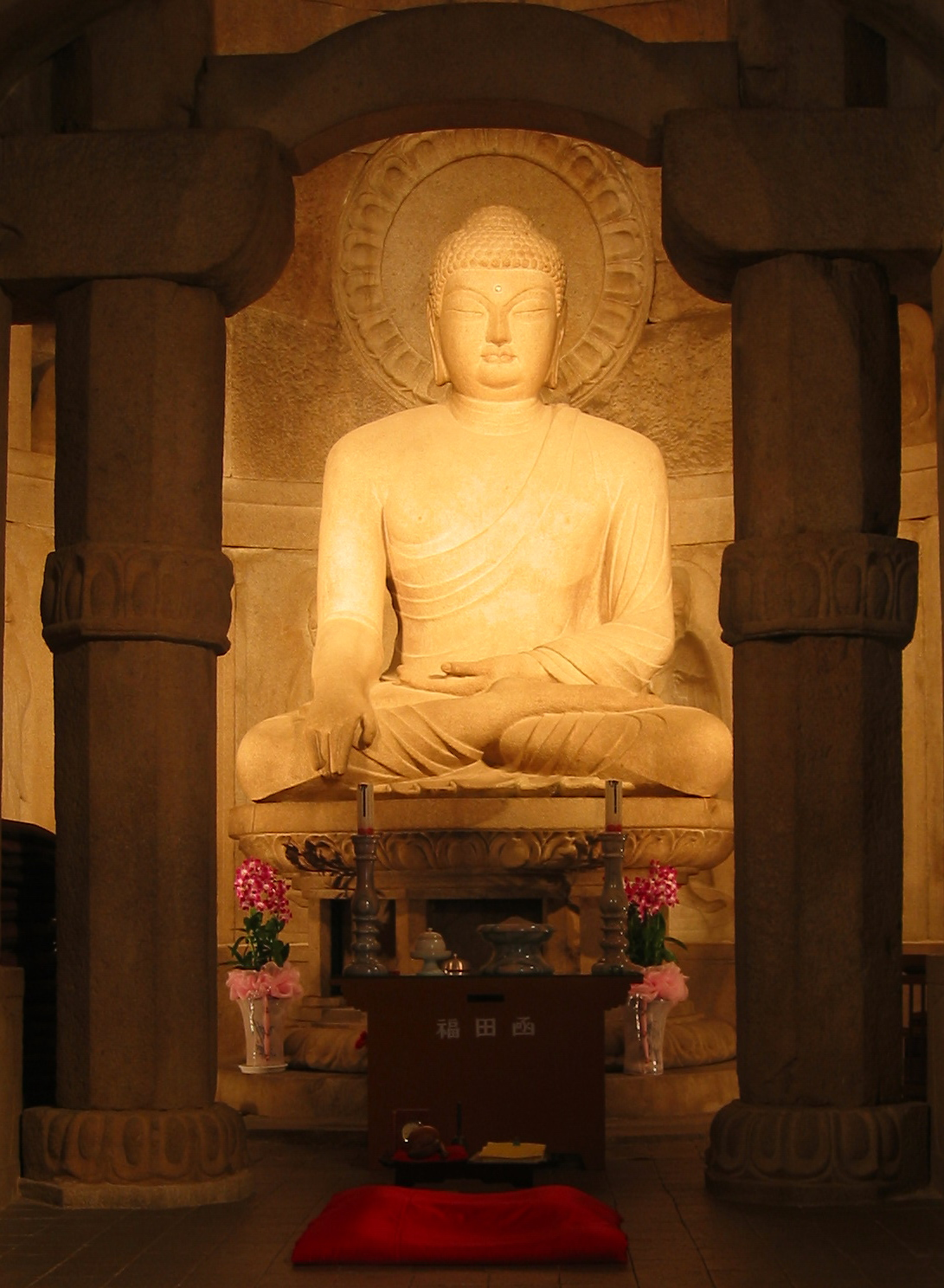
Buda principal sentado, a mediados del. Granito, Seokguram, Tesoro Nacional n.º 24.

Las imágenes que datan del período de Silla Unificada son relativamente más abundantes que sus contrapartes del período de los Tres Reinos. Hay varias imágenes fechadas que sirven como marcadores importantes que muestran la evolución de la escultura coreana durante esta era. El primer conjunto de imágenes fechadas importantes es un grupo de estelas budistas excavadas en el antiguo territorio Baekje con inscripciones fechadas. Uno de los ejemplos más importantes, que se muestra a continuación, es una estela con fecha del 673, trece años después de la derrota del Reino Baekje. Esta imagen tiene una inscripción importante que indica que la estatua fue tallada por artesanos del antiguo Reino Baekje y financiada por los aristócratas de Baekje. Esta imagen, y las otras del grupo, sugiere que la nobleza de Baekje se incorporara al sistema político de Silla para que pudieran ayudar a sus nuevos señores a gobernar territorios subyugados. La estela, que recuerda a una única tríada de mandorla, tiene un análogo cercano a la famosa Tríada Sakyamuni en el Horyu-ji por un escultor coreano en el año 623. La estela no solamente proporciona una pista que sugiere que la Tríada Sakyamuni puede haber estado basada específicamente en los estilos de Baekje, sino también que el arte de Silla incorporó los estilos y prácticas de sus sujetos conquistados en el arte posterior.
Los dos ejemplos siguientes, tanto los tesoros nacionales coreanos como los dos hechos de oro casi puro, probablemente fueron encargos reales. Los dos fueron excavados en una pagoda de piedra y una reliquia adjunta contiene fechas que describen las fechas de enterramiento de ambas estatuas. La primera imagen, un Buda de pie que se podría haber hecho hacia el 692, la fecha de su supuesto entierro, muestra que el estilo del período anterior de los Tres Reinos, especialmente en el modelado de la túnica, persistió varias décadas después de la unificación. La segunda imagen, fechada en 706, es un ejemplo exquisito y raro de un Buda sentado de Corea durante este período de tiempo y el contraste en el estilo con su contraparte es bastante sorprendente. El Buda sentado incorpora los últimos estilos de la dinastía Tang China y es un hermoso ejemplo del llamado Estilo internacional practicado en todo el este de Asia. Algunas pequeñas discrepancias entre la altura descrita por la inscripción y la altura real del Buda sentado, junto con la naturaleza áspera del Buda en pie, pueden sugerir que las fechas atribuidas no son del todo precisas.
El granito, un medio común en el repertorio de escultores sillanos, se ve a lo largo del período de Silla Unificada. Al menos un intento en el tipo de arte de gruta tradicional en India y China se puede encontrar en Gunwi-gun que precede a la Gruta de Seokguram 
. Sin embargo, es el Buda central de la Gruta de Seokguram que muchos estudiosos consideran el epítome de la escultura coreana. Situado en el centro de una cueva compleja y artificial, el Buda está rodeado de representaciones artísticas del panteón budista, tiene más de tres metros de altura y se asienta sobre un pedestal de loto de 1,34 metros de altura. Según el Samguk yusa la construcción comenzó a mediados del siglo VIII y la escultura de la gruta, basada en esta fuente, puede datarse provisionalmente en esa época. El estilo del Buda central, incluida la cobertura de un hombro y el abanico de pliegues entre las dos piernas cruzadas, con la posición de las manos del Buda simboliza el testimonio de la iluminación, sería seguido por escultores durante el resto del período de Silla unificada e incluso por artesanos de la dinastía Koryo.
El último ejemplo fechado es un Buda Vairocana sentado, fechado por inscripción en 858. Este Buda es representativo de las imágenes del siglo IX, una época de turbulencia política y el debilitado poder de los gobernantes de Silla en la capital. Durante este tiempo, poderosos propietarios de tierras lejos del gobierno central comenzaron a encargar sus propias imágenes budistas, como lo indica la inscripción en el Buda Borimsa. Estas imágenes regionales comenzaron a reflejar estilos individuales que difieren notablemente de la tradición Kumseong en la capital. La imagen de Borimsa, por ejemplo, tiene una cresta nasal gruesa, una frente y una túnica que difieren del prototipo Seokguram. Además, mientras que las imágenes en la capital todavía se producían en el prestigioso bronce, los budas regionales comenzaron a hacerse con hierro, un material que era considerablemente más barato. La producción de imágenes de hierro difiere mucho de sus contrarias de bronce porque las imágenes de hierro se moldearon pieza por pieza y se ensamblaron en una única escultura. Esta técnica da como resultado que las uniones visibles se conectaron entre sí y luego se ocultaron con capas gruesas de laca y dorado.

Esculturas por fecha
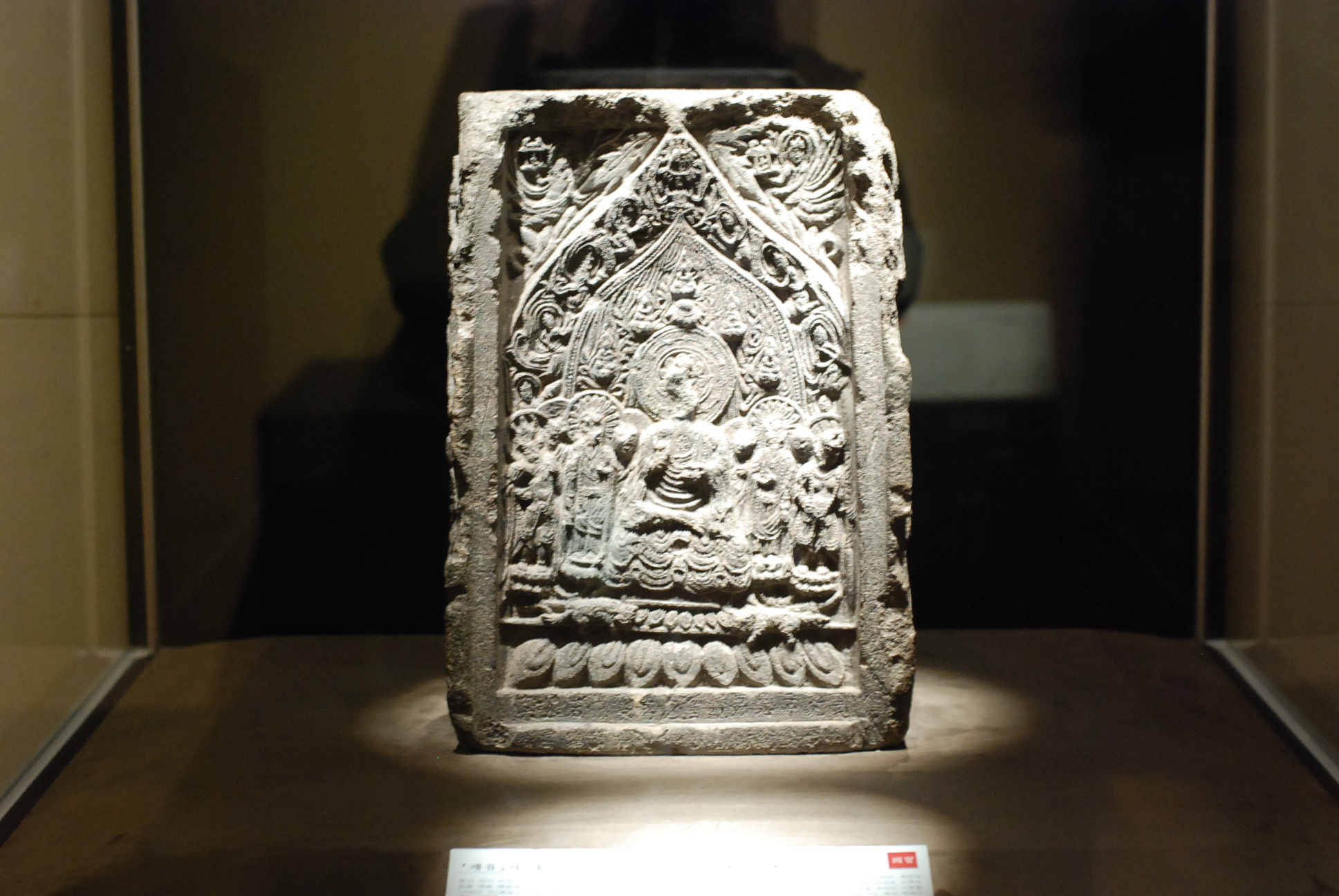
Datada por inscripción del año 673.
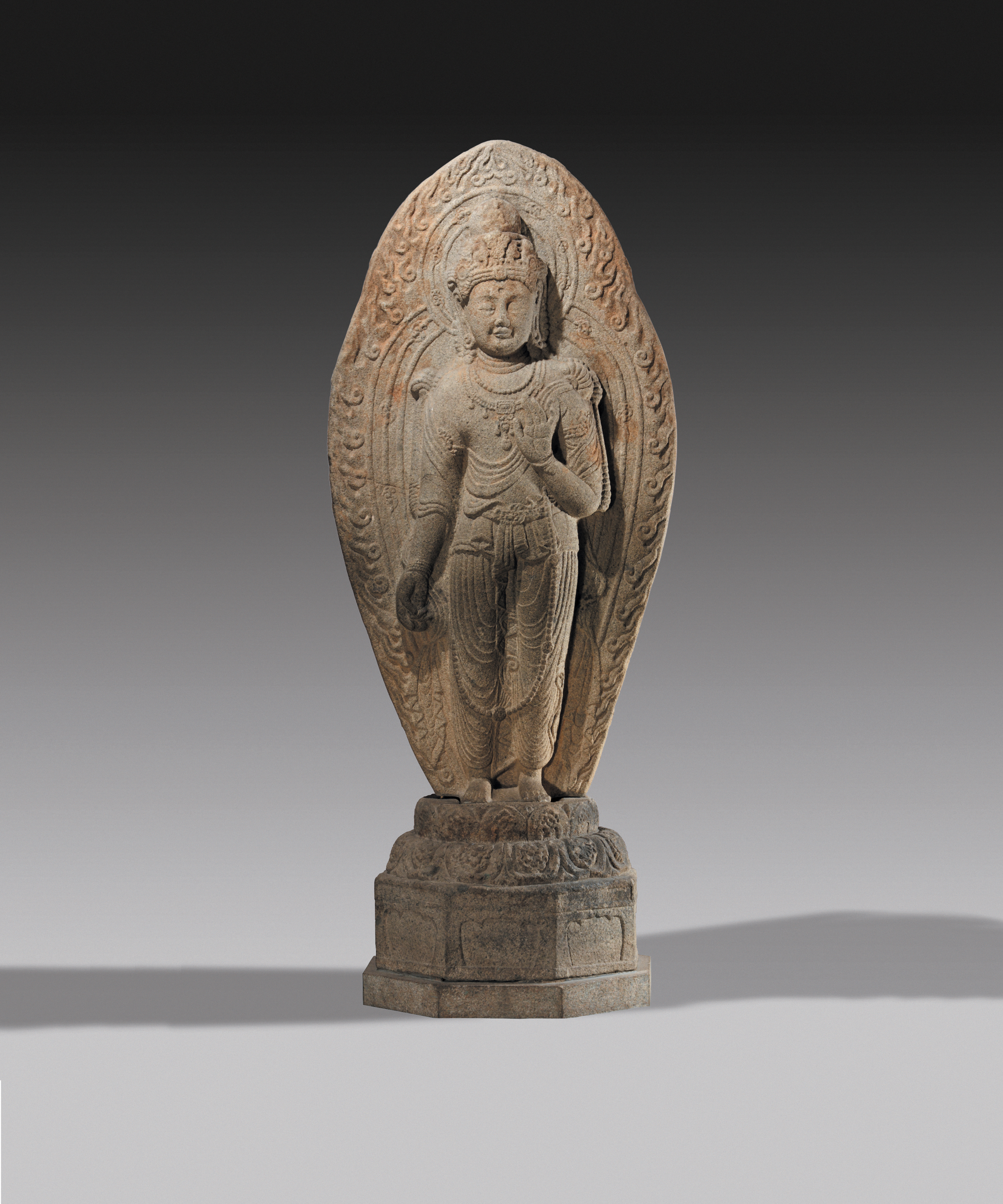
Datada por inscripción del año 719.
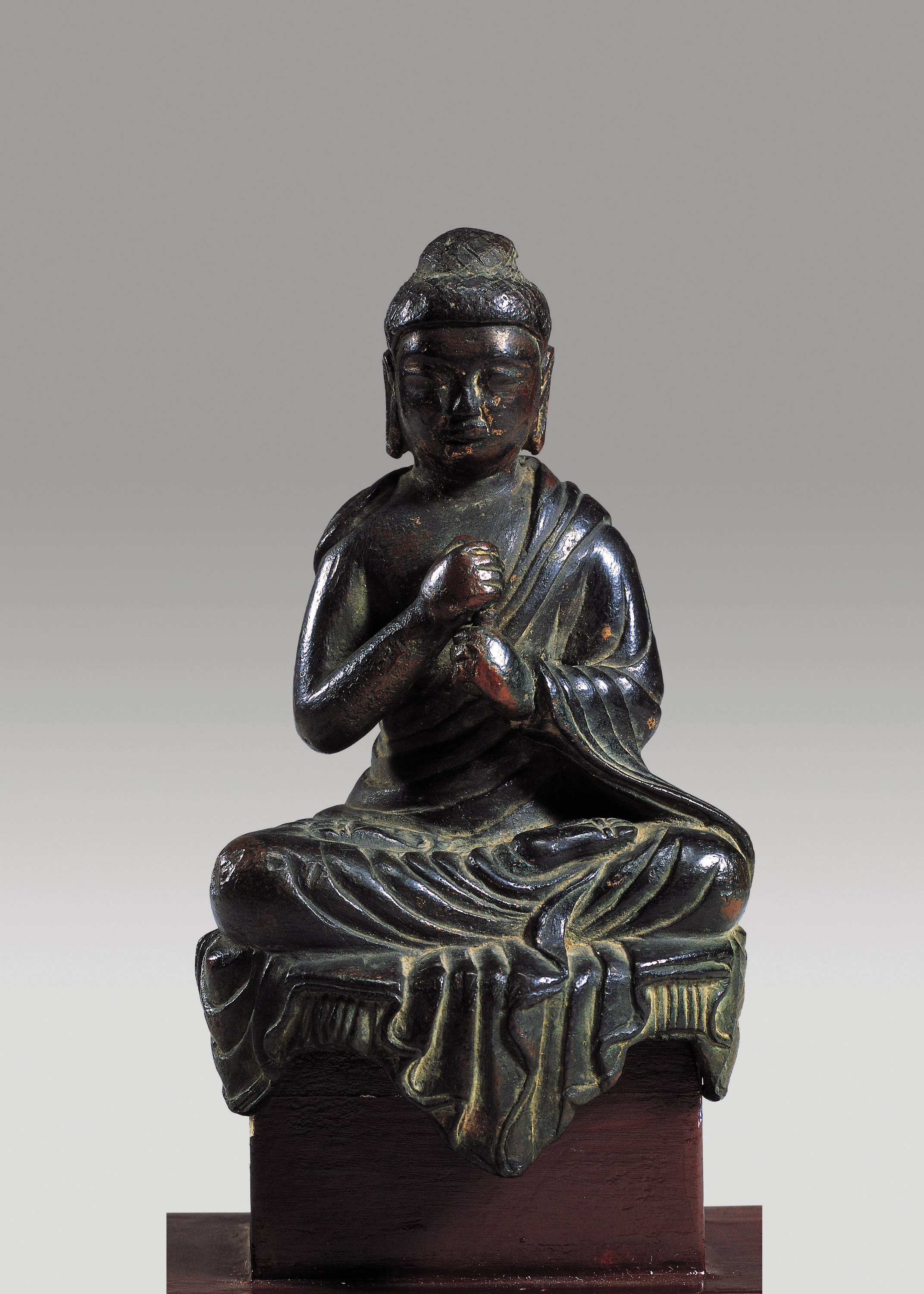
Datada en el año 766.

### Esculturas por iconografía

Buda
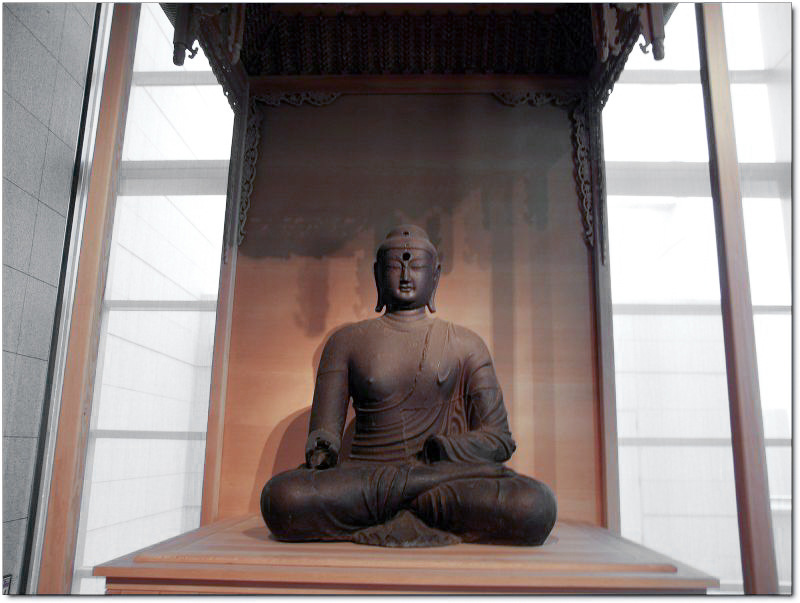
Buda sentado, de principios del siglo X. Hierro fundido, altura 150 cm. Museo Nacional de Corea.
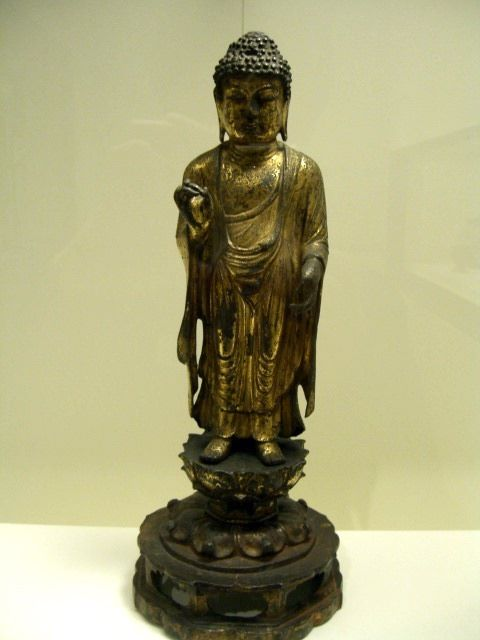
Buda de pie. Período de Silla Unificada, siglo VII, c. 700. bronce dorado, altura 47.3 cm. Museo Asiático de San Francisco. Colección Avery Brundage.
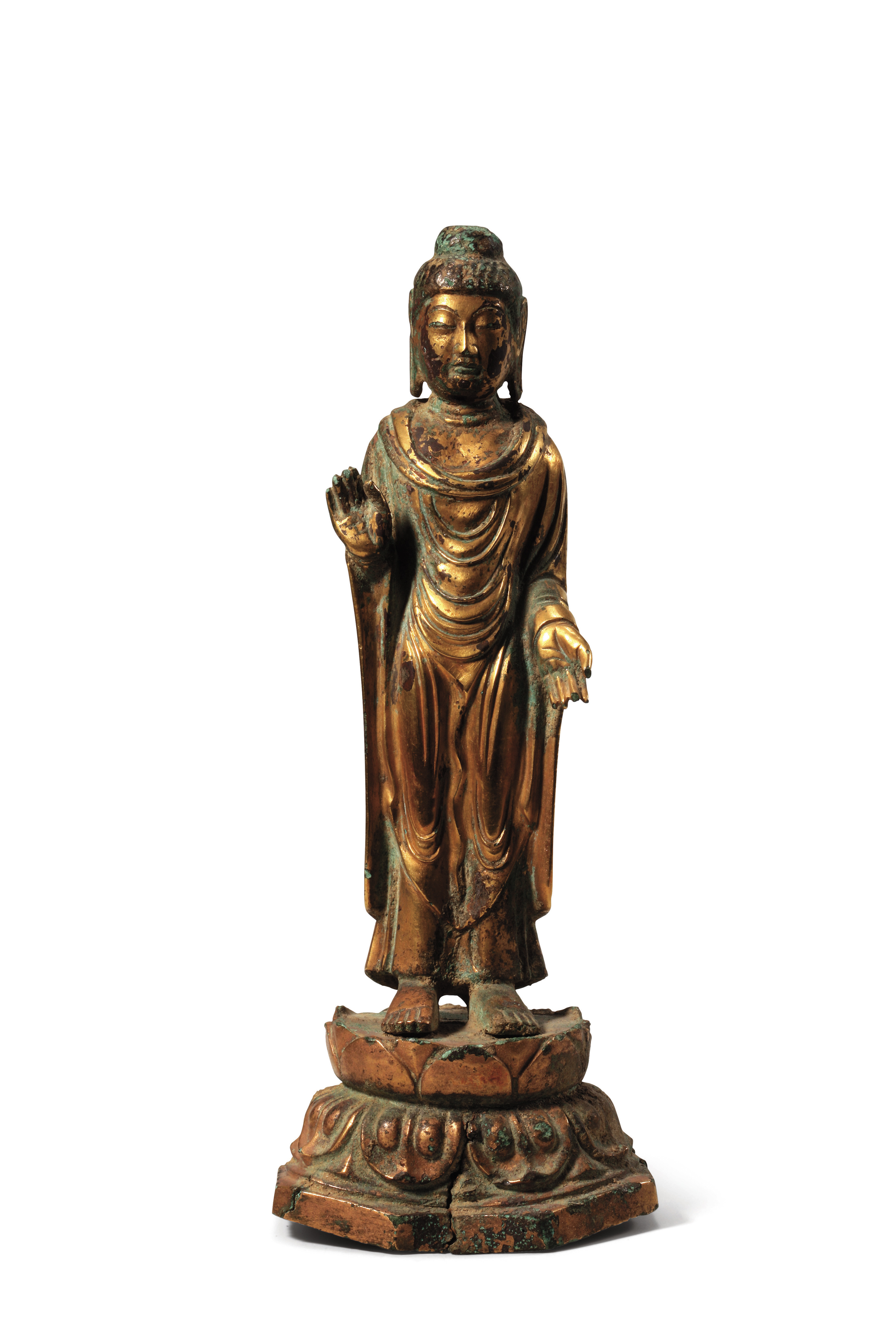
Buda de pie. Período de Silla unificada. Bronce dorado, altura 23.9 cm. Museo Nacional de Corea.
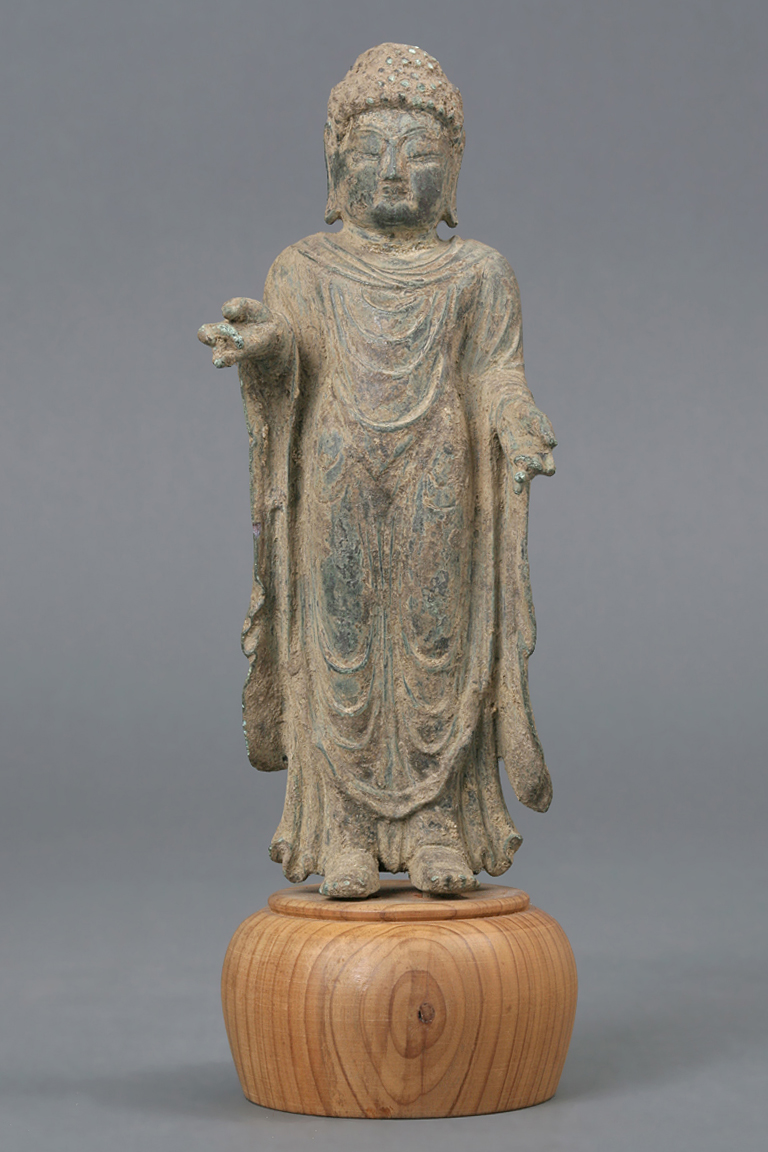
Buda de pie, Silla unificada. Museo de la Universidad de Dongguk, Seúl, Corea del Sur.

Vairocana
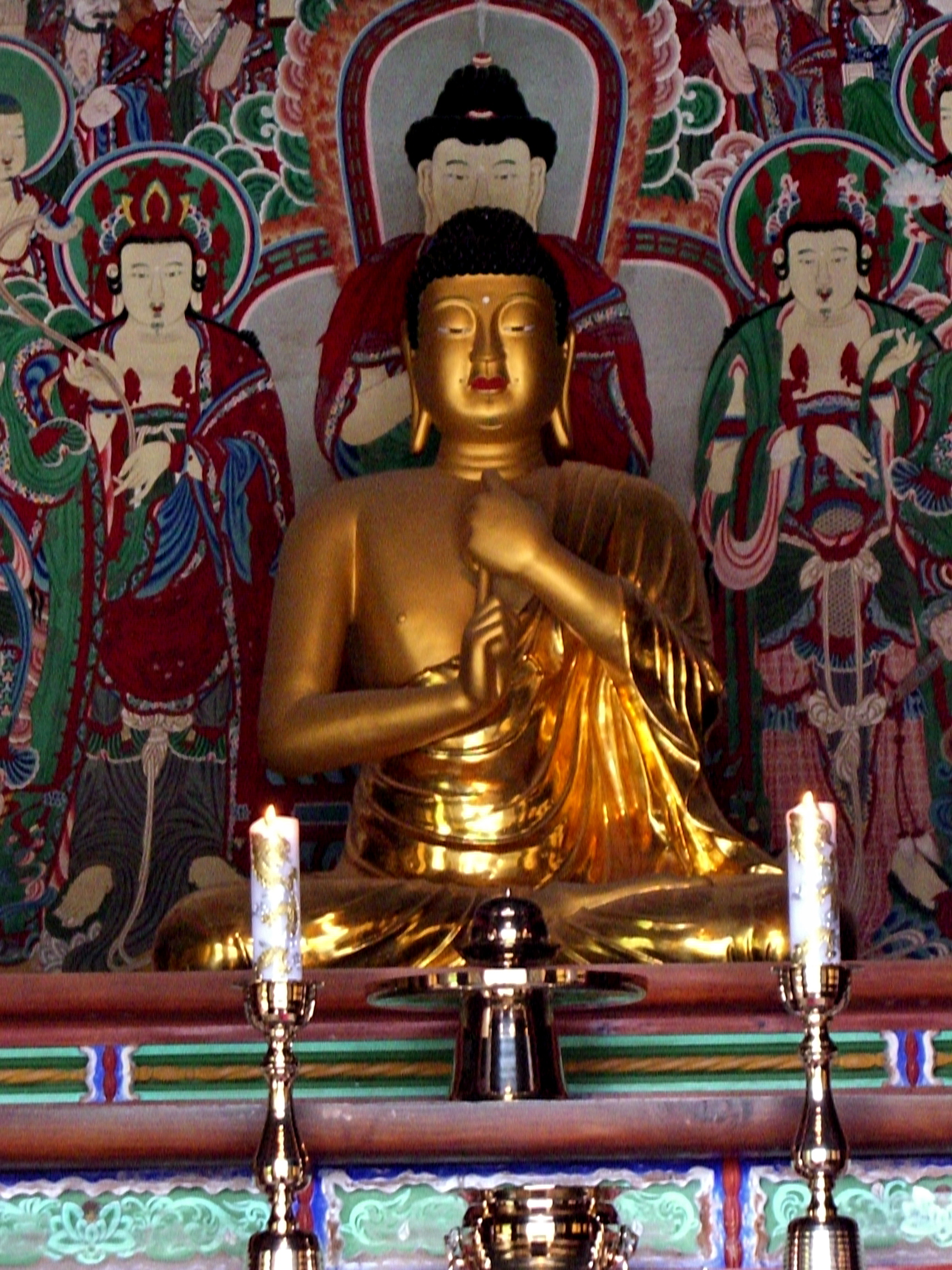
Vairocana sentado, principios del siglo IX. Bronce dorado, altura 1,77 m. Bulguksa, tesoro nacional n.º 26.
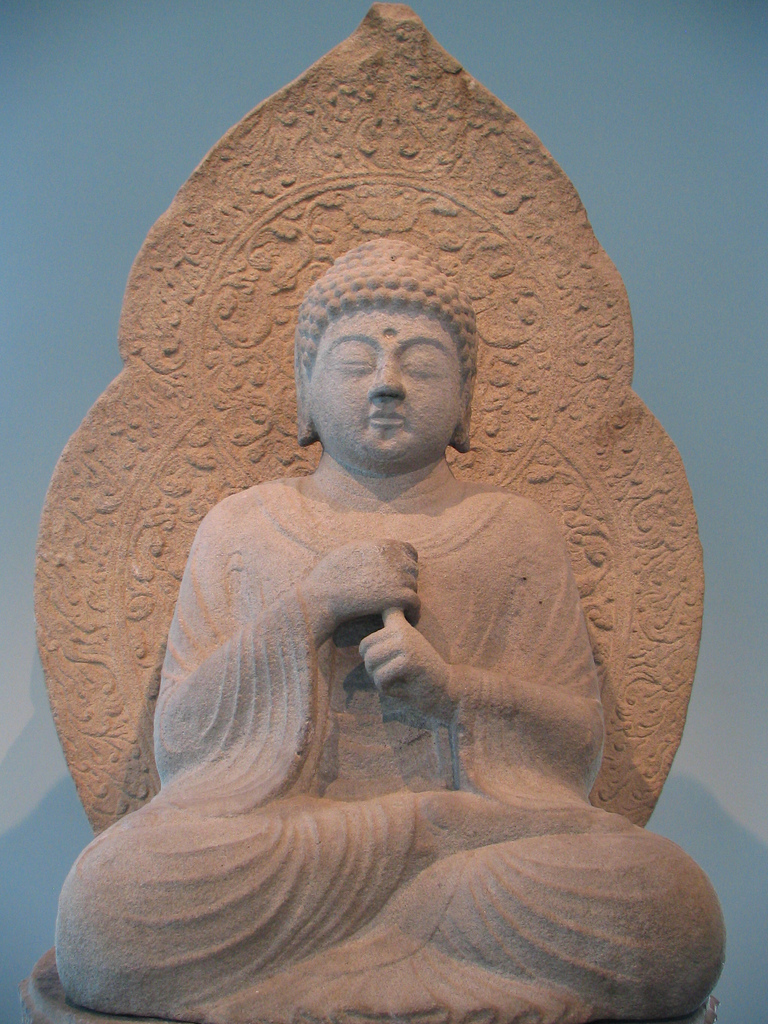
Vairocana sentado, siglo IX. Piedra. Museo Nacional de Corea.
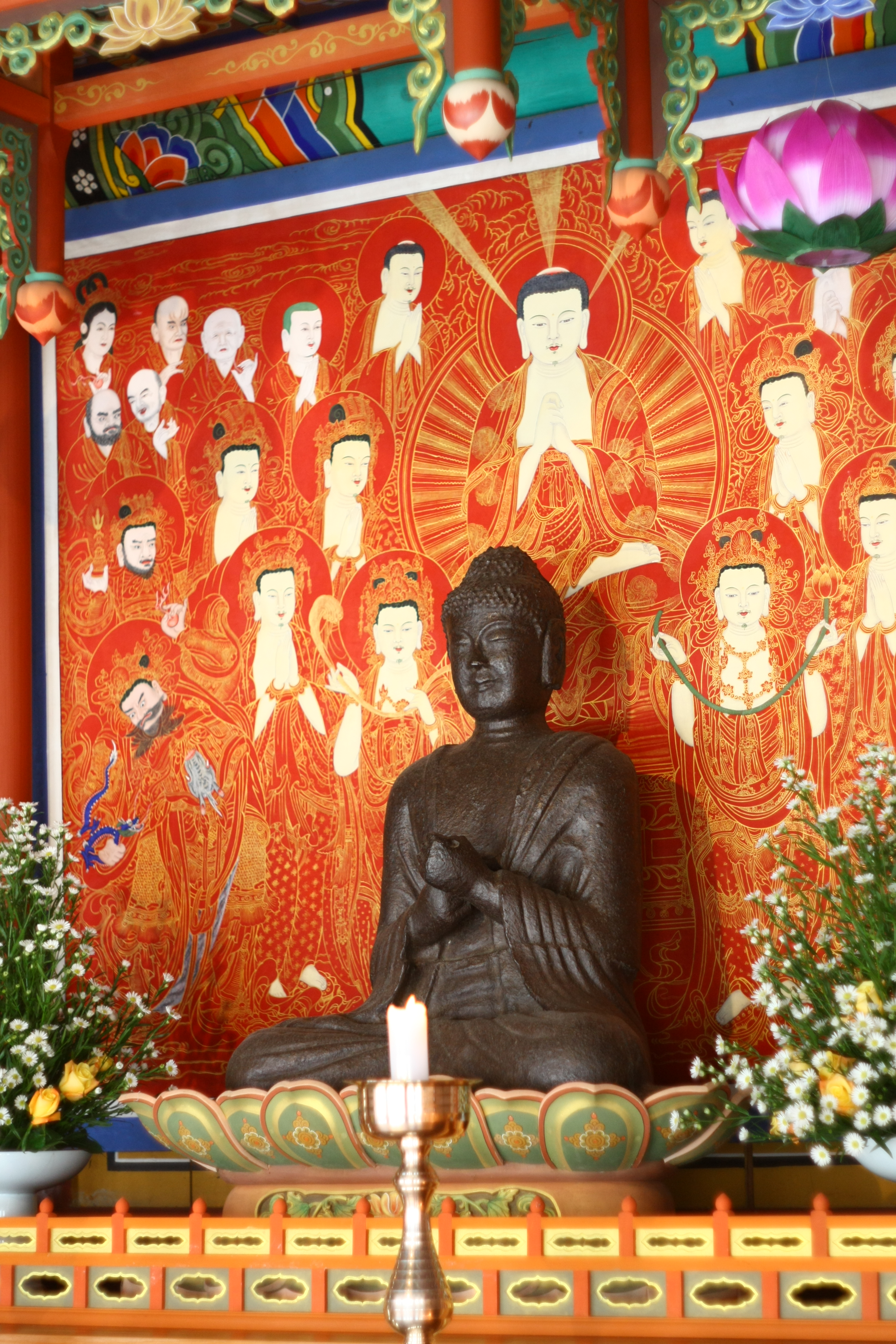
Vairocana sentado, siglo IX. Iron, Jeungsimsa. Gwangju, Corea del Sur.

Bhaisajyaguru
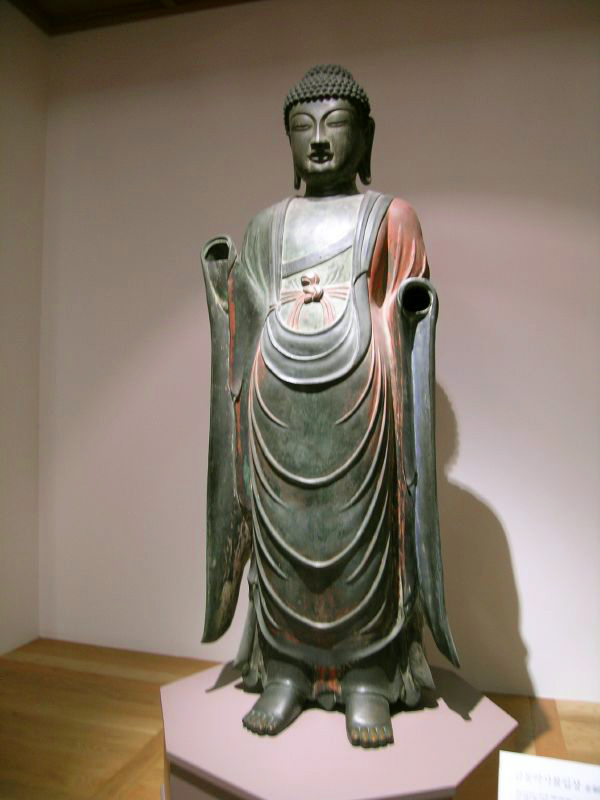
Bhaisajyaguru de pie, mitad siglo VIII. 1,77 m. Museo Nacional de Gyeongju, Tesoro Nacional n.º 28.
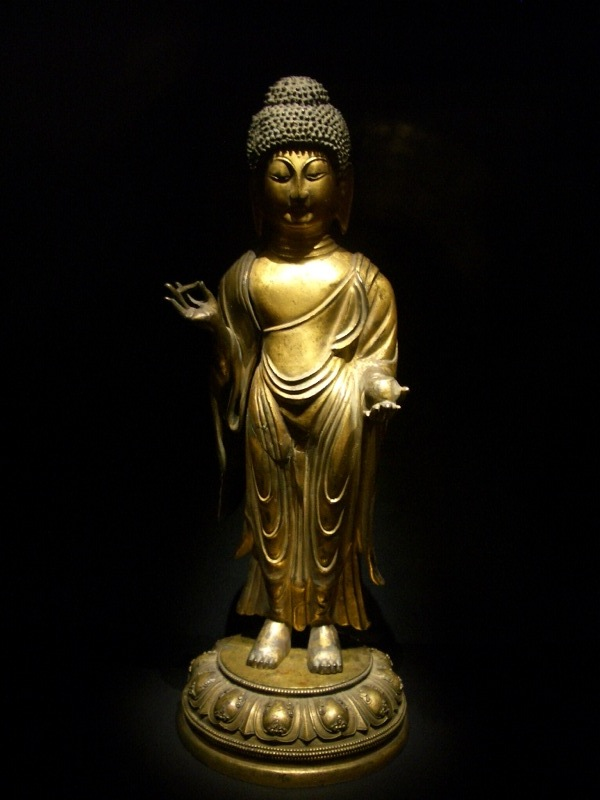
Bhaisajyaguru de pie, siglo IX. Bronce dorado, altura 29.2 cm. Museo Nacional de Corea.
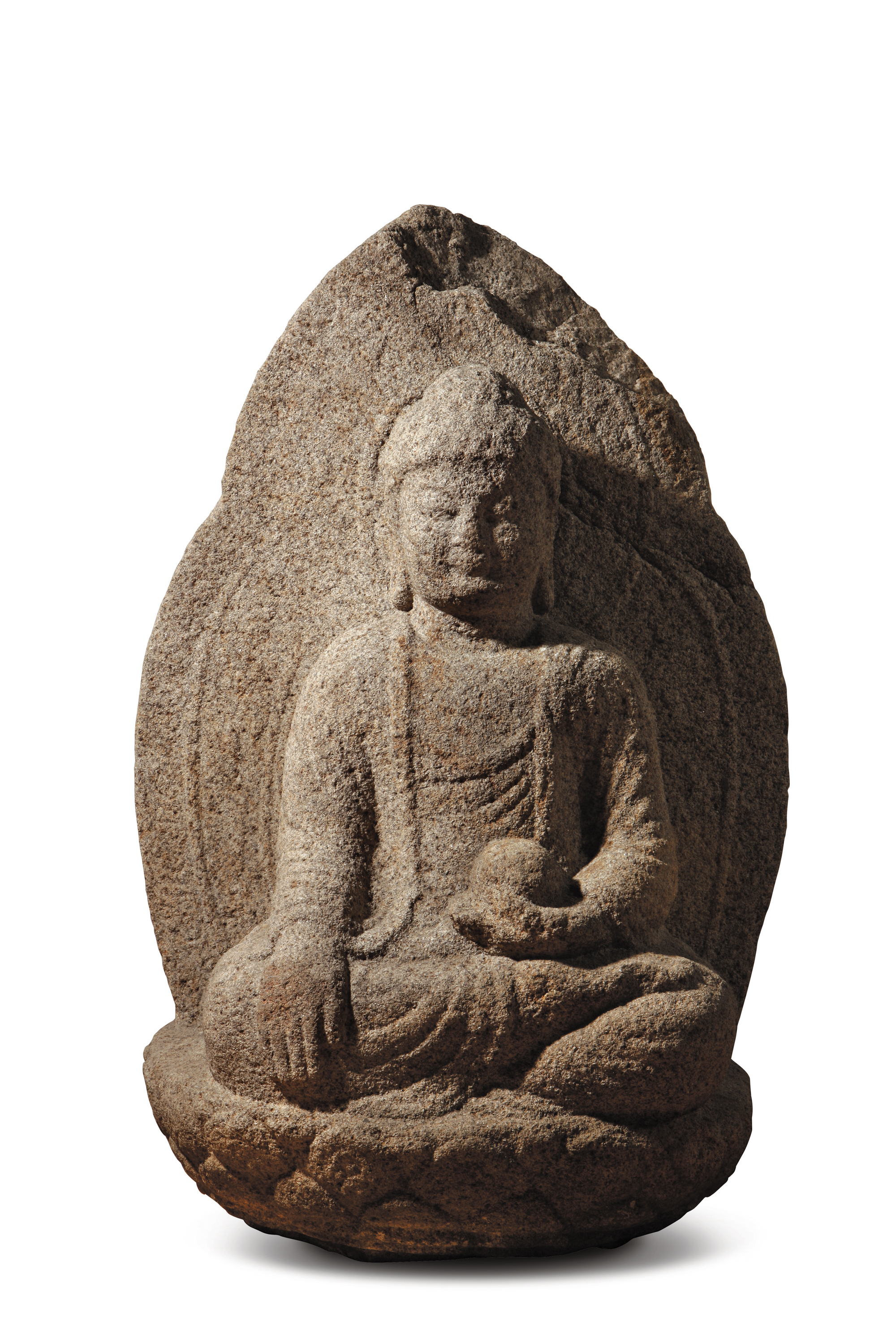
Bhaisajyaguru sentado de piedra. Finales siglo VIII, Silla. Museo Nacional de Corea.
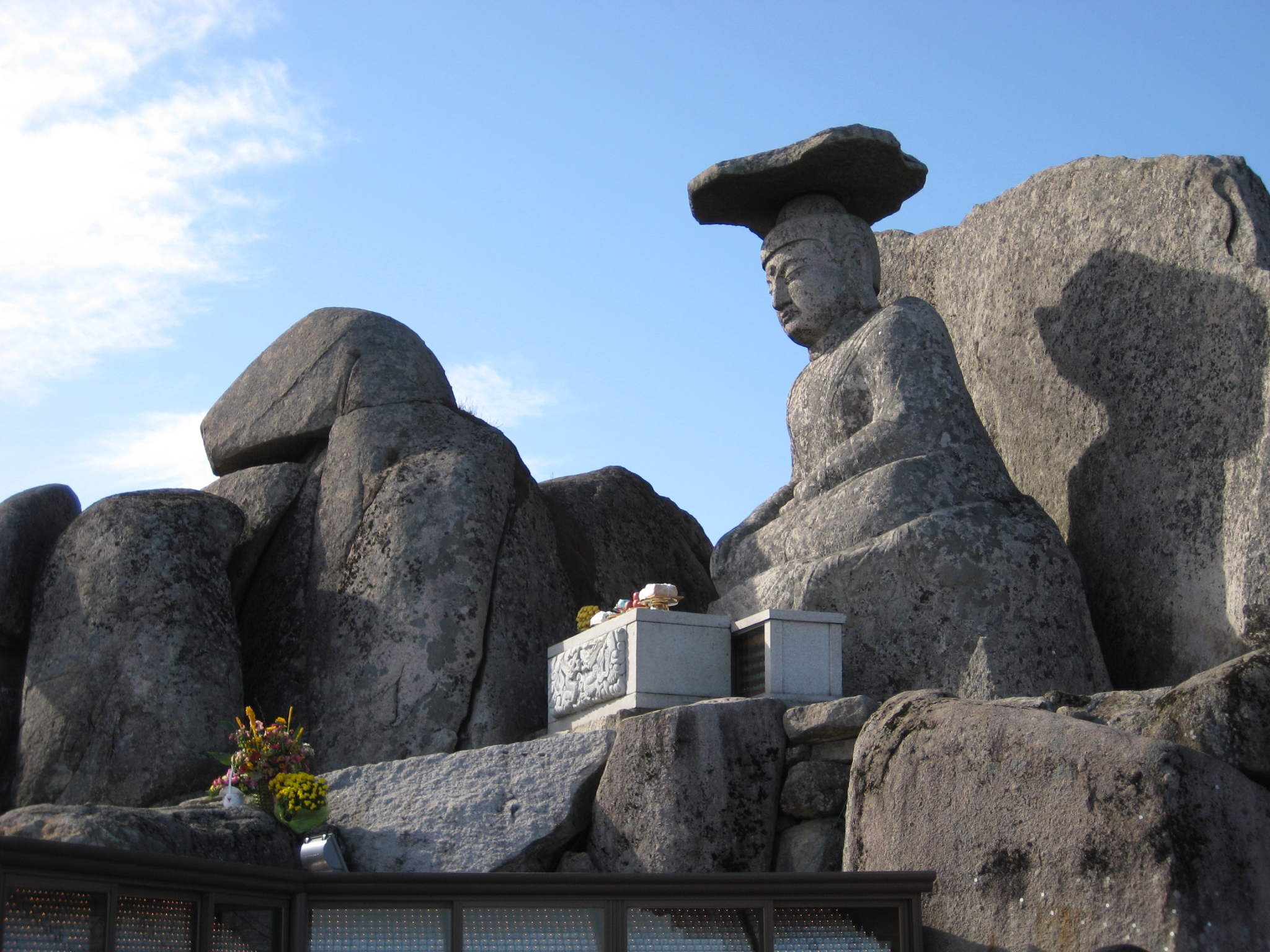
Buda Gatbawi, in situ Daegu, Corea del Sur.

Bodhisattva
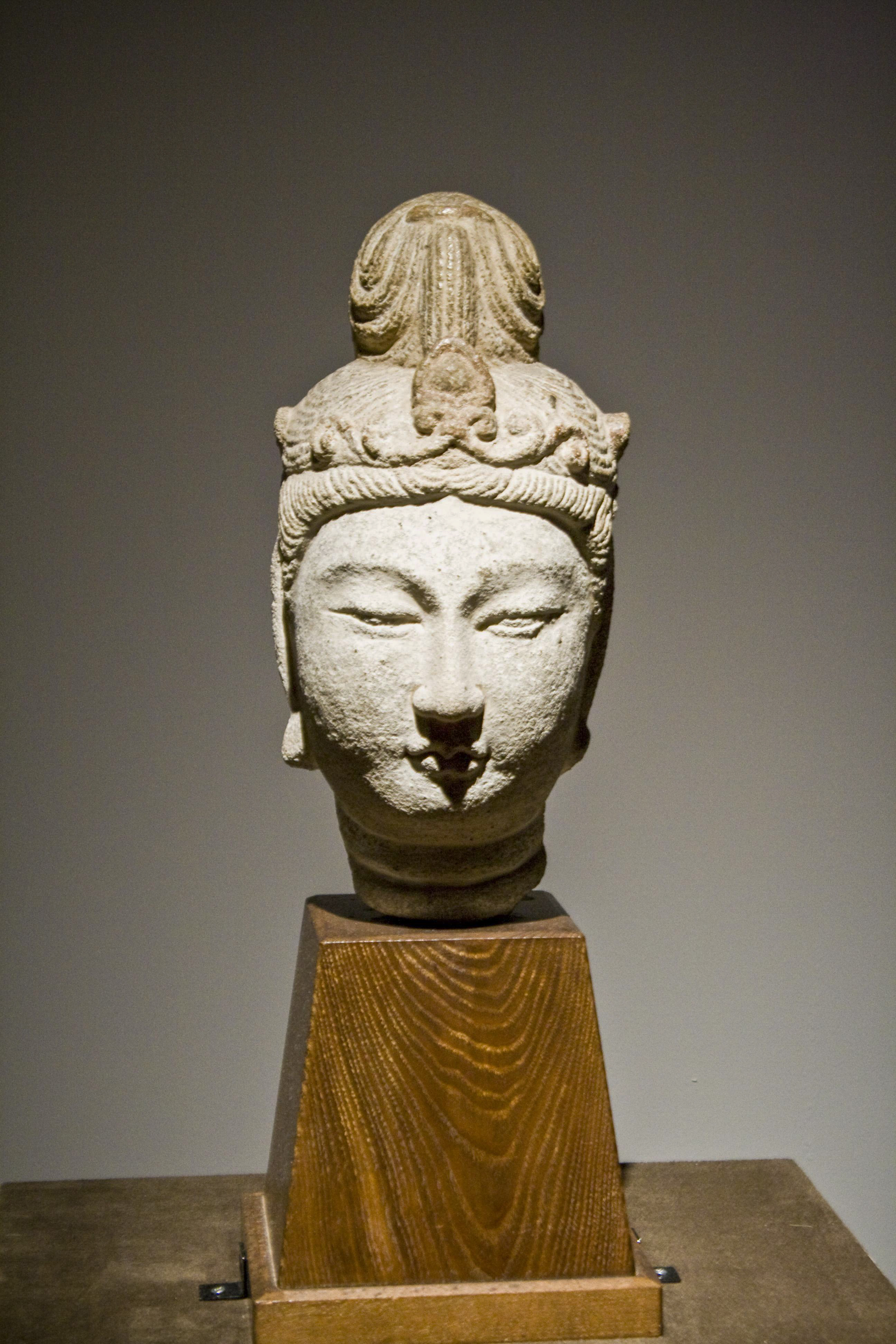
Cabeza de granito de bodhisattva. Dinastía Silla unificada, Corea del Sur.
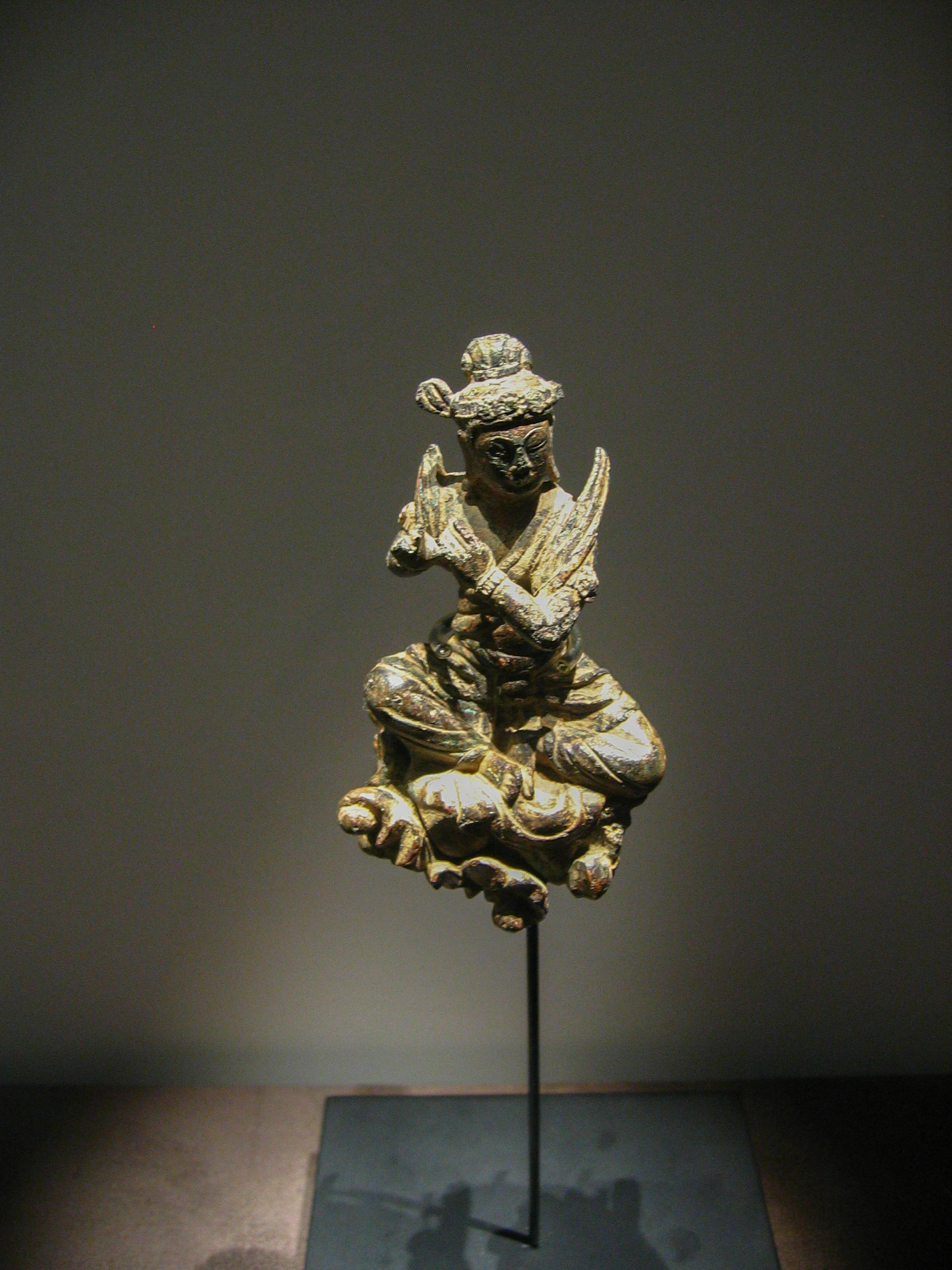
Músico celestial sentado, templo de Yugeumsa. Dinastía Silla unificada. Bronce dorado, altura 12 cm. Museo Nacional de Corea
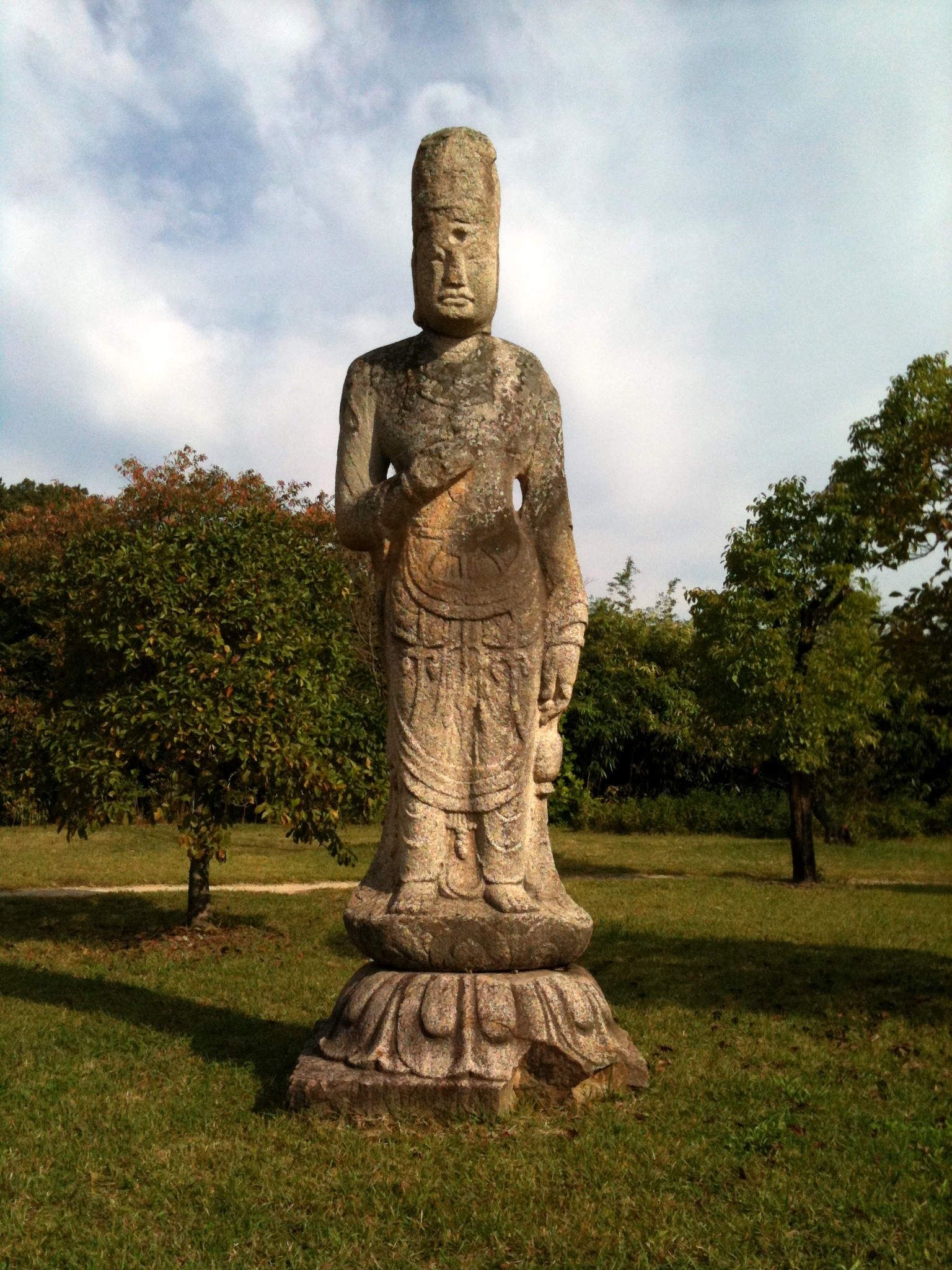
Bodhisattva de pie, granito. Museo Nacional de Gyeongju, Gyeongju, Corea del Sur.
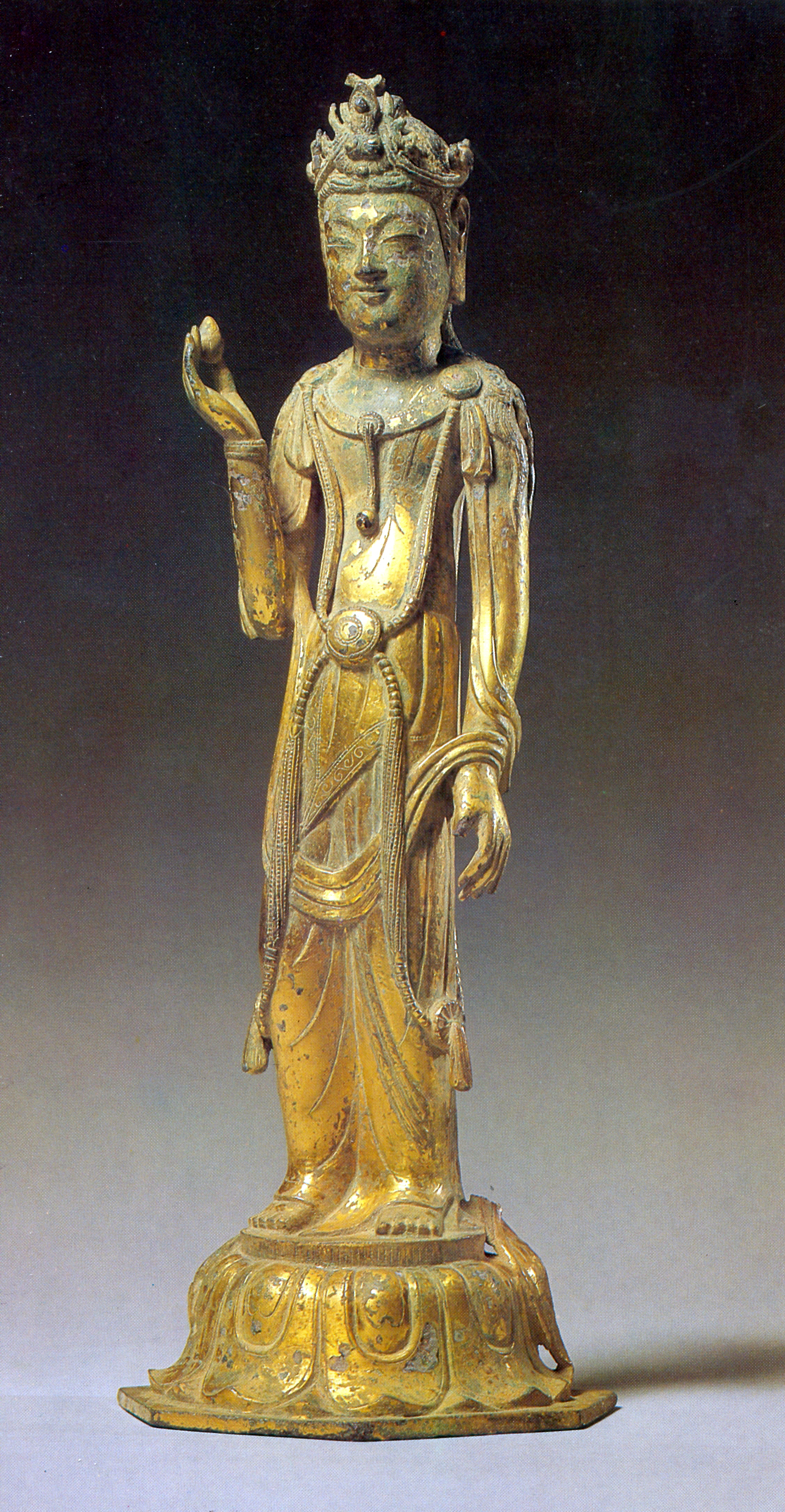
Bodhisattva en pie de bronce dorado en Gumi, Gyeongsang del Norte.

Guardianes
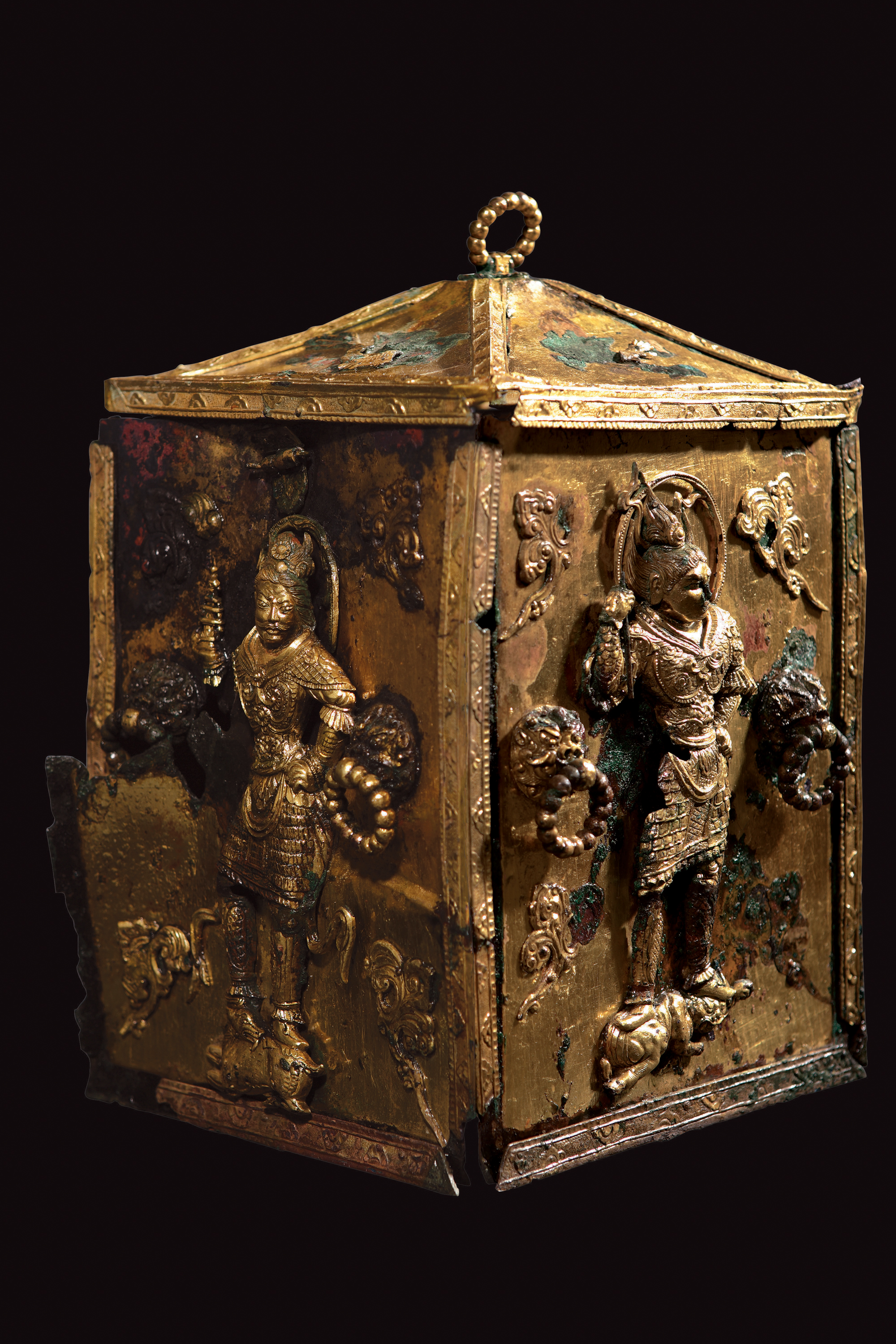
Museo Nacional de Corea.
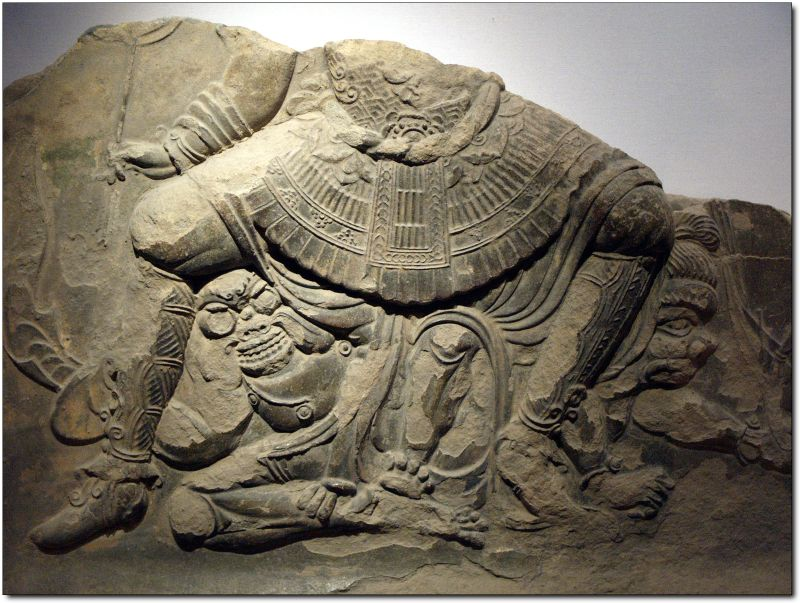
Museo Nacional de Corea.
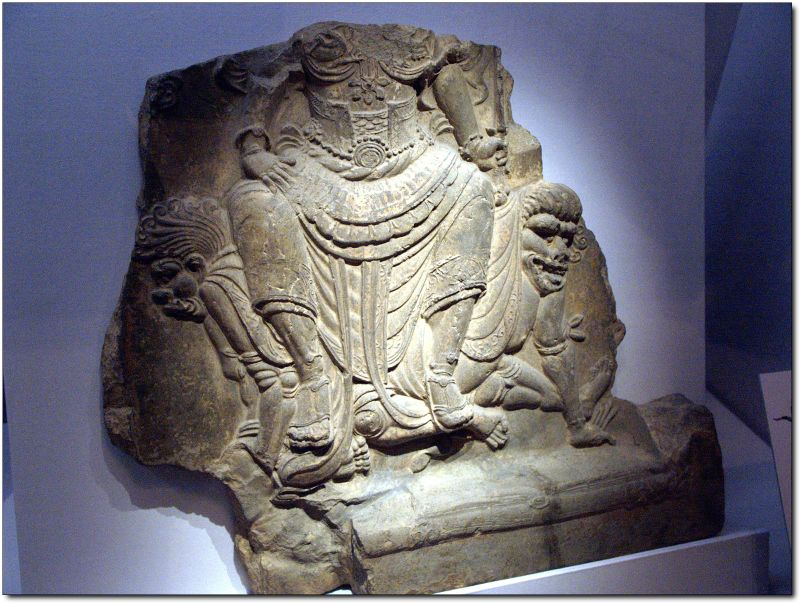
Guardián de Silla unificada. Museo Nacional de Corea.
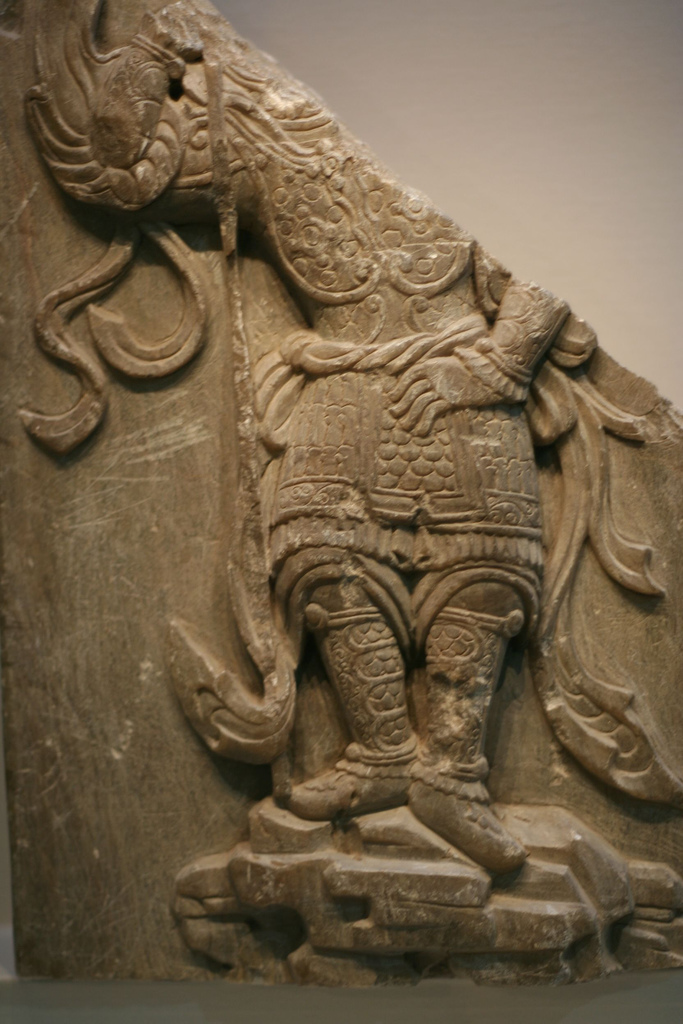
Museo Nacional de Gyeongju.

### Esculturas por material

Madera
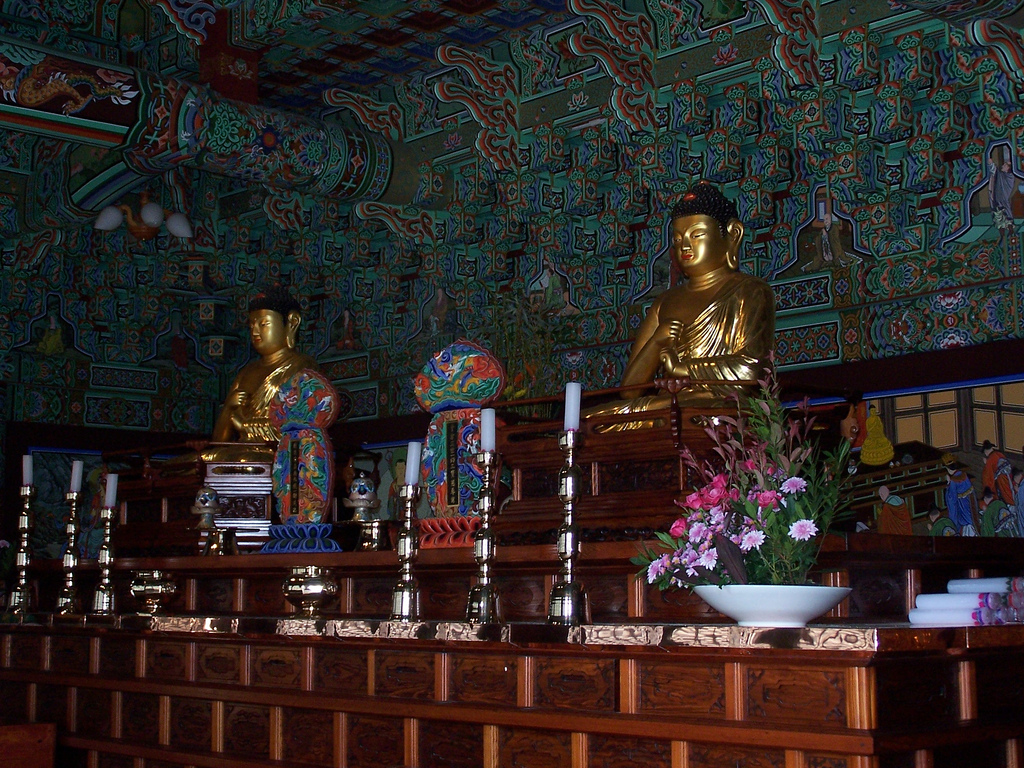
Estos dos Budas de madera fueron redescubiertos recientemente y pasaron a ser uno de los ejemplos más antiguos de escultura de madera que sobreviven de Corea.
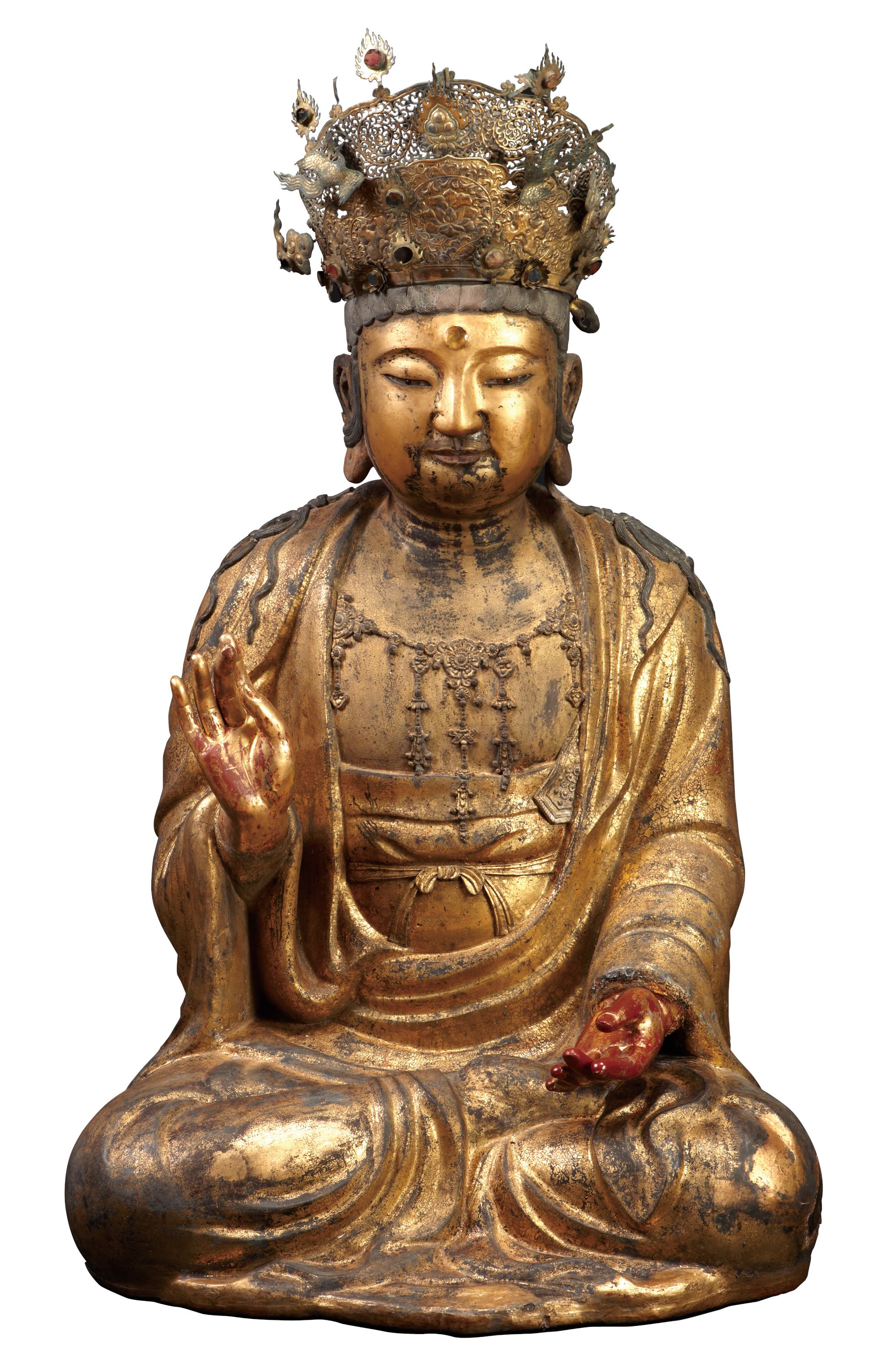
Bodhisattva sentado, madera dorada. Período Goryeo (918-1392). Altura 126 cm. Museo Nacional de Corea

Metal
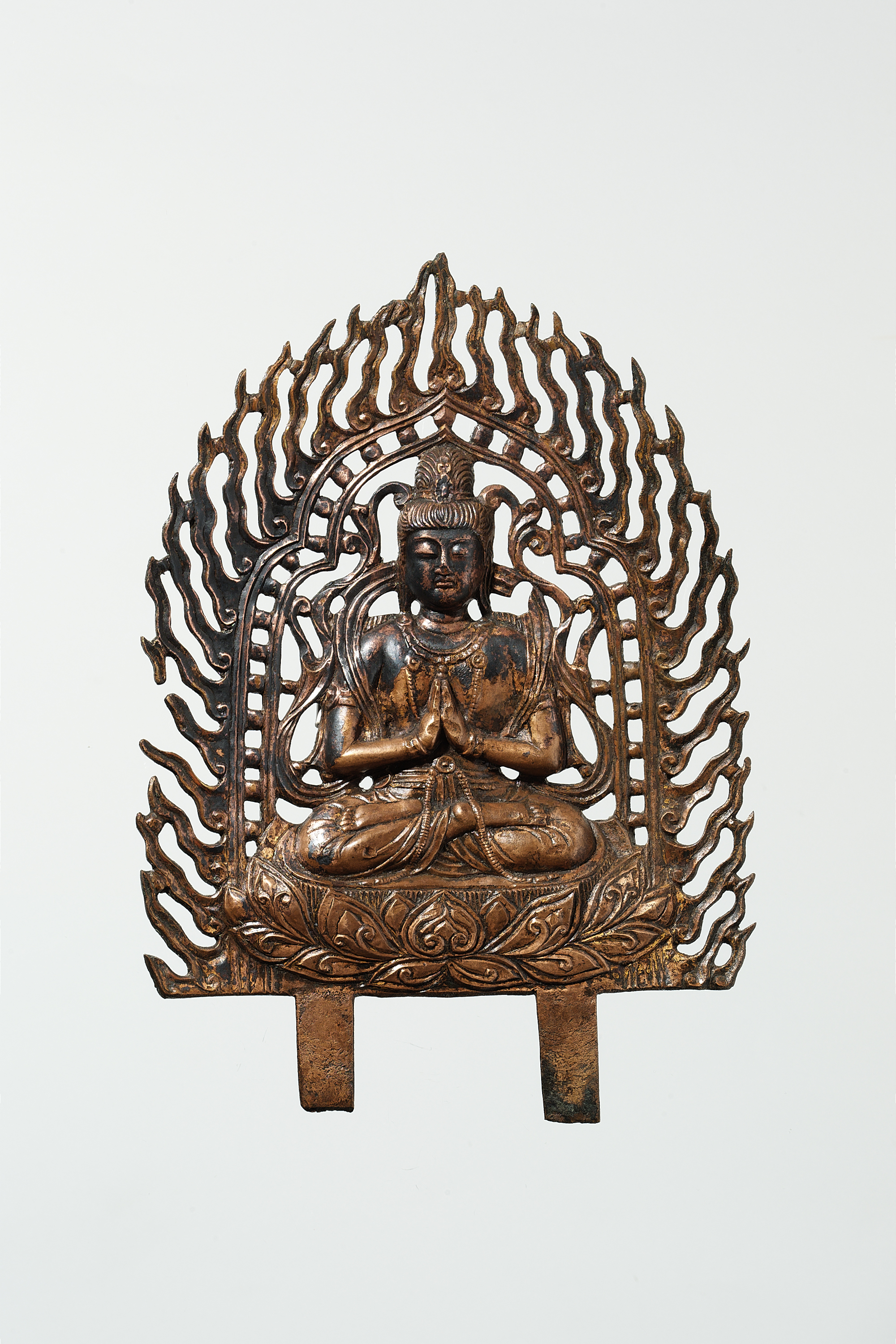
Silla unificada. Una de las diez placas de Buda excavadas en Wolji, Gyeongju. Dos puntales de diferentes longitudes se extienden desde la parte inferior del pedestal, lo que indica que la placa alguna vez estuvo fijada en algo.
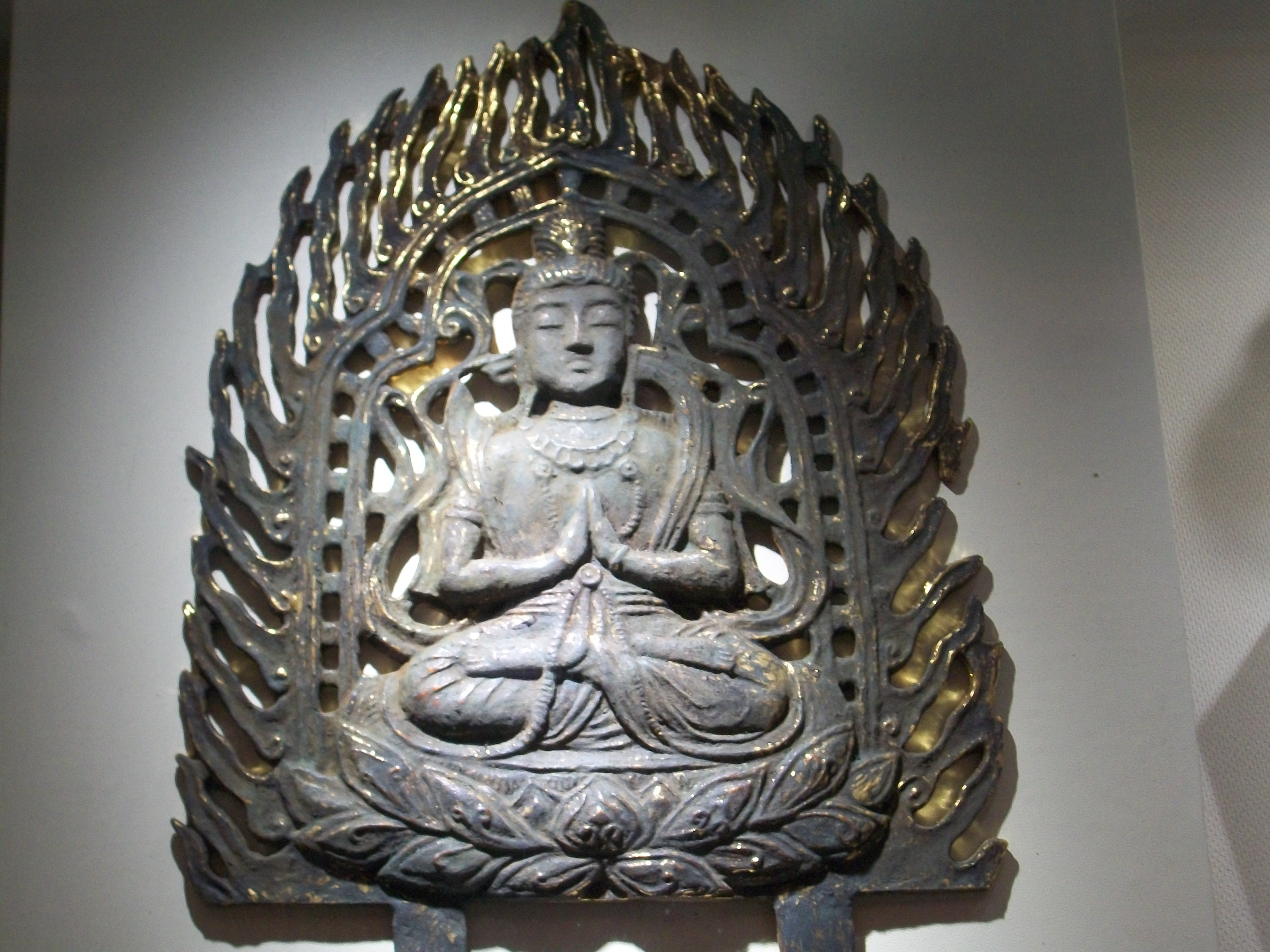
Placa procedente de excavaciones en Gyeongju, Corea del Sur. Probablemente un encargo real que data del período de Silla Unificada. Bronce Dorado. Conservado en el Museo Nacional de Gyeongju.
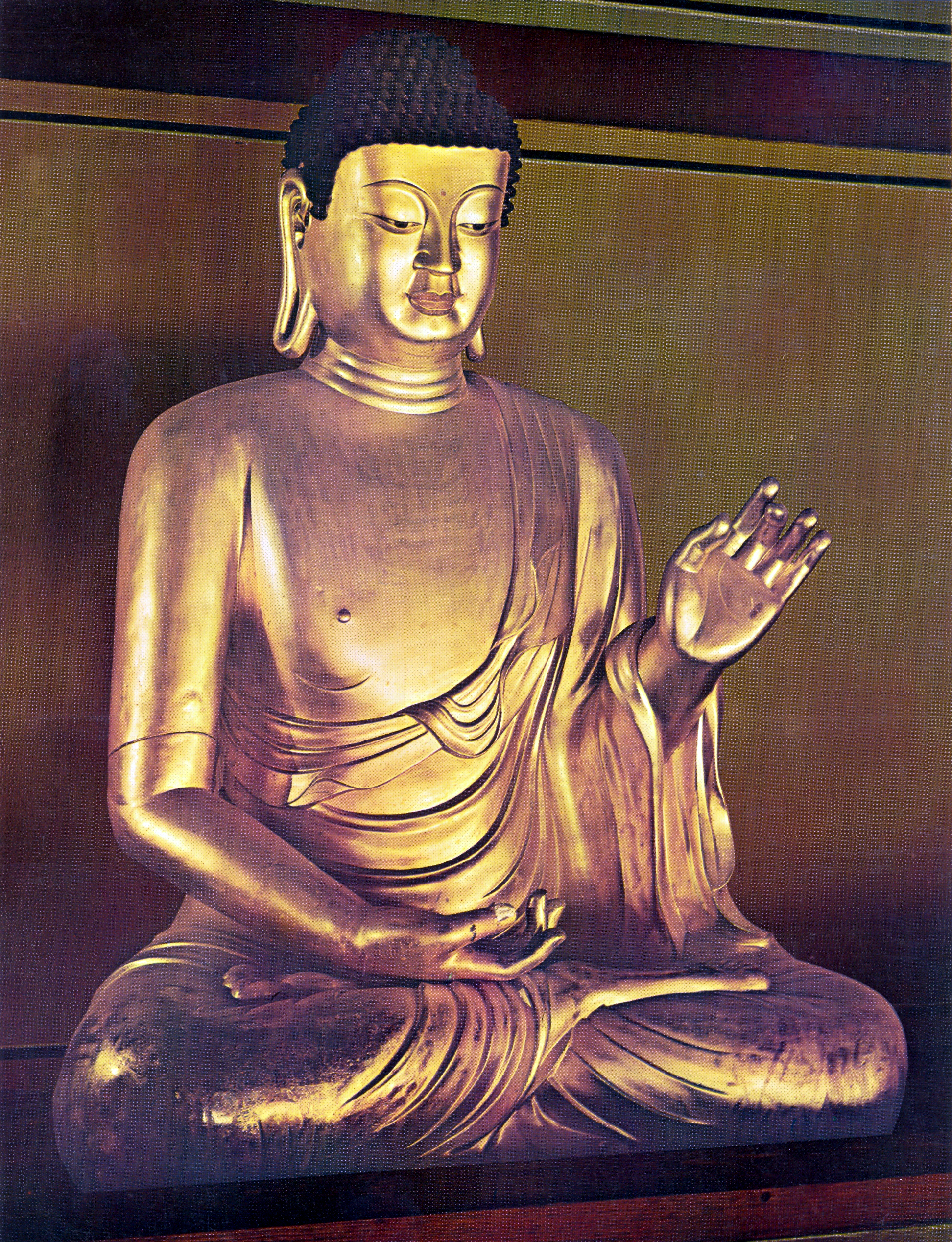
Tesoro nacional de Corea del Sur, Amitābha de bronce dorado en el Salón Geungnakjeon del Templo de Bulguksa, Corea.

Piedra (granito)
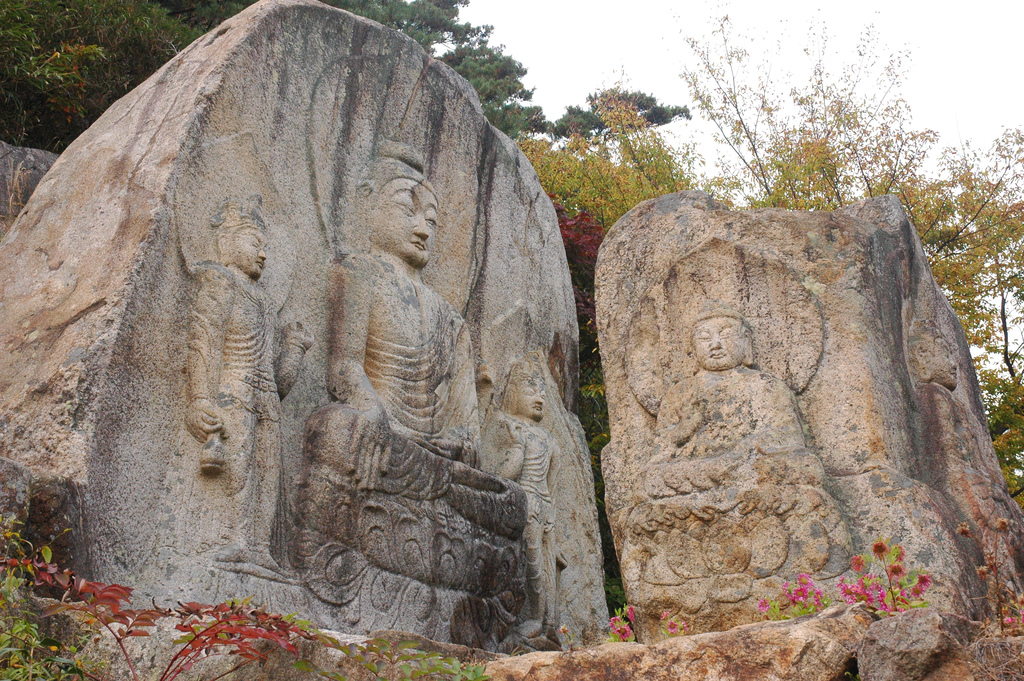
Budas tallados en piedra en la ermita de Chilbulam, Namsan en Gyeongju, Corea.
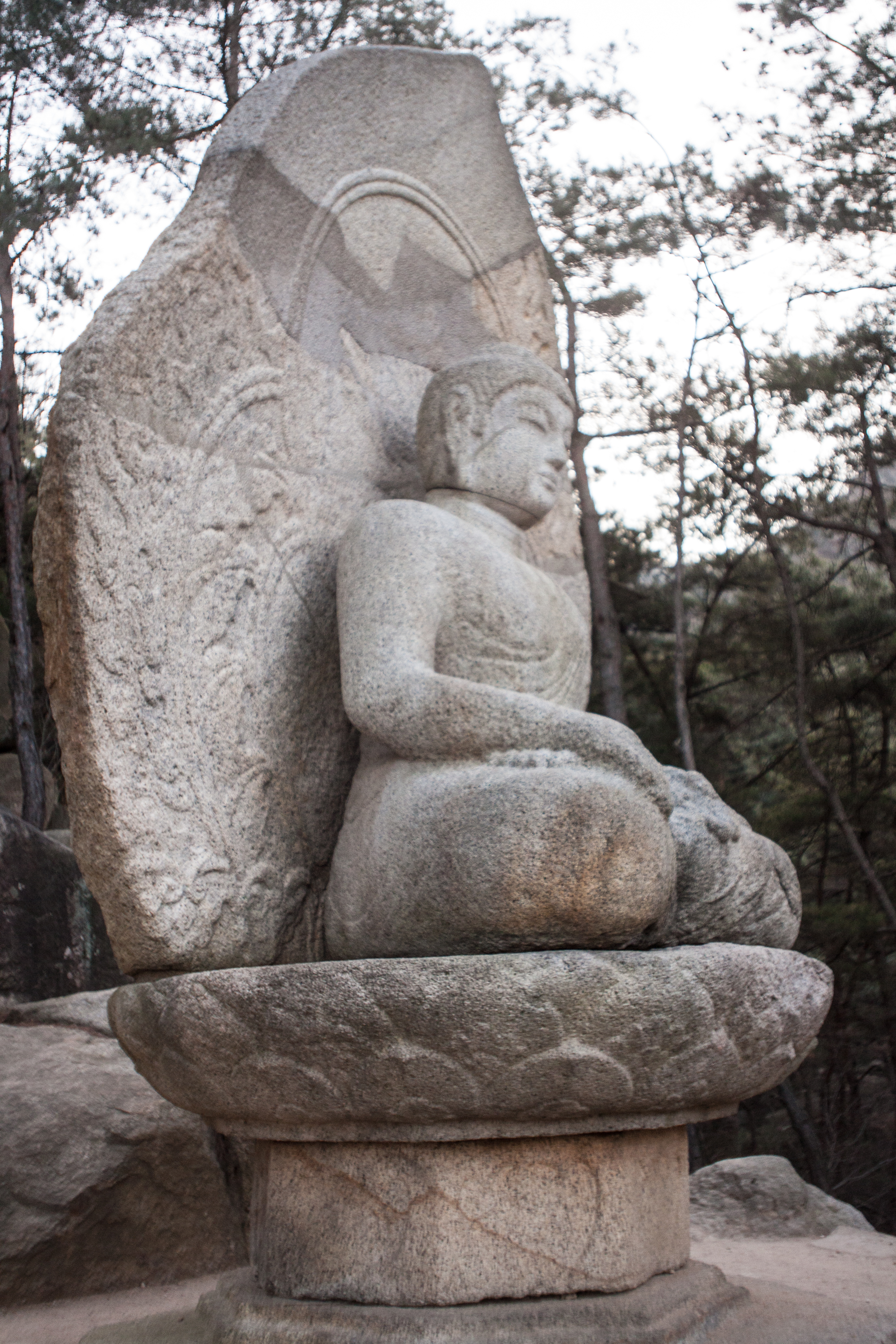
Estatua de piedra sentada de Buda en Samneung-gye, Namsan en Gyeongju, Corea
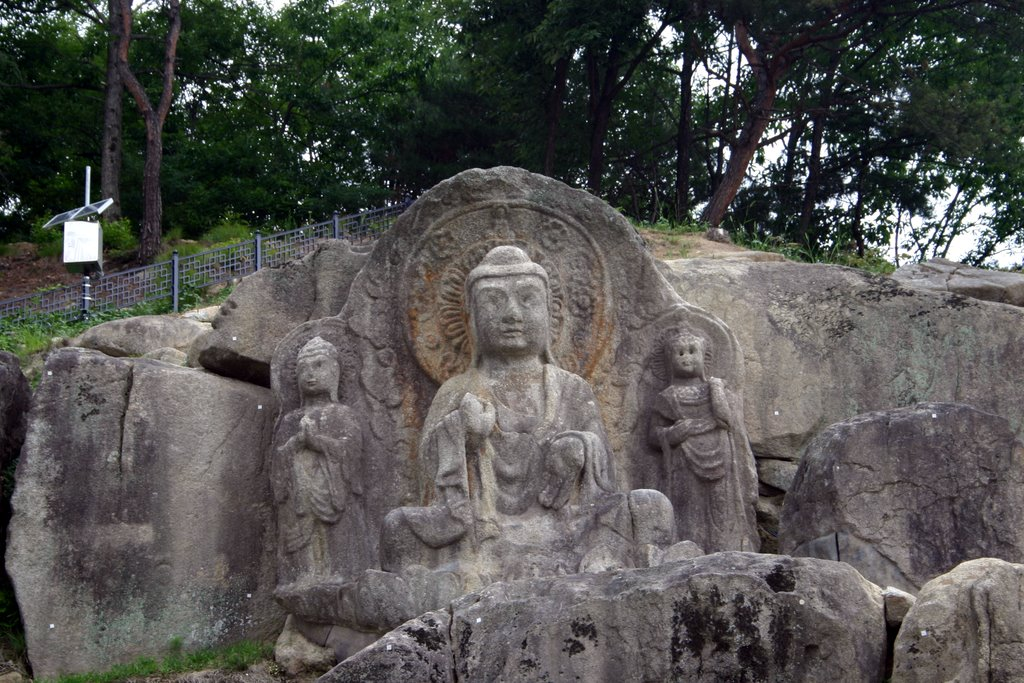
Estatuas de Buda talladas en la roca, ciudad de Yeongju, Corea del Sur.
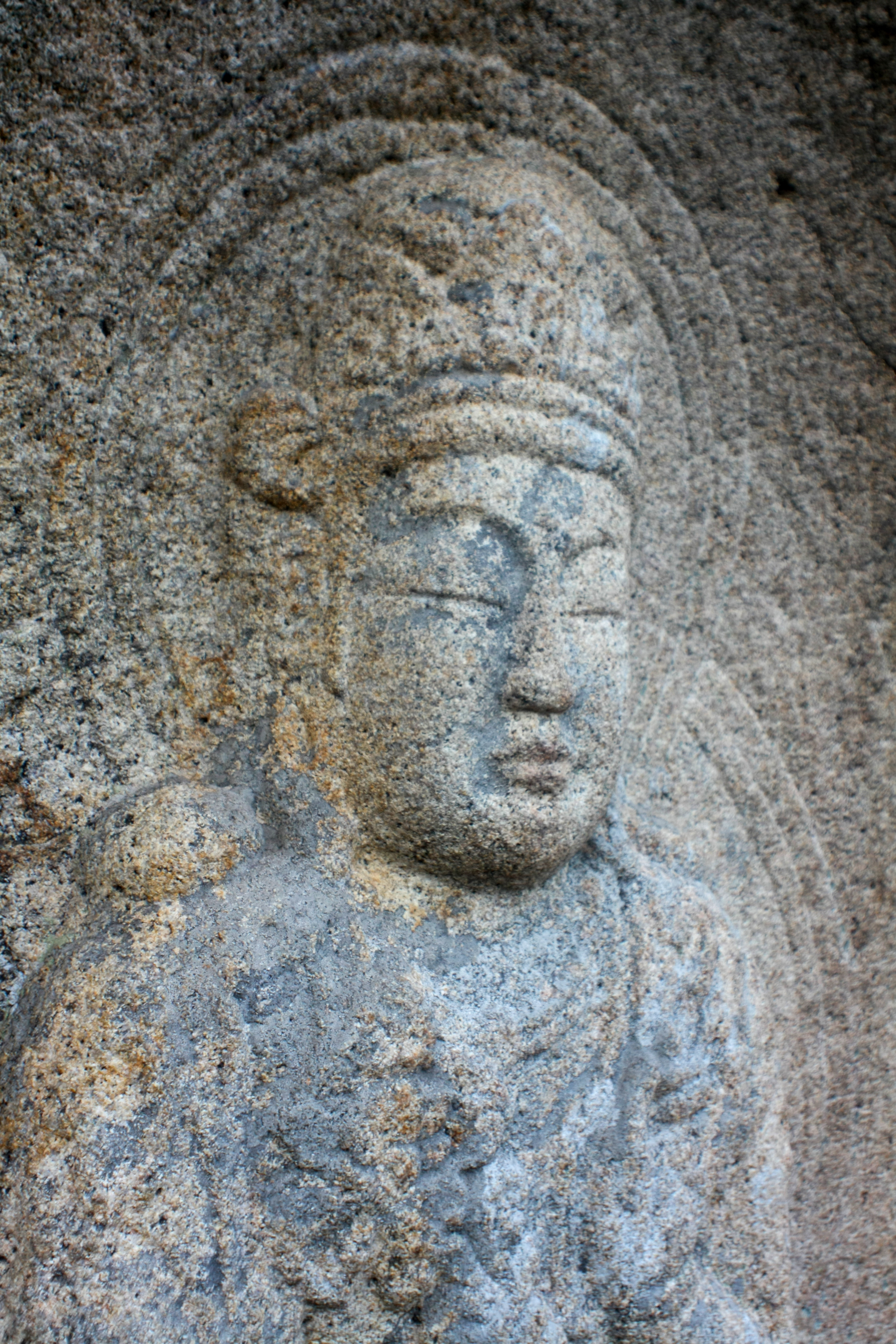
Bodhisattva tallado en la roca en posición de medio loto en la ermita de Sinseonam en Gyeongju, Corea.

El Reino de Silla, respaldado por el poderoso Imperio Tang, derrotó al Reino de Baekje en el 660 y al Reino de Goguryeo en 668 y terminó con siglos de guerra interna en Corea. El rey Munmu de Silla luego derrotó y expulsó a los ejércitos de la dinastía Tang, unificando con éxito la mayor parte de Corea bajo la dinastía de Silla unificada. La unificación de los tres reinos se refleja en algunas de las primeras esculturas de la Silla unificada.
Después de un período de alejamiento con los Tang de China, se reanudaron las relaciones diplomáticas y el llamado estilo internacional de Tang influyó fuertemente en Corea, al igual que en gran parte del resto de Asia.  El budismo fue fuertemente patrocinado y promovido por la corte real. El siglo del primer período de Silla unificada se conoce como una edad de oro de la historia coreana donde el reino disfrutó de la paz y la estabilidad para producir fabulosas obras de arte. El Buda central de la Gruta 
Seokguram, un sitio del Patrimonio Mundial de la UNESCO, es reconocido como uno de los mejores ejemplos de escultura budista en Asia oriental.
Sin embargo, la inestabilidad política y la monarquía debilitada de finales del siglo VIII parece haber tenido un efecto en los artesanos cuando la escultura budista comenzó a convertirse en una fórmula y perdió vitalidad en el uso de la línea y la forma. Durante los últimos días del reino de Silla unificada, el hierro fue sustituido como una alternativa más barata al bronce y se usó para realizar muchos Budas y se pueden ver características regionales que se arrastran al estilo de las esculturas a medida que los señores de la guerra locales y los hombres fuertes comenzaron a romper lejos de la órbita de la familia real en Kumseong (hoy en día Gyeongju).
Después de la destrucción del Reino Baekje, los elementos del estilo Baekje y los estilos tempranos y posteriores de influencias de los chinos Tang afectaron el arte de la Silla unificada. La escultura budista coreana de este período se puede identificar por la «sensualidad innegable» de las «caras redondas y las expresiones soñadoras» y los «cuerpos carnosos y curvilíneos» de las figuras existentes.

## Dinastía Goryeo (918-1392)
La Dinastía Goryeo sucedió a la Silla unificada como gobernante de la península de Corea. Al igual que sus predecesores, la corte de Goryeo patrocinó generosamente el budismo y las artes budistas. La primera fase del arte de Goryeo se caracteriza por el efecto menguante pero influyente de los prototipos de Silla unificada, el descarte del estilo Tang, y la incorporación de estilos regionalmente distintivos que reflejaban la influencia de los aristócratas locales que se habían vuelto poderosos durante los días de decadencia de Silla unificada y que también reflejó el hecho de que la capital fue trasladada desde el sureste de Corea a Kaegyong (hoy en día Kaesong).
La imagen de bronce de tamaño natural del rey Taejo, el fundador de la dinastía Goryeo, técnicamente no es una escultura budista. Sin embargo, las similitudes de la estatua con las imágenes de bronce anteriores del Buda, como las orejas alargadas, un atributo físico del Buda, sugieren la relación que la monarquía tenía con la religión.

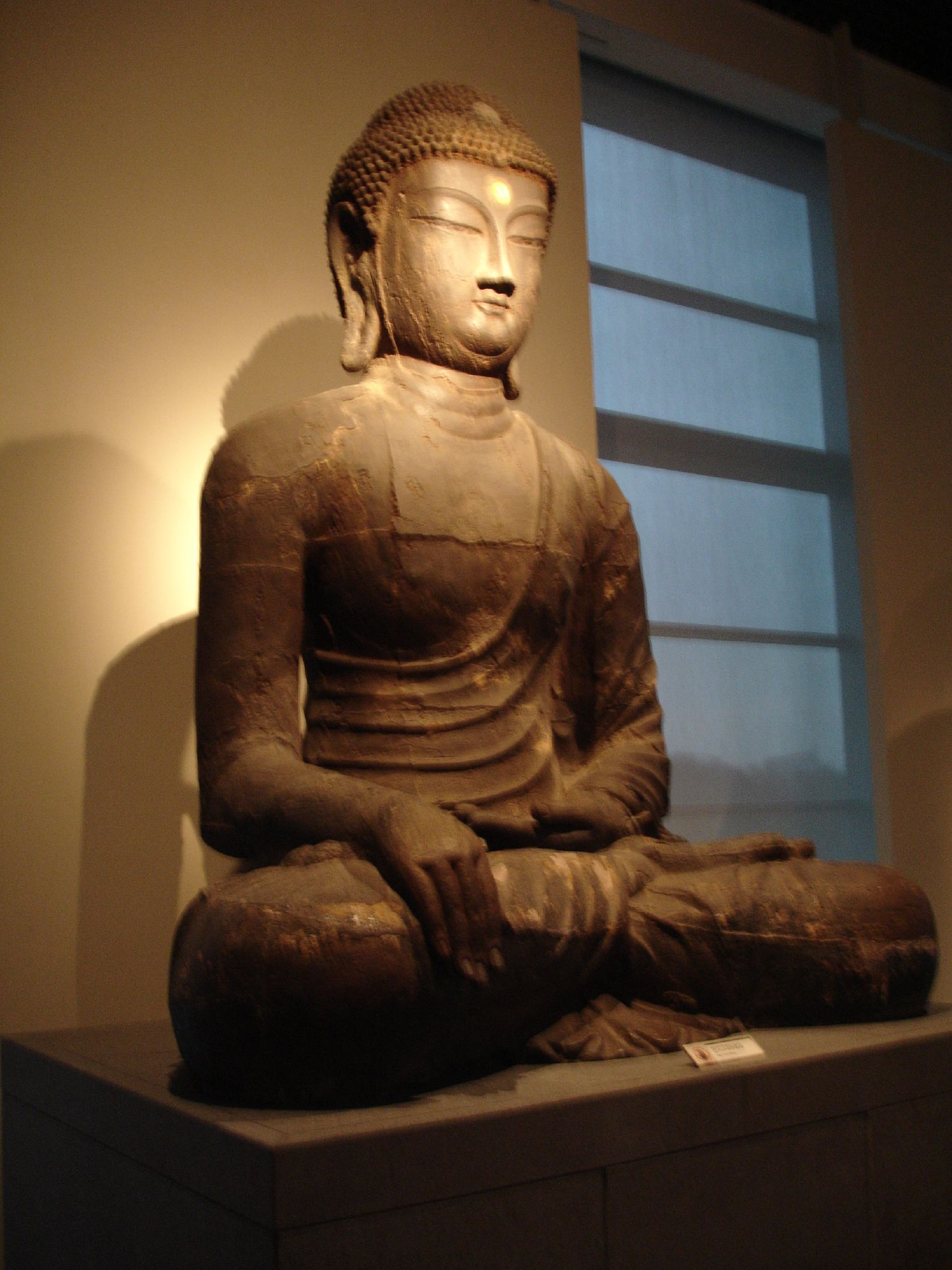
Buda Sakyamuni sentado,. Hierro fundido, 2,88 m. Museo Nacional de Corea, Tesoro Nacional n.º332.

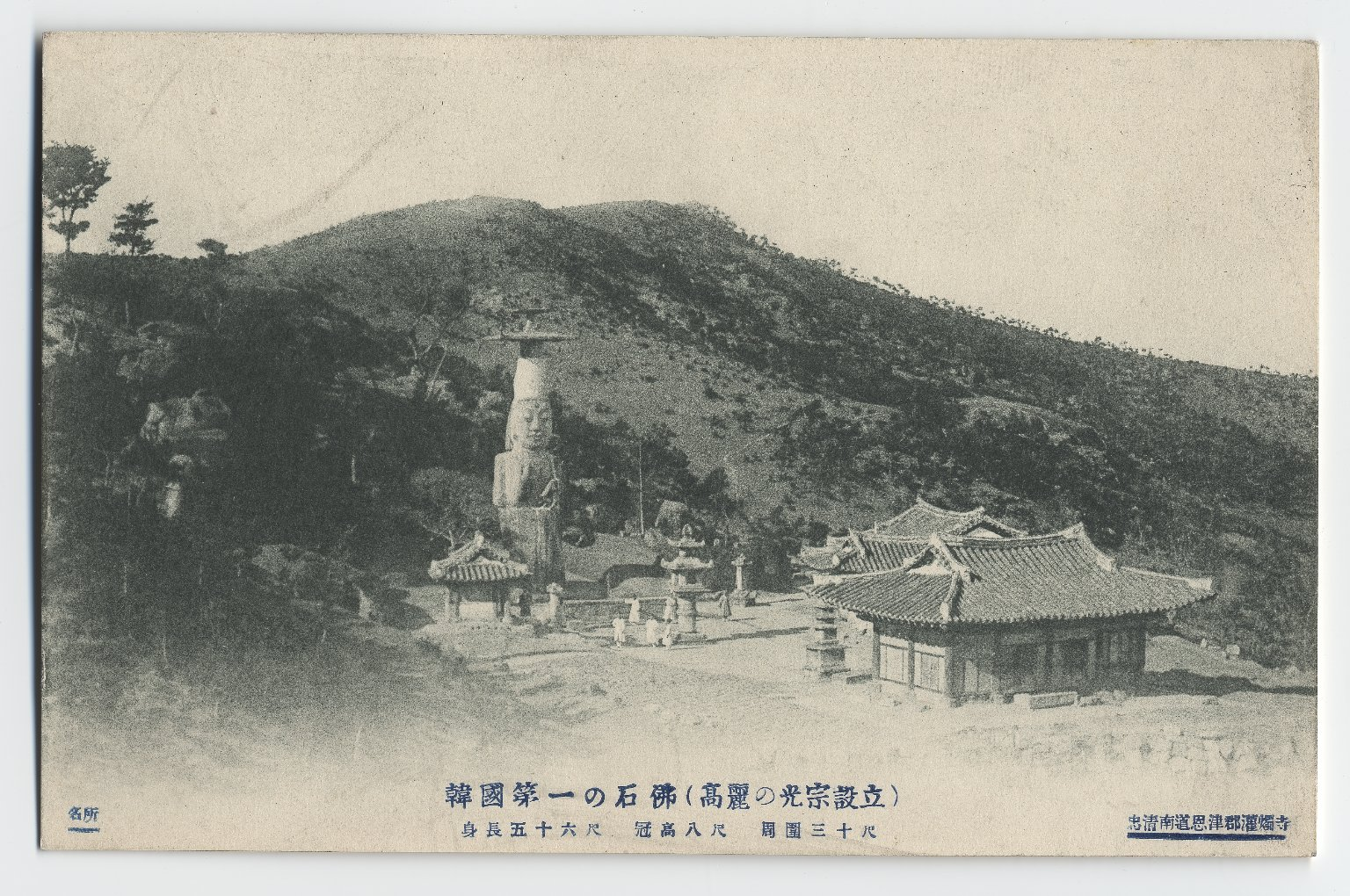
Postal de 1904 donde se puede apreciar la escultura Eunjin Mireuk. Tesoro Nacional de Corea n.º 218.

Un ejemplo de la persistente influencia del arte de Silla unificada es el Buda Sakyamuni sentado en el Museo Nacional de Corea, que puede ser fechado en el siglo X. Esta estatua está endeudada estilísticamente con la figura central de Seokguram y algunos eruditos ugieren que la estatua es del período de la Gran Silla. Ambos Budas emplean el mismo mudra «conmovedor de la tierra» que fue popularizado por primera vez en Corea por la imagen de Seokguram. El plegado en forma de abanico de tela entre las piernas de Buda, la forma en que se representó la ropa en la imagen y la «postura sentada con las piernas cruzadas» son típicas de la escultura de Silla unificada. Esta obra es la imagen de Buda de hierro más grande que sobrevive en Corea. Fue fundido en varias piezas y hoy se pueden ver las diferentes costuras donde se hicieron las uniones de la estatua. En el pasado, la imagen habría sido cubierta con laca o dorada para ocultar las uniones. La parte inferior de la nariz, los extremos de las orejas y las manos son reproducciones y por lo tanto no corresponden a la estatua original.
El Buda de piedra conocido como Eunjin Mireuk es un ejemplo del principio de la escultura de Goryeo que demuestra el auge de los estilos regionales y el abandono de una interpretación estricta de la iconografía estándar de las imágenes budistas. Se cree que la estatua es una representación del Bodhisattva Avalokitesvara, el «Bodhisattva de la Misericordia», aunque popularmente se conoce como Maitreya. La estatua tiene más de 18 metros de altura y tardó más de 30 años en completarse. La estatua es valiosa porque demuestra desarrollos exclusivos de la provincia de Chungcheong del Sur y la provincia de Gyeonggi. Además, algunos eruditos afirman que estas enormes piedras pudieron haber sido originalmente utilizadas para prácticas chamánicas y luego subsumirse en una imagen budista.
Pocas esculturas budistas fechadas fidedignamente de los siglos XII y XIII han sobrevivido, por lo que «es difícil evaluar la producción de esculturas relacionadas con la creciente popularidad del budismo de Seon» (Ch. Chan , Jp. Zen ) y su asociación con los militares gobernantes. Familia del medio Goryeo.
El Avalokiteshvara sentado en postura «real» del siglo XIV en el Museo Nacional de Corea muestra la influencia estilística del budismo lamaista tibetano, que fue favorecida por la corte mongol Yuan. Sin embargo, algunos estudiosos han sugerido que esta estatua es una importación.

## Dinastía Joseon (1392-1910)

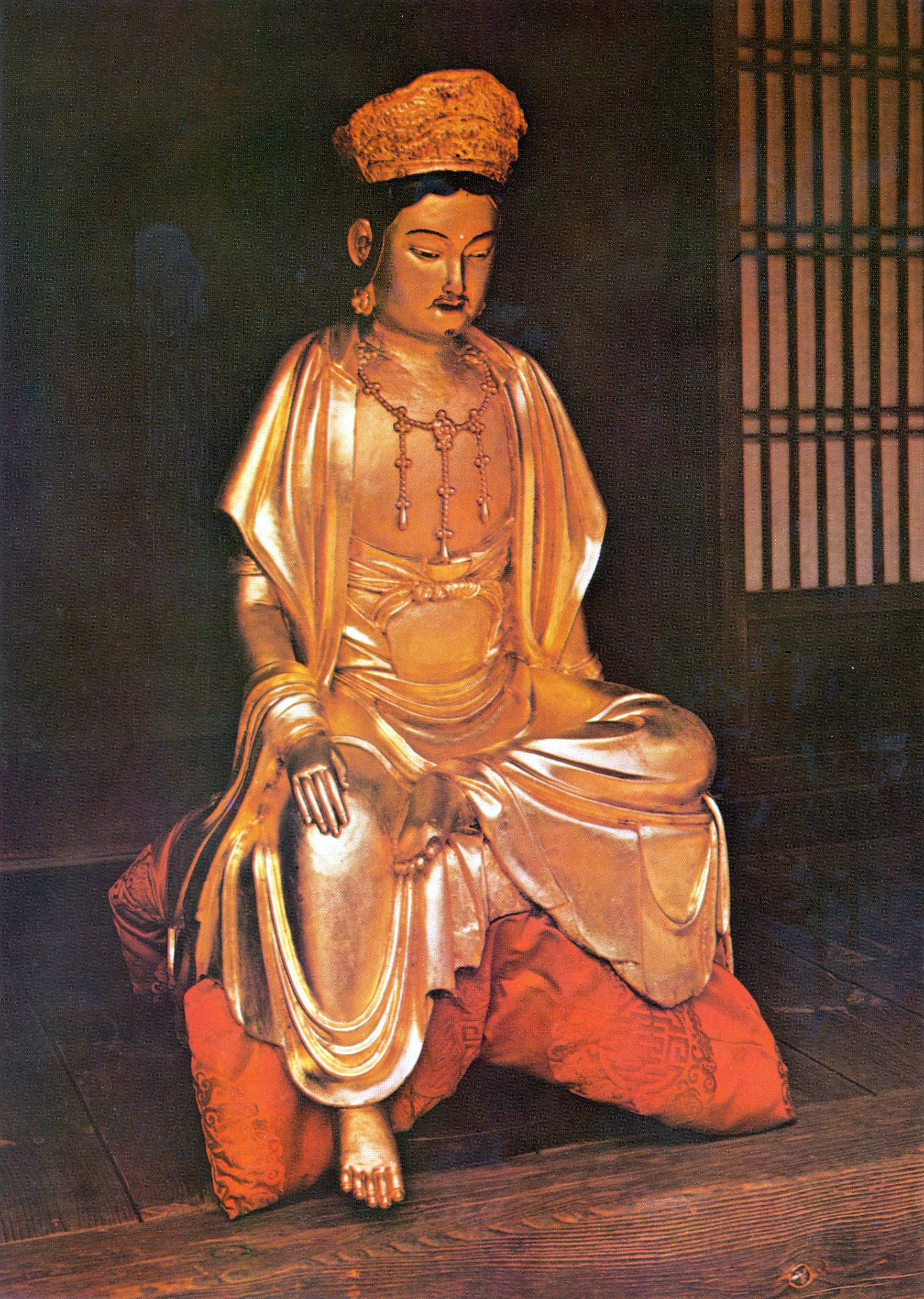
Bodhisattva sentado y lacado en posición de medio loto. 1501, templo de Girimsa Gyeongju, Corea.

El cambio dinástico de Goryeo a Joseon fue relativamente pacífico. Sin embargo, por primera vez desde que el budismo fue aceptado por las cortes de los Tres Reinos, la religión cayó en desgracia ante el rey y su corte. El decadente patrocinio real de los reyes de Goryeo y el creciente poder de los templos y del clero llevaron a los reyes de Joseon a suprimir la religión en favor del neoconfucianismo. Mientras que algunos reyes eran budistas en su vida privada, los fondos del gobierno para los templos y el encargo y la calidad de las estatuas disminuyeron.
Como la mayoría de las obras de arte coreanas, a principios de la escultura de Joseon le fue mal en las invasiones japonesas de Corea entre 1592 y 1598 y pocas sobreviven en la actualidad. La invasión japonesa se tiene históricamente como la línea divisoria entre los períodos de temprano y el tardío de Joseon. La valentía de los muchos monjes que lucharon contra los invasores japoneses fue reconocida después de la guerra. Aunque nunca fue la religión oficial de la corte, el budismo experimentó un resurgimiento y muchos de los templos y estatuas que se ven hoy en Corea se construyeron a partir del siglo XVII en adelante.

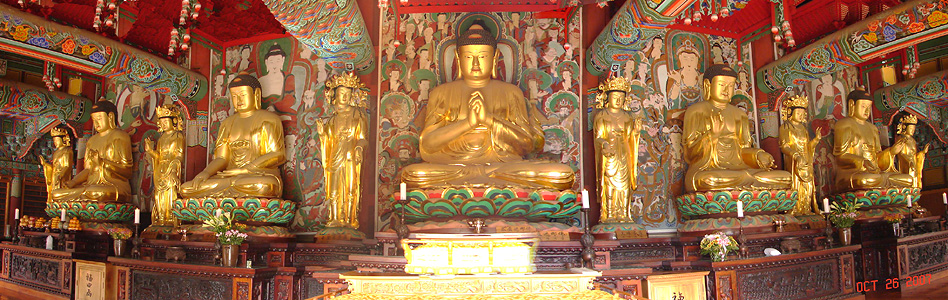
Sala principal del Templo Geumsansa.

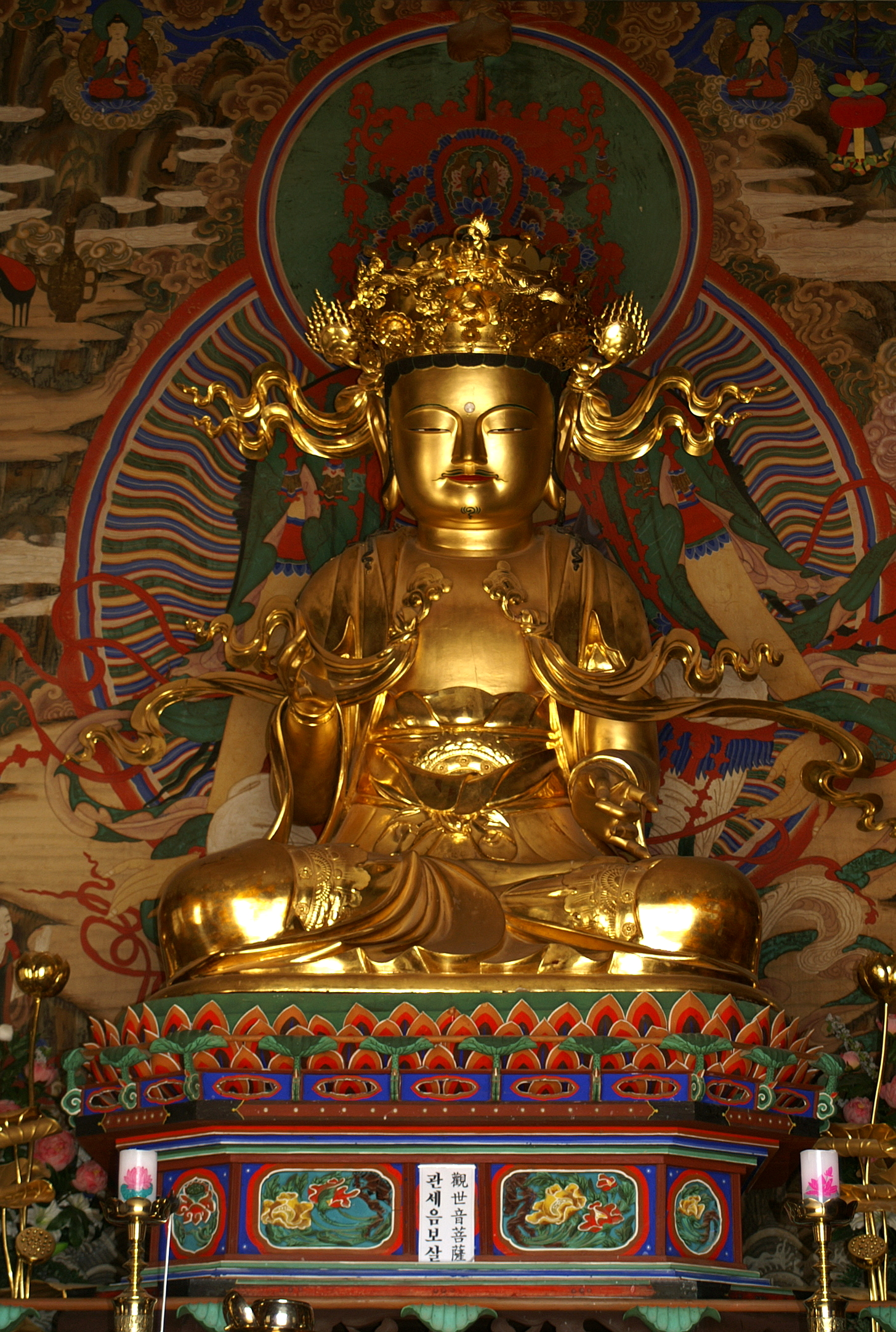
Avalokitesvara sentado, período Joseon 1655. Tesoro Nacional n.º 1361.
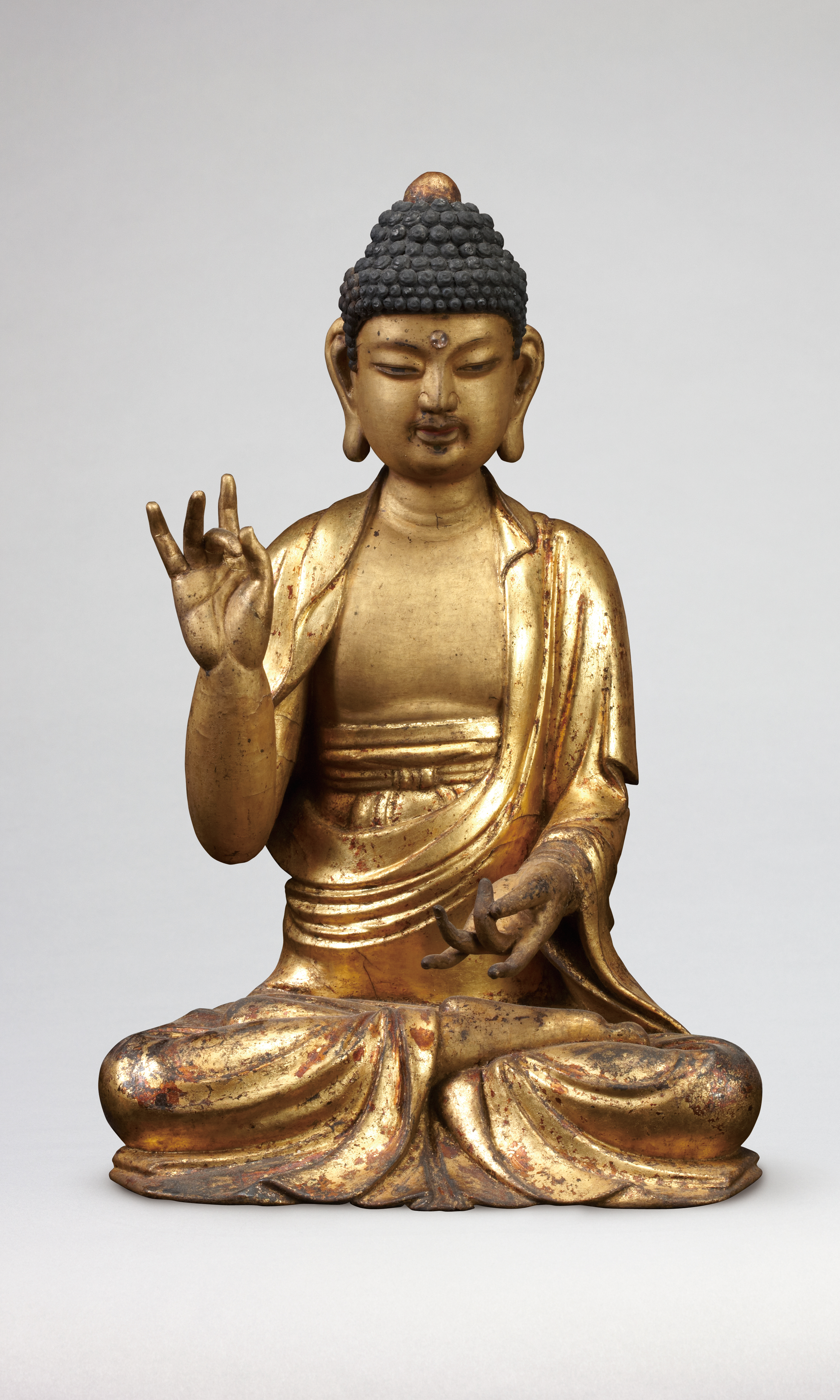
Buda Amitābha sentado, siglo XV, altura 57,3 cm Museo Nacional de Corea